# حرب فيتنام
حرب فيتنام (الفيتنامية: Chiến tranh Việt Nam) ، والمعروفة أيضًا باسم الحرب الهندوصينية الثانية، وفي فيتنام يطلق عليها حرب المقاومة ضد أمريكا (الفيتنامية: Kháng chiến chống Mỹ) أو ببساطة الحرب الأمريكية، وهو نزاع وقع في فيتنام ولاوس وكمبوديا ابتداءً من 1 نوفمبر 1955، حتى سقوط سايغون في 30 أبريل 1975. وهي ثاني الحروب الهندوصينية وكانت أطراف الحرب الرسمية فيتنام الشمالية وفيتنام الجنوبية. تلقى الجيش الفيتنامي الشمالي الدعم من الاتحاد السوفيتي، والصين، وحلفاء شيوعيين آخرين، أما الجيش الفيتنامي الجنوبي فقد تلقى الدعم من الولايات المتحدة، وكوريا الجنوبية، وأستراليا، وتايلاند وحلفاء آخرين مناهضين للشيوعية. يرى بعض الأمريكيين أن هذه الحرب كانت بمثابة حرب بالوكالة في حقبة الحرب الباردة. وغالبية الأمريكيين يعتقدون أن الحرب كانت غير أخلاقية وغير مبررة.
هناك العديد من وجهات النظر المتضاربة حول هذا الصراع، البعض في الجانب الفيتنامي الشمالي والجبهة الوطنية لتحرير جنوب فيتنام ينظرون إلى أن النضال ضد القوات الأمريكية كحرب استعمارية واستمرار للحرب الهندوصينية الأولى والتي كانت ضد القوات الفرنسية، وخاصة بعد مؤتمر 1954 الفاشل في جنيف والذي يدعو إلى إجراء انتخابات. أما الجانب المؤيد للحكومة في فيتنام الجنوبية فكان يرى الصراع مجرد حرب أهلية، أو حرب دفاع ضد الشيوعية أو حرب للدفاع عن منازلهم وعائلاتهم. أما الحكومة الأمريكية فتدخلت في الصراع من أجل منع استيلاء الشيوعييون على فيتنام الجنوبية. وكان هذا جزءًا من نظرية الدومينو للاحتواء، وكان الهدف المعلن هو وقف انتشار الشيوعية.
بدءًا من عام 1950 ، وصل المستشارون العسكريون الأمريكيون إلى ما كان يعرف آنذاك باسم الهند الصينية الفرنسية. ومعظم تمويل جهود الحرب الفرنسية أثناء الحرب الهندوصينية الأولى قدم من قبل الولايات المتحدة. وأطلقت الفيت كونغ والمعروفة أيضًا باسم الجبهة الوطنية لتحرير جنوب فيتنام، وهي جبهة مشتركة مكونة من الشيوعيين الفيتناميين الجنوبيين وقوات من شمال فيتنام، حرب عصابات ضد القوات المناهضة للشيوعية في المنطقة، أما جيش فيتنام الشعبي والمعروف أيضا باسم الجيش الفيتنامي الشمالي (NVA) ، كان يفضل خوض الحروب التقليدية، وقد أطلق العديد من الصراعات المسلحة من عام 1959 فصاعدا. تصاعد وتيرة التدخل الأمريكي في عام 1960 أثناء عهد الرئيس جون كينيدي ، حيث ارتفعت أعداد القوات الأمريكية تدريجيًا تحت برنامج إم أيه أيه جي (MAAG) ، فمن أقل من ألف جندي عام 1959 إلى 16,000 جندي عام 1963.
بحلول عام 1964 كان عدد القوات الأمريكية المتدخلة في الصراع في فيتنام 23,000 جندي أمريكي، ثم تصاعد العدد أكثر في أعقاب حادث خليج تونكين عام 1964، والتي زعم فيها أن مدمرة أمريكية قد اشتبكت مع سفينة حربية هجومية تابعة لشمال فيتنام. وأعقب ذلك قرار خليج تونكين، الذي أعطى ليندون جونسون الإذن بزيادة أعداد الجنود الأمريكيين، وأصبح العدد 184,000 جندي أمريكي. في كل عام، كانت تتزايد أعداد الجنود الأمريكيين على الرغم من التقدم القليل في الصراع، عبّر وزير الدفاع الأمريكي روبرت ماكنامارا والذي لعب دورا رئيسيا في تصعيد تدخل الولايات المتحدة في حرب فيتنام عن شكوكه في الانتصار بنهاية عام 1966. اعتمدت القوات الأمريكية والفيتنامية الجنوبية على التفوق الجوي والقوة النيرانية الهائلة لإجراء عمليات بحث وتدمير، واستخدمت القوات البرية والمدفعية والضربات الجوية. خلال الحرب شنت الولايات المتحدة حملة قصف إستراتيجية واسعة النطاق ضد شمال فيتنام. في أعقاب هجوم Tết بدأت القوات الأمريكية بالانسحاب التدريجي في إطار مرحلة «فيتنامنة» التي هدفت إلى إنهاء التدخل الأمريكي في الحرب ونقل مهمة محاربة الشيوعيين إلى الفيتناميين الجنوبيين من خلال تطوير وتدريب الجيش الفيتنامي الجنوبي. وفي هذه المرحلة ازدادت قدرات الجيش الفيتنامي الجنوبي غير التقليدية والتقليدية بعد فترة من الإهمال وأصبحت تركز على القوة النارية على غرار القوات الأمريكية. وأيضا في هذه المرحلة انخفضت المعنويات بشكل ملحوظ في صفوف القوات الأمريكية وازدادت حوادث التسكع، واستخدام المخدرات وعصيان الأوامر، وصرح الجنرال كريتون أبرامز: «أنا بحاجة إلى إرجاع هذا الجيش إلى وطنه لإنقاذه». منذ عام 1969 فصاعدًا، تراجعت العمليات العسكرية للجبهة الوطنية لتحرير جنوب فيتنام مع نمو دور ومشاركة الجيش الفيتنامي الشمالي NVA. في بداية الصراع كانت أسلحة وعتاد الجبهة الوطنية لتحرير جنوب فيتنام و الجيش الفيتنامي الشمالي بدائية وذات جودة ضعيفة، ولكن من عام 1970 وصاعدا، أصبح الجبهة الوطنية لتحرير جنوب فيتنام و الجيش الفيتنامي الشمالي يملك أسلحة حديثة ومطورة ومركبات مدرعة بشكل متزايد، وأصبحت لديهم القدرة على تحديث الأسلحة المشتركة والحرب المتنقلة وبدأو في نشر أسلحة جديدة غير مجربة على نطاق واسع. وبحلول منتصف السبعينيات أصبح الجيش الفيتنامي الجنوبي رابع أكبر جيش في العالم، وأصبح الجيش الفيتنامي الشمالي خامس أكبر جيش في العالم.
على الرغم من اتفاق باريس للسلام ، الذي وقعته جميع الأطراف في يناير 1973، إلا أن القتال استمر في فترة عرفت بـ «حرب الأعلام» والتي حاول فيها كل من فيتنام الجنوبية وفيتنام الشمالية الاستيلاء على الأرض قبل وبعد الاتفاق ولم يستمر اتفاق وقف إطلاق النار طويلا حيث بعد أيام فقط من توقيعه تم انتهاك هذا الاتفاق. في الولايات المتحدة والعالم الغربي، ظهرت حركة كبيرة مناهضة لحرب فيتنام وهي أكبر حركة مناهضة لحرب حتى يومنا هذا. وغيرت الحرب الديناميكيات بين الكتل الشرقية والغربية، وغيرت العلاقات بين الشمال والجنوب،] وأثرت بشكل كبير على المشهد السياسي في الولايات المتحدة ، وعبر معظم أوروبا الغربية.
تم سحب جميع القوات الأمريكية بالكامل في 15 أغسطس 1973. كان سقوط سايغون في قبضة الجيش الفيتنامي الشمالي في أبريل 1975 بمثابة نهاية الحرب، وتمت إعادة توحيد فيتنام الشمالية والجنوبية في العام التالي. كلّفت الحرب عدد كبير جدًا من الأرواح. حيث تتراوح تقديرات عدد الجنود الفيتناميين والمدنيين الذين قُتلوا من 966،000 إلى 3.8 مليون شخص. حوالي 275،000 - 310،000 كمبودي، 20،000 - 62،000 لاوتيان، و 58،220 من أعضاء الجيش الأمريكي ماتوا أيضًا في الصراع ، ولا يزال هناك 1626 شخصًا آخر في عداد المفقودين.

## المصطلحات
أسماء مختلفة وضعت لهذا الصراع. و حرب فيتنام هو الاسم الأكثر شيوعا في اللغة الإنجليزية. كما سميت أيضًا حرب الهند الصينية الثانية،' و أزمة فيتنام. وحيث أنه كان هناك الكثير من الصراعات في الهند الصينية، فإن هذا الصراع معروف باسم خصمهم الرئيسي لتمييزه عن غيره. و لهذا، ففي الفيتنامية ، تعرف هذه الحرب بـ Chiến tranh Việt Nam أي حرب فيتنام، أو Kháng chiến chống Mỹ أي المقاومة ضد الحرب الأمريكية، أو Cuộc chiến tranh Mỹ أي الحرب الأمريكية.

## خلفية تاريخية
تآكل استقلال فيتنام تدريجيا عندما أقدمت فرنسا على سلسلة من الغزوات العسكرية منذ عام 1859 حتى عام 1885 عندما أصبحت البلاد كلها جزءا من مستعمرة الهند الصينية الفرنسية. وفرضت الإدارة الفرنسية تغييرات سياسية وثقافية واقتصادية هامة في المجتمع الفيتنامي على غرار النظام الحديث في الدول الغربية. وظلت فرنسا مهيمنة على تلك المستعمرات حتى الحرب العالمية الثانية، عندما أدت حرب اليابان للسيطرة على المحيط الهادي إلى غزو الهند الصينية الفرنسية سنة 1941. وقامت إمبراطورية اليابان باستغلال الموارد الطبيعية في فيتنام لأغراض الإمبراطورية اليابانية في الحملات العسكرية في المستعمرات البريطانية في الهند الصينية من بورما، وشبه جزيرة الملايو والهند. وتلقت حركة الفيت مين بقيادة هو تشي منه المعارضة للإحتلال الياباني دعمًا من قبل الولايات المتحدة، والصين، والاتحاد السوفيتي.
بعد إستسلام إمبراطورية اليابان وإنتهاء الحرب العالمية الثانية أرادت فرنسا استعادة مستعمرة الهند الصينية الفرنسية التي كانت تابعةً لها في السابق قبل أنْ تنتزعها اليابان منها، فحاولت السيطرة على فيتنام فتمردت الفيت مين بقيادة هو تشي منه ضد الحكم الفرنسي وتصاعدت أعمال العنف التي تقوم بها الفيت مين بقيادة هو تشي منه ضد قوات الحكم الفرنسي حتى اندلعت الحرب الهندوصينية الأولى بين قوات الاحتلال الفرنسية والمجموعات العسكرية الموالية لها من جهة مع الفيت مين بقيادة هو تشي منه من جهة أخرى في ديسمبر 1946.
في فترة الخمسينيات تداخلت الحرب الهندوصينية الأولى مع الحرب الباردة، فقدمت الصين، والاتحاد السوفيتي الدعم لجمهورية فيتنام الديمقراطية التي أسسها هو تشي منه بعد الحرب العالمية الثانية والتي تقع عاصمتها في هانوي، وقدمت الولايات المتحدة، والمملكة المتحدة، وفرنسا الدعم لدولة فيتنام والتي تقع عاصمتها في سايغون. وأدى اندلاع الحرب الكورية في يونيو 1950، إلى إقناع العديد من صانعي القرار في الولايات المتحدة بأن الحرب في الهند الصينية هي مثال للتوسع الشيوعي الذي يديره الاتحاد السوفيتي.
في يوليو 1950، أرسلت جمهورية الصين الشعبية الأسلحة، والخبرات، والمستشارون العسكريون لمساعدة الفيت مين. وتحول الفيت مين بعد الدعم الصيني من قوة عصابات إلى جيش نظامي. وفي سبتمبر 1950 ، أنشأت الولايات المتحدة مجموعة مساعدة وإرشاد عسكرية تعرف إختصارًا بـ (MAAG) لفحص طلبات المساعدة الفرنسية ، وتقديم المشورة الاستراتيجية للفرنسيين، وتدريب الجنود الفيتناميين الجنوبيين. بحلول عام 1954، أنفقت الولايات المتحدة مليار دولار أمريكي لدعم الجهود العسكرية الفرنسية حيث بلغت 80٪ من تكلفة الحرب.
كانت هناك محادثات بين الفرنسيين والأمريكيين حول إمكانية استخدام ثلاثة أسلحة نووية تكتيكية، على الرغم من التعارض في التقارير حول مدى جدية استخدام الأسلحة النووية التكتيكية. وفقا لنائب الرئيس الأمريكي ريتشارد نيكسون، تضمنت الخطة التي وضعها رؤساء الأركان المشتركة استخدام ثلاثة أسلحة نووية تكتيكية صغيرة دعما للفرنسيين. كذلك اقترح ريتشارد نيكسون إرسال جنود من الجيش الأمريكي إلى فيتنام. أما الرئيس الأمريكي دوايت أيزنهاور فجعل المشاركة الأمريكية في فيتنام متوقفة على الدعم البريطاني، إلا أن البريطانيين كانوا معارضين للتدخل في فيتنام. قرر آيزنهاور معارضة التدخل العسكري الأمريكي كونه قلق من توريط الولايات المتحدة في حرب برية في آسيا. طوال فترة الصراع ، ظلت تقديرات الاستخبارات الأمريكية تشك في فرص النجاح الفرنسية.
أثناء معركة ديان بيان فو أجرت الولايات المتحدة العديد من الرحلات الاستطلاعية لمساعدة الفرنسيين. في 7 مايو 1954، استسلمت القوات الفرنسية في معركة ديان بيان فو. وشكّلت هذه الهزيمة نهاية التدخل العسكري الفرنسي في الهند الصينية. في مؤتمر جنيف عام 1954، تفاوض الفرنسيون على اتفاق لوقف إطلاق النار مع فيت مين وتم منح الاستقلال لكمبوديا ولاوس وفيتنام.

## فترة التوتر

مؤتمر جنيف، عام 1954.

في مؤتمر جنيف عام 1954 ، تم تقسيم فيتنام مؤقتًا إلى شطرين يفصل بينهما خط العرض 17 حتى تجرى الانتخابات العامة في 1956 لإنشاء حكومة موحدة وتوحيد فيتنام. كان هو تشي منه يرغب في مواصلة الحرب في الجنوب، لكن تم تقييده من قبل حلفائه الصينيين الذين أقنعوه بأنه يمكن أن يوحد فيتنام ويسيطر عليها من خلال الانتخابات. ولكن ألغيت الانتخابات العامة من قبل الرئيس الفيتنامي الجنوبي، الذي كان يخشى من انتصار الشيوعية. وفقا لاتفاقات جنيف تم منح المدنيين الحرية المطلقة للتنقل بين الدولتين المؤقتتين لمدة 300 يوم. أثناء هذه الفترة فر نحو مليون شخص من الشمال إلى الجنوب، معظمهم من الأقليات الكاثوليكية خشية تعرضهم للاضطهاد من قبل الشيوعيين. وجاء ذلك في أعقاب حملة الحرب النفسية الأمريكية، التي صممها إدوارد لانسديل لصالح وكالة المخابرات المركزية، التي بالغت في الشعور المعادي للكاثوليكية في صفوف الفيت مين بالإضافة إلى استخدام شعارات، مثل:«إن مريم العذراء متجهة نحو الجنوب»، كذلك إشاعة قصف مدينة هانوي بالنووي. تم تنسيق عملية النزوح من خلال برنامج نقل مولته الولايات المتحدة بمبلغ 93 مليون دولار، والذي شمل استخدام الأسطول السابع لنقل اللاجئين. وكان الهدف أساسًا من اللاجئين الكاثوليكيين الشماليين، إعطاء نظام نغو دينه ديم جمهور قوي مناهضة للشيوعية.
أيضًا في هذه الفترة إنتقل من الجنوب إلى الشمال 52,000 من المدنيين، بالإضافة إلى 130,000 ألف من الثوريين من أجل «إعادة التجمع»، متوقعين العودة إلى الجنوب خلال عامين. وترك الفيت مين ما يقارب 5,000 إلى 10,000 من أعضائه في الجنوب باعتبارهم «بنية تحتية سياسية-عسكرية». وفي أبريل 1956، غادرت جميع القوات الفرنسية فيتنام. وفي نفس الوقت انسحبت جمهورية الصين الشعبية من فيتنام الشمالية.
بين عامي 1953 و 1956، قامت الحكومة الفيتنامية الشمالية بالعديد من الإصلاحات الزراعية، بما في ذلك «تخفيض الإيجارات» و «الإصلاح الزراعي»، مما أدى إلى اضطهاد سياسي كبير. وأثناء برنامج إصلاح الأراضي، قام الفيت مين بإعدام العديد من سكان القرى حتى وصلت حالات الإعدام إلى ما يقارب 100,000 حالة إعدام. في عام 1956، اعترف القادة في هانوي ب «التجاوزات» في تنفيذ هذا البرنامج من اجل استعادة الأراضي إلى المالكين الأصليين.

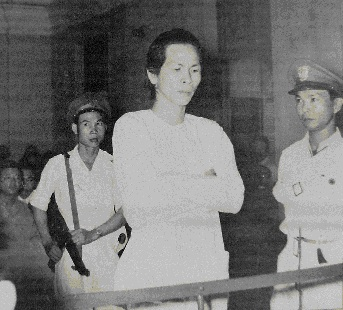
با كت في محكمة كن تاه العسكرية عام 1956. كان قائد الجناج العسكري لجماعة هوا هاو الدينية التي قاتلت ضد الفيت مين، والجيش الشعبي الفيتنامي وحركة كاو دائية طوال الحرب الأولى

في هذه الفترة في جنوب فيتنام كان باو داي الإمبراطور ونغو دينه ديم رئيسًا للوزراء. ولم توقع أي من حكومة الولايات المتحدة ولا حكومة نغو دينه ديم على أي شيء في مؤتمر جنيف لعام 1954. فيما يتعلق بمسألة إعادة التوحيد، اعترض الوفد الفيتنامي الجنوبي بشدة على أي تقسيم لفيتنام. لكنه خسر عندما قبل الفرنسيون اقتراح مندوب فيت مين فام فان دونغ، الذي ينص على أن تتحد فيتنام في نهاية الانتخابات والتي تكون تحت إشراف «اللجان المحلية». وعرضت الولايات المتحدة «الخطة الأمريكية» والتي نصت على أن تكون انتخابات التوحيد تحت إشراف الأمم المتحدة. وتلقت «الخطة الأمريكية» القبول والدعم من جنوب فيتنام والمملكة المتحدة. ولكنها رفضت من قبل الوفد السوفياتي. وقالت الولايات المتحدة: «فيما يتعلق بالبيان الذي أدلى به ممثل دولة فييتنام، فإن الولايات المتحدة تكرر موقفها التقليدي بأن الشعوب يحق لها تقرير مصيرها ومستقبلها الخاص وأنها لن تنضم إلى أي معاهدة تعوق ذلك».
من أبريل إلى يونيو 1955 ، ألغى نغو دينه ديم أي معارضة سياسية في الجنوب من خلال شن عمليات عسكرية ضد العديد من الجماعات مثل الجماعتين الدينيتين: كاو دائية، وهوا هاو التي يقودها با كت، وأيضا على جماعة بون شويان التي كانت متحالفة مع أفراد من الشرطة السرية للحزب الشيوعي ولديها بعض العناصر العسكرية. ومع تصاعد عدد المعارضين لأساليب نغو دينه ديم القاسية، سعى نغو دينه ديم بشكل متزايد لإلقاء اللوم على الشيوعيين.
في استفتاء حول مستقبل دولة فيتنام الجنوبية في 23 أكتوبر 1955 ، قام نغو دينه ديم بتزوير الانتخابات التي يشرف عليه شقيقه نجو دنه نهو وفاز بنسبة 98.2 في المائة من الأصوات . وكان مستشاروه الأمريكيون قد أوصوا بهامش ربح متواضع بين «60 و 70 بالمائة». ومع ذلك ، نظر نغو دينه ديم إلى الانتخابات على أنها اختبار للسلطة. بعد ثلاثة أيام، أعلن أن فيتنام الجنوبية دولة مستقلة تحت اسم جمهورية فيتنام (ROV)، مع نفسه كرئيس. وبالمثل ، فاز هو تشي منه وغيره من المسؤولين الشيوعيين بنسبة لا تقل عن 99٪ من الأصوات في «الانتخابات» الفيتنامية الشمالية.
نظرية الدومينو تقول إذا تشابهت الدول في نظام الحكم، فإن أي تغيير في نظام إحدى الدول سيؤدي إلى تغييرات متتالية في بقية الأنظمة، وقد ترجمتها السياسة الأمريكية على الشكل التالي: إذا سقطت فيتنام في أيدي الشيوعيين، فهذا سيؤدي إلى سقوط الأنظمة الأخرى في الهند الصينية في أيدي الشيوعيين أيضاً. قال الرئيس الأمريكي دوايت أيزنهاور معبراً عن نظرية الدومينو في مؤتمر صحفي له عقده في 7أبريل عام 1954: 
وقال جون كينيدي عضو مجلس الشيوخ الأمريكي آنذاك في خطاب ألقاه أمام أصدقاء أميركا في فيتنام: «بورما وتايلاند والهند واليابان والفلبين ومن الواضح أن لاوس وكمبوديا من بين أولئك الذين سيتعرض أمنهم للتهديد إذا غمر المد الأحمر الشيوعي فيتنام.»

## فترة نغو دينه ديم 1954–63

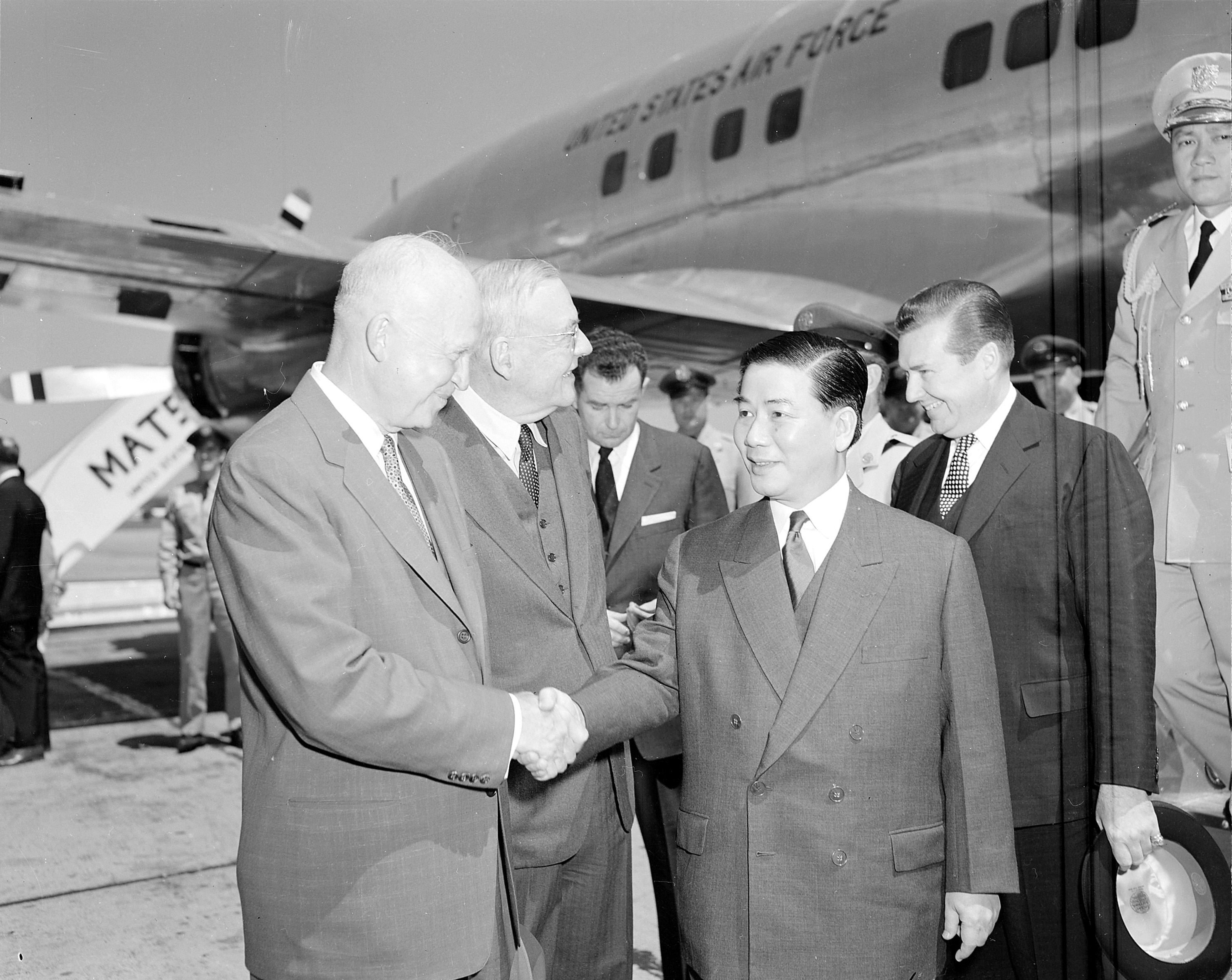
الرئيس الامريكي دوايت أيزنهاور ووزير الخارجية الأمريكي جون فوستر دالاس يستقبلون رئيس فيتنام الجنوبية نغو دينه ديم في واشنطن بتاريخ 8 مايو 1957.

### الحكم
كان نغو دينه ديم كاثوليكي متدين، شديد العداء للشيوعية والقوميين والمحافظين اجتماعياً. ويشير المؤرخ لوو دوان هوينه إلى أن «نغو دينه ديم يمثل قومية ضيقة ومتطرفة مقترنة بالأوتوقراطية والمحسوبية». كان الغالبية العظمى من الشعب الفيتنامي يعتنق البوذية، وكانوا يشعرون بالقلق من أعمال وتوجهات نغو دينه ديم الكاثوليكية. نغو دينه ديم في وقت لاحق جعل المناصب الرئيسية في إدارته في معظمها للكاثوليك الشماليين أو من الوسط.
في بداية صيف عام 1955، أطلق نغو دينه ديم حملة «التنديد بالشيوعيين» ، التي اعتقل خلالها الشيوعيين والمعارضين للحكومة، وتم سجنهم، أو تعذيبهم، أو إعدامهم. وفي أغسطس 1956، وضع نغو دينه ديم عقوبة الإعدام ضد أي نشاط يعتبر شيوعيا. وفقا لغابريل كولكو، بين عامي 1955 و 1957 قُتل ما يقارب 12,000 من المعارضين المشتبه بهم. وبحلول نهاية عام 1958، تم سجن ما يقدر بنحو 40 ألف سجين سياسي.
في مايو 1957، قام نغو دينه ديم بزيارة رسمية للولايات المتحدة لمدة عشرة أيام. وتعهد الرئيس أيزنهاور بدعمه بشكل مستمر ، وتم تنظيم استعراض على شرف نغو دينه ديم في مدينة نيويورك. وعلى الرغم من الإشادة العلنية لنغو دينه ديم من قبل الحكومة الأمريكية، إلا أن وزير الخارجية جون فوستر دالاس إعترف بأنه تم اختيار نغو دينه ديم لأنه لم يكن هناك بدائل أفضل.
كتب وزير الدفاع السابق روبرت ماكنامارا في كتابة «سجال بلا نهاية» أن الإدارة الأمريكية الجديدة كانت شبه جاهلة تماما بالثقافة الفيتنامية. فانهم لا يعرفون اللغة أو التاريخ الطويل لهذا البلد.

### التمرد في الجنوب 1954–1960

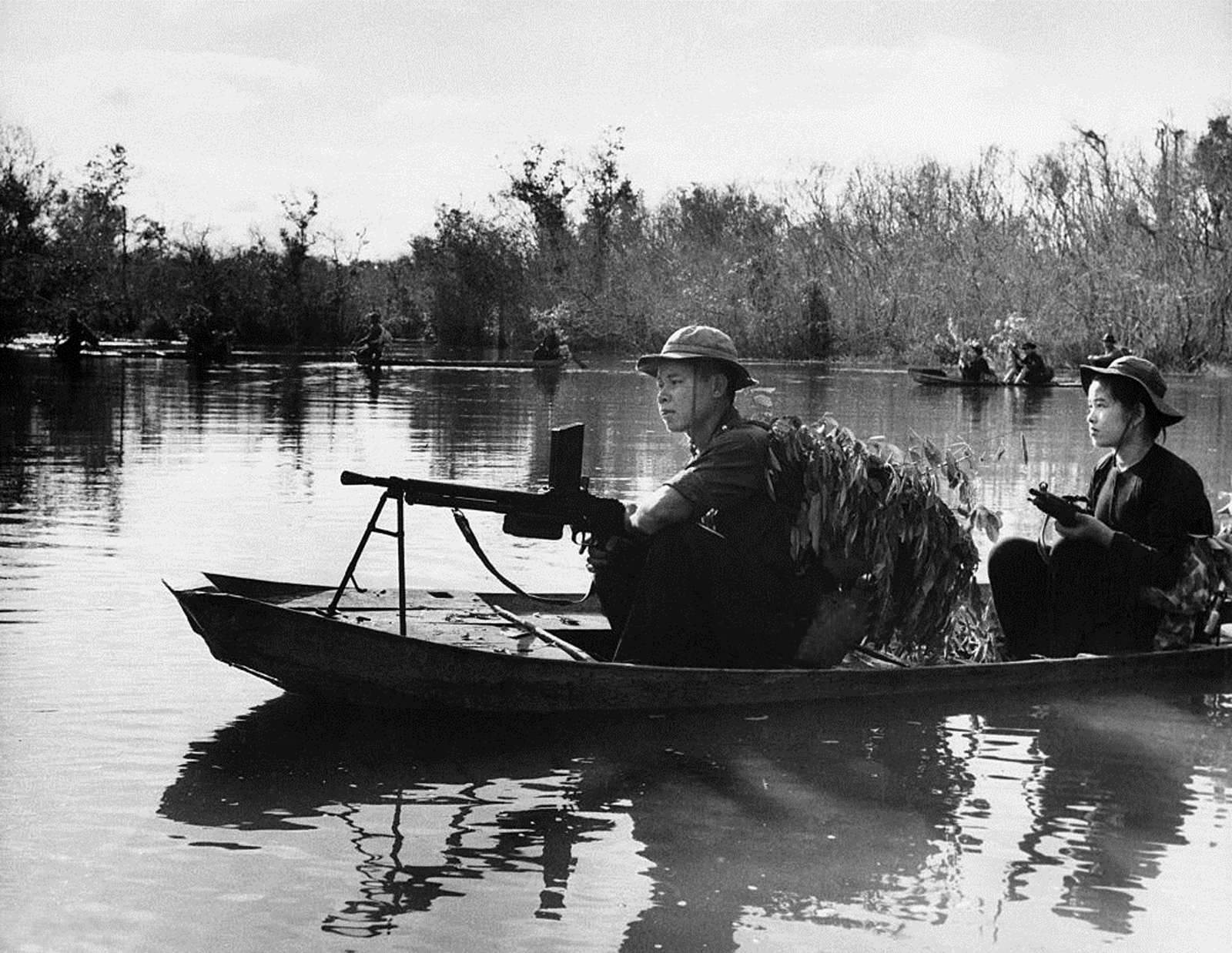
جنود تابعون للفيت كونغ يحملون أسلحة أوتوماتيكية ويرتدون تمويهات عشبية على قوارب صغيرة أثناء قيامهم بدوريات في نهر سايغون في مكان ما في جنوب فيتنام.

بين عامي 1954 و 1957، كان هناك انشقاق واسع النطاق ولكن غير منظم في الريف والذي نجحت حكومة نغو دينه ديم في إخماده. في أوائل عام 1957، دخلت فيتنام الجنوبية في مرحلة سلام وهدوء تام وهو أول عام من دون صراع منذ أكثر من عشر سنوات. ولكن في منتصف عام 1957، اندلعت موجات من حوادث العنف السياسي، لكن الحكومة لم تفسر ذلك على أنها حملة منظمة. ولكن في أوائل عام 1959، بدأ نغو دينه ديم بملاحظة الاضطرابات التي تزداد بشكل متكرر واعتبرها حملة منظمة ونفذ القانون 10/59، والذي ينص على أن مرتكب العنف السياسي يعاقب بالموت وتصادر جميع ممتلكاته.
في ديسمبر 1960، تم إنشاء جبهة التحرير الوطني والمعروفة بـ الفيت كونغ بهدف توحيد جميع النشطاء المعارضين لحكومة جنوب فيتنام، بما في ذلك غير الشيوعيين. تم تشكيلها بمنطقة مموت في كمبوديا، ويتم توجيهها من خلال مكتب مركزي يعرف باسم «المكتب المركزي لجنوب فيتنام» واختصارًا بـ COSVN. ووفقًا لوثائق البنتاغون ، فإن فيت كونغ ركزت أهدافها بشدة على طرد المستشارين الأمريكيين والنفوذ الأمريكي، وعلى إصلاح الأراضي و لبرلة الحكومة الفتنامية الجنوبية. أما قادة الفيت كونغ فلم تعرف هوياتهم بسبب تفضيلهم لطابع السرية.
كانت الغالبية العظمى من السكان يعيشون في قرى في مناطق الريف فكان الدافع وراء الدعم الكبير للفيت كونغ هو استياء الفلاحين من برنامج نغو دينه ديم لإصلاح الأراضي في مناطق الريف. حيث أحضر نغو دينه ديم ملاك الأراضي الأصليين إلى القرى. واضطر الفلاحين الذين كانوا يزرعون الأراضي التي حصلوا عليها لسنوات إلى إعادتها إلى أصحابها ودفع إيجار السنوات التي كانت بحوزتهم. وتم فرض هذه الإجراءات وجمع الإيجارات من قِبل الجيش الفيتنامي الجنوبي. وفي المناطق التي يسيطرون عليها فيت مين فتم مصادرة الأراضي، وخفضت الإيجارات والديون ، وتم تأجير الأراضي للفلاحين بشكل جماعي، وكانت جميع الإصلاحات تصب في مصلحة الفلاحين الفقراء. وحدث انقسام في سكان القرى: فـ 75٪ منهم أعلن دعمه للفيت كونغ، و 20٪ منهم كانوا يحاولون البقاء محايدين و 5٪ منهم أعلنوا تأيديهم للحكومة الفتنامية الجنوبية".

#### تورط فيتنام الشمالية
تختلف المصادر حول ما إذا كانت شمال فيتنام قد لعبت دورًا مباشرًا في مساعدة وتنظيم المتمردين الفيتناميين الجنوبيين قبل عام 1960. يؤكد كاهن ولويس:
ويقول المؤرخ آرثر ماير شليزنجر إن الحزب الشيوعي لفيتنام الشمالية لم يقدم دعمه ومناداته إلى تحرير الجنوب من الإمبريالية الأمريكية قبل سبتمبر 1960 بل بعدها. وعلى النقيض من ذلك ، يؤكد جيمس أولسون وراندي روبرتس أن فيتنام الشمالية أذنت للقيام بتمرد منخفض المستوى في ديسمبر 1956. ولمواجهة اتهام فيتنام الشمالية بانتهاك اتفاق جنيف، أكدت فيتنام الشمالية على استقلال الفيت كونغ في الدعاية الشيوعية.
هو تشي منه كان يقول : «لا تشاركوا في عمليات عسكرية، فإن من شأنها أن تؤدي إلى هزيمة. لا تأخذ الأراضي من الفلاحين. أكدوا على القومية بدلاً من الشيوعية. لا تعادوا أحدا إذا كان باستطاعتكم تجنب ذلك. أحسنوا استخدام العنف. إذا كان الاغتيال ضروريًا ، استخداموا سكين ، و لا تستخدموا بندقية أو قنبلة يدوية. إنه من السهل جدا قتل المارة الأبرياء بالبنادق والقنابل ، و قتل المارة الأبرياء باالخطأ سوف ينفر الفلاحين من للثورة. و تأكدوا أن يعرف الفلاحين لماذا وقع هذا الاغتيال، فور وقوعه». هذه الاستراتيجية كان يشار إليها ب «الدعاية المسلحة.»
في مارس 1956 ، قدّم الزعيم الشيوعي الجنوبي لي دوان خطة لإنعاش التمرد وأطلق عليها «الطريق إلى الجنوب» وعرضها على أعضاء المكتب السياسي في هانوي، ولكن رفضت كل من الصين والسوفييت الخطة. لكن القيادة الفيتنامية الشمالية وافقت على تدابير مؤقتة لإنعاش التمرد الجنوبي في ديسمبر 1956. في عام 1958، تم تشكيل قيادة تضم جميع القوات الشيوعية. وافق الحزب الشيوعي الفيتنامي الشمالي على «حرب الشعب» على الجنوب في جلسة في يناير 1959. وفي مايو، تم تأسيس مجموعة 559 لتطوير والحفاظ على طريق هو تشي منه، وهو طريق مموه يمتد من فيتنام الشمالية عبر القسم الجنوبي الشرقي من لاوس إلى الجزء الشمالي الغربي من فيتنام الجنوبية، استخدم لأغراض التسلل والإمداد. تم نقل حوالي 500 من «المجندين» جنوبًا من خلال الطريق في أول عام له. وأول عملية نقل أسلحة إكتمل تسليمها عبر الطريق في أغسطس 1959. وحوالي 40,000 جندي شيوعي تسللوا إلى الجنوب من عام 1961 إلى عام 1963.

## تصعيد كينيدي 1961–63

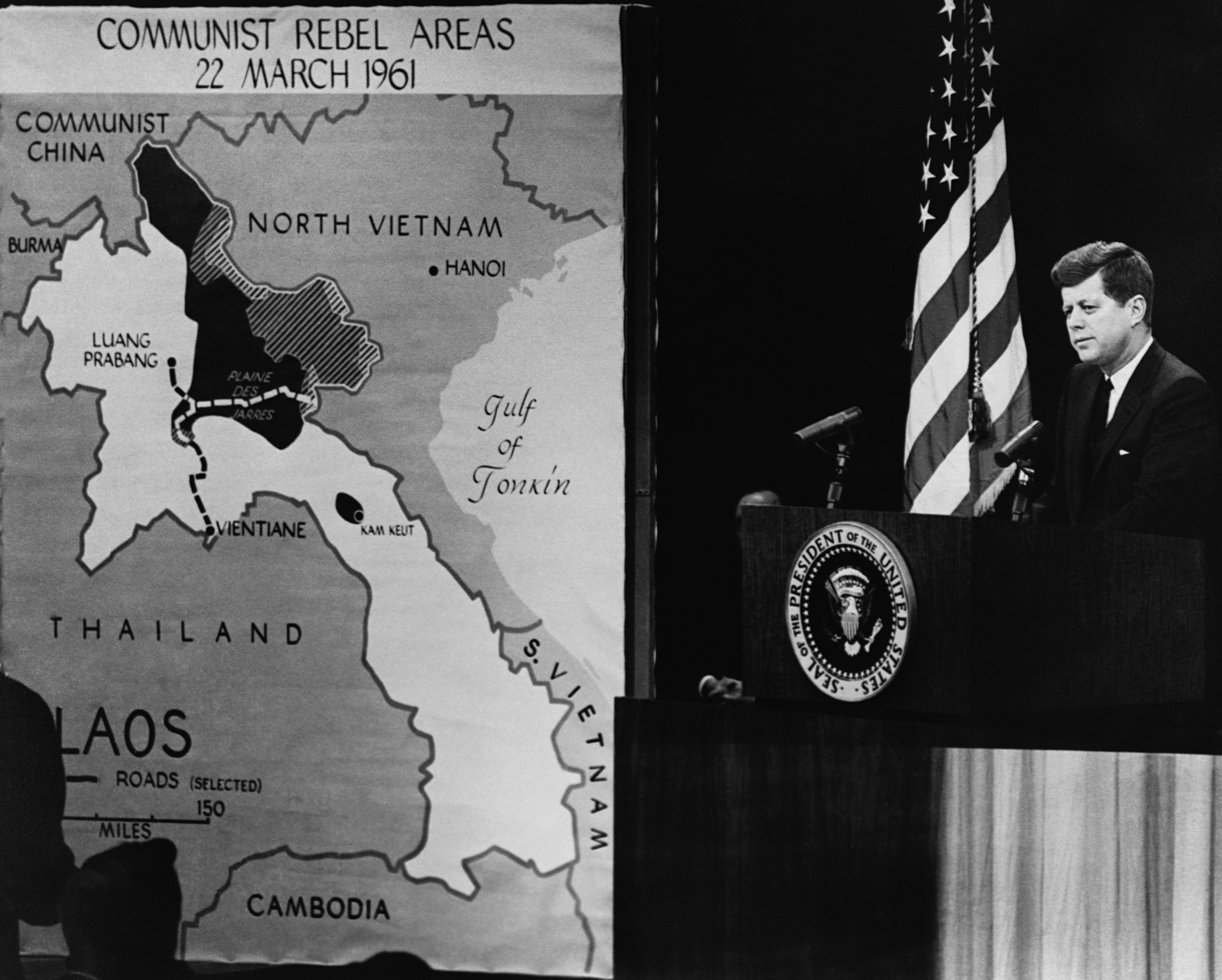
مؤتمر صحفي للرئيس جون كينيدي في 23 مارس 1961

في انتخابات الرئاسة الأمريكية عام 1960 ، هزم السيناتور جون كينيدي نائب الرئيس حينها ريتشارد نيكسون. وفي خطاب تنصيبه ، قام كينيدي بالتعهد «بدفع أي ثمن و تحمل أي عبء ومواجهة أي صعوبة و دعم أي صديق و التصدى لأي عدو ، من أجل ضمان بقاء ونجاح الحرية.»  في يونيو 1961، اختلف جون كينيدي مع رئيس الوزراء السوفيتي نيكيتا خروتشوف عندما التقيا في فيينا لمناقشة القضايا الرئيسية بين الولايات المتحدة والاتحاد السوفييتي. بعد 16 شهرا فقط ، اندلعت أزمة الصواريخ الكوبية وتعتبر هذه الأزمة أقرب أزمة كادت أن تؤدي لقيام الحرب النووية. وقد رفعت الولايات المتحدة مستوى الاستعداد للقيادة الجوية الاستراتيجية إلى ديفكون 2.
إدارة كينيدي ظلت ملتزمة بشكل أساسي بسياسة الحرب الباردة الخارجية التي ورثتها عن ترومان وأيزنهاور. و في عام 1961 ، كان للولايات المتحدة الأمريكية 50،000 جندي متمركزون في كوريا الجنوبية، وواجه جون كينيدي أزمة من ثلاثة أجزاء، فشل غزو خليج الخنازير، و بناء جدار برلين، والتوصل إلى تسوية عن طريق التفاوض بين حكومة لاوس الموالية للغرب و حركة الباثيت لاو الشيوعية. أدى ذلك إلى أن يعتقد كينيدي أن أي فشل آخر من جانب الولايات المتحدة في كسب السيطرة وإيقاف المد الشيوعي من شأنه الضرر بشدة بمصداقية الولايات المتحدة مع حلفائها وسمعته الشخصية. كينيدي صمم على «رسم خط في الرمال» ومنع انتصار الشيوعيين في فيتنام ، قائلا : «والآن لدينا مشكلة في جعل قوتنا ذات مصداقية، و فيتنام تبدو مكان مناسبًا،» لجيمس ريستون في مجلة نيويورك تايمز على الفور بعد الاجتماع مع خروتشوف في فيينا.

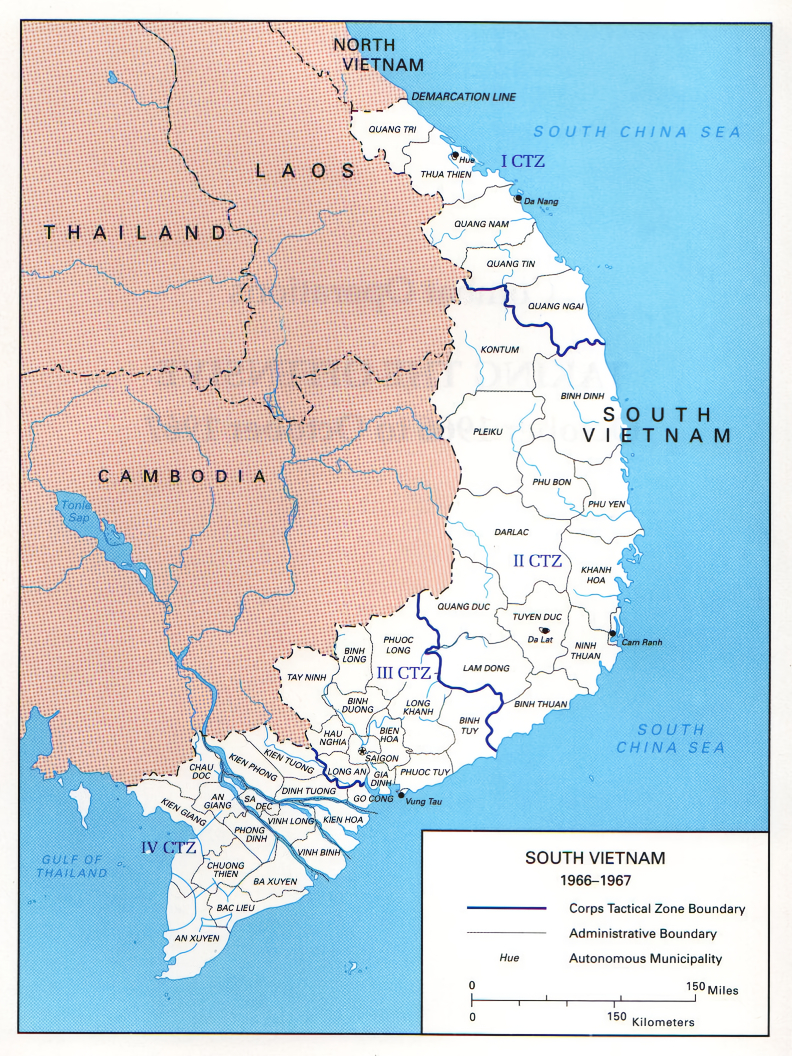
المناطق العسكرية في فيتنام الجنوبية عام 1967

و كانت سياسة كينيدي تجاه فيتنام الجنوبية تستند إلى افتراض أن نغو دينه ديم و قواته يجب في نهاية المطاف أن يهزموا المسلحين بمفردهم. لقد كان ضد نشر قوات قتالية أمريكية، ولاحظ أن "إدخال قوات اميركية بأعداد كبيرة هناك في ذلك الوقت، بالرغم من أنه قد يكون لها تأثير عسكري إيجابي في البداية، إلا أنه يكاد يكون من المؤكد أنها سؤدي إلى عواقب سياسية سلبية، و على المدى الطويل عواقب عسكرية. و لكن جودة الجيش الفيتنامي الجنوبي ، ظلت ضعيفة. فالقيادة السيئة والفساد المتفشي، والتدخل السياسي لعبوا جميعًا دورا في إضعاف جيش فيتنام الجنوبية. و ارتفعت وتيرة الهجمات التي يشنها المسلحون باشتداد قوة حركة التمرد. و بينما لعب دعم هانوي لجبهة التحرير دورًا كبيرًا، فقد كانت عدم كفاءة حكومة جنوب فيتنام في صميم الأزمة.
إحدى القضايا الرئيسية التي أثارها كينيدي هي ما إذا كان برامج الفضاء والصواريخ السوفيتية قد تفوقت على برامج الولايات المتحدة. و بالرغم من تشديد كينيدي على التكافؤ مع السوفيات في الصواريخ بعيدة المد، إلا أنه كان مهتمًا أيضا باستخدام قوات خاصة في مكافحة التمرد في بلدان العالم الثالث المهددة من حركات التمرد الشيوعية. و على الرغم من أنها كانت في الأصل مخصصة للاستخدام وراء الخطوط الأمامية بعد غزو تقليدي للسوفييت لأوروبا ، إلا أن كينيدي اعتقد أن تكتيكات حرب العصابات التي تستخدمها القوات الخاصة مثل ذوي القبعات الخضراء ستكون فعالة في حرب فيتنام «الصغيرة».
مستشاري كينيدي، ماكسويل تايلور دافنبورت ووالت ويتمان روستو أوصوا بأن ترسل قوات أمريكية متنكرة بزى عمال الإغاثة من الفيضانات إلى جنوب فيتنام. كينيدي رفض الفكرة و لكن زاد المساعدة العسكرية بالرغم من ذلك. في أبريل 1962، حذر جون كينيث جالبرايث من «الخطر الذي سيحل بهم كقوة استعمارية استبدلت الفرنسيين في المنطقة، و النزيف الذي سيحدث لهم كما حدث للفرنسيين.» بحلول عام 1963، كان هناك 16,000 من العسكريين الأمريكيين في فيتنام الجنوبية ، بعدما كانوا 900 من مستشاري ايزنهاور.
برنامج هاملت الاستراتيجي قد بدأ في عام 1961. هذا البرنامج الأمريكي الفيتنامي الجنوبي المشترك حاول إعادة توطين سكان المناطق الريفية في معسكرات محصنة. والهدف من ذلك هو عزل السكان من المسلحين ، وتوفير التعليم والرعاية الصحية ، وتعزيز سيطرة الحكومة على الريف. ومع ذلك سرعان ما اخترق من قبل المسلحين. الفلاحون استاءوا من اقتلاعهم من قرى أسلافهم. و رفضت الحكومة إجراء إصلاح أراضي ، الأمر الذي ترك المزارعين يدفعون الايجارات المرتفعة إلى الملاك الأثرياء القليلين. الفساد لاحق البرنامج وكثف المعارضة. و كان مسؤولون حكوميون هدفا للاغتيالات. وفي عام 1964 توقف البرنامج نتيجة رفض الفلاحين الرضوخ لقرارات حكومة فيتنام الجنوبية.

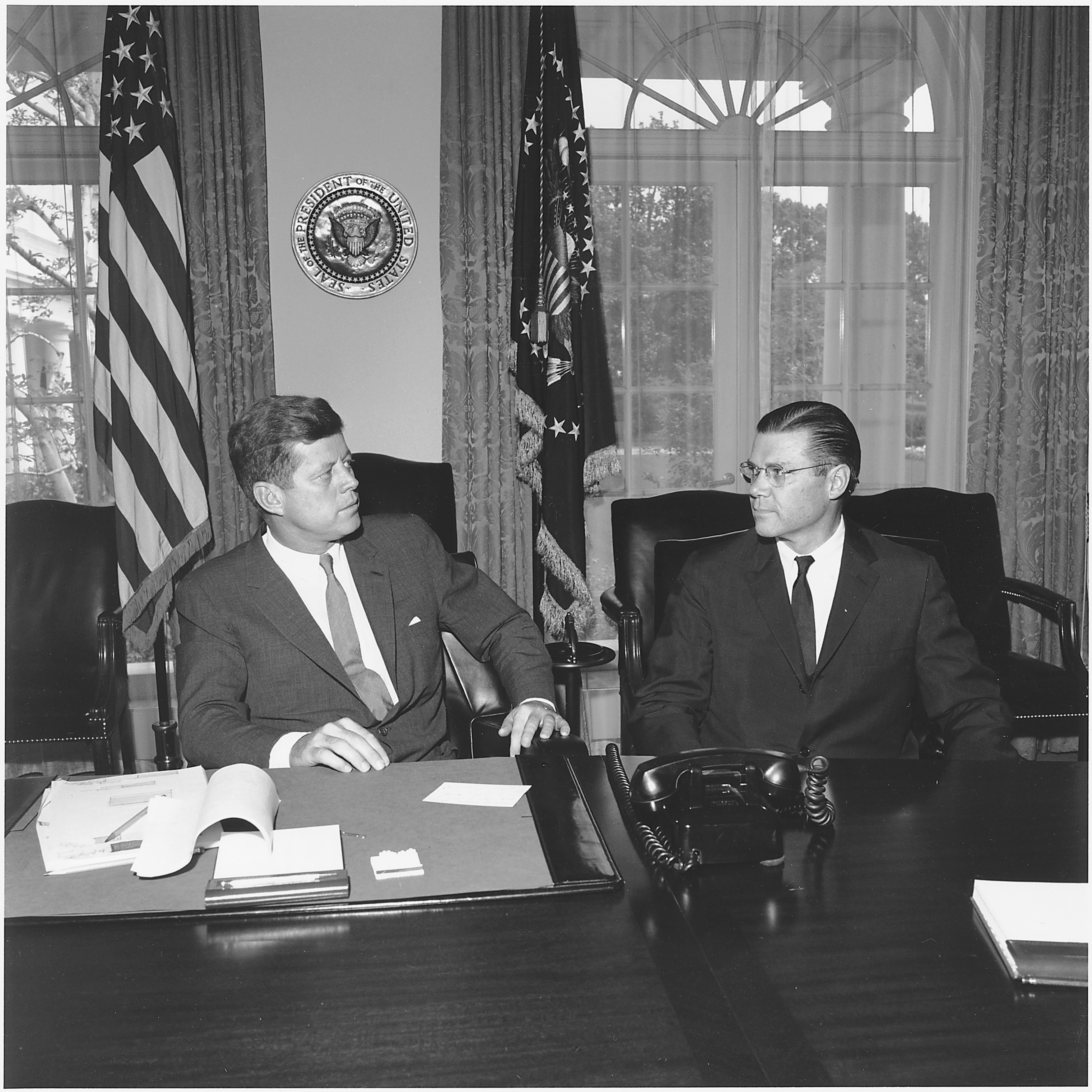
الرئيس الأمريكي جون كينيدي ووزير الدفاع الأمريكي روبرت ماكنامارا

وقعت أربع عشرة دولة بينهم الولايات المتحدة الأمريكية، فيتنام الجنوبية، فيتنام الشمالية، الاتحاد السوفيتي، الصين في الثالث والعشرين من شهر يوليو عام ،1962 اتفاقية تعهدت فيها هذه الدول احترام حياد لاوس.

### القبض على نغو دينه ديم واغتياله
الأداء غير الجيد للجيش الفيتنامي الجنوبي اتضح خلال العمليات الفاشلة مثل معركة أب باك يوم 2 يناير 1963، حيث تفوقت فرقة صغيرة من الفيت كونغ على قوة فيتنامية جنوبية أكبر وأفضل تجهيزا، و بدا العديد من الضباط مترددين حتى في الانخراط في العمليات القتالية. جيش فيتنام الجنوبي كان يقوده في تلك المعركة أكثر من يثق فيه نغو دينه ديم من الجينرالات، وهو هيونه فان تساو، وهو قائد الفيلق الرابع، وهو أيضًا كاثوليكي تمت ترقيته بسبب دينه واخلاصه بدلا من مهارته، والذي كانت وظيفته الرئيسية هي الحفاظ على قواته لمنع الانقلابات؛ و قد تقيأ تساو في وقت سابق خلال هجوم من الشيوعيين. بعض صناع القرار في واشنطن بدءوا استنتاج أن نغو دينه ديم كان غير قادر على هزيمة الشيوعيين، بل قد يقوم باتفاق مع هو تشي منه. وقالوا أنه مهتم فقط في القضاء على الانقلابات، وأصيب أكثر بجنون العظمة بعد محاولات الانقلاب عامي 1960 و 1962، والتي نسبها جزئياً إلى الولايات المتحدة. و كما لاحظ روبرت كينيدي، «نغو دينه ديم لن يقدم حتى أدنى التنازلات. لقد كان من الصعب التعامل معه منطقيًا...»

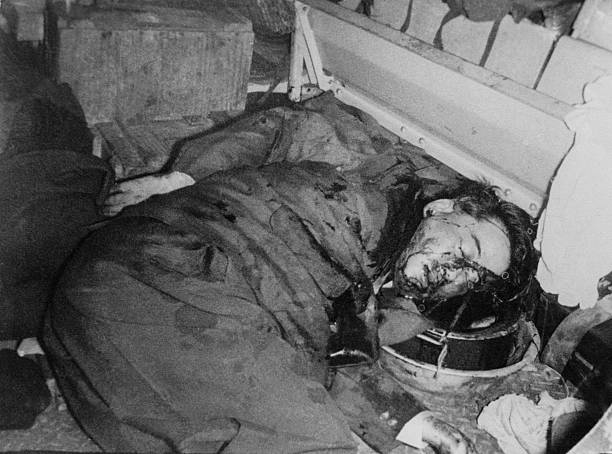
نغو دينه ديم بعد اطلاق النار عليه وقتل في انقلاب عام 1963.

اشتعلت الثورة ضد سياسات نغو دينه ديم نتيجة إصابة تسعة بوذيين محتجين على حظر الحكومة رفع العلم البوذي بمناسبة عيد ميلاد بوذا. حيث كان غالبية الفيتناميين الجنوبيين من البوذيين، فعمت الاضطرابات والاحتجاجات أنحاء فيتنام الجنوبية ضد السياسات التي منحت امتيازات للكنيسة الكاثوليكية وأتباعها مثل السماح لهم بالاحتفال بأعيادهم ورفع علم الفاتيكان، ومطالبين بإلغاء التمييز بين المواطنين. اخ نغو دينه ديم الأكبر نغو دينه توك كان رئيس اساقفة هوى و بجرأة أساء للفصل بين الكنيسة والدولة. نغو دينه ديم رفض تقديم تنازلات إلى الاغلبية البوذية أو تحمل مسؤولية الوفيات. و في 21 أغسطس 1963 ، قوات الجيش الفيتنامي الجنوبي الخاصة الموالية للعقيد لي كوانغ تونغ ، الموالي لشقيق دييم الاصغر نجو دنه نهو، داهمت المعابد البوذية في انحاء فيتنام وقتلت مئات البوذيين، ودمرت المعابد.

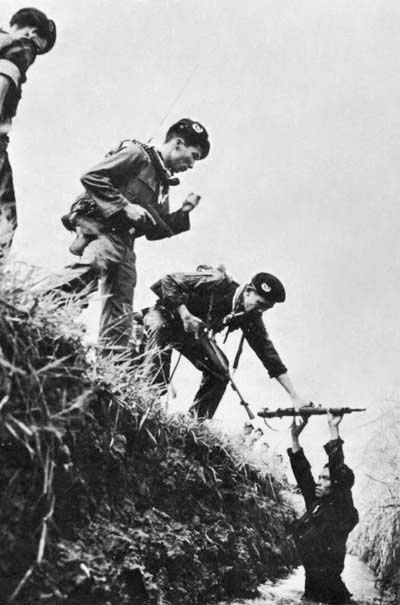
قوات الجيش الفيتنامي الجنوبي تقبض غلى مقاتل من الفيت كونغ.

مع تزايد النقمة على الحكومة الفيتنامية الجنوبية تزايدت قناعة الإدارة الأمريكية بأن تغيير سياسة الحكومة غير ممكن، وخلال صيف عام 1963، بدأ مسؤولو الولايات المتحدة يبحثون عن امكانية تغيير النظام. أيدت وزارة خارجية الولايات المتحدة تغيير النظام بانقلاب عسكري، في حين أن وزارة الدفاع كانت تفضل نظام نغو دينه ديم. وكان الاقتراح الرئيسي من بين التغييرات المقترحة إزالة شقيق داي الأصغر نغو دينه نهو، الذي كان يسيطر على الشرطة السرية والقوات الخاصة ، وكان يُنظر إليه على أنه الرجل الذي يقف خلف قمع البوذيين. وتم نقل هذا الاقتراح إلى السفارة الأمريكية في سايجون في كابلات 243.
وكالة المخابرات المركزية كانت على اتصال مع الجنرالات الذين يخططون لإزالة نغو دينه ديم. و قد قيل لهم ان الولايات المتحدة لن تعارض مثل هذه الخطوة ولن تعاقب الجنرالات بقطع المساعدات. و قد أطيح بالرئيس نغو دينه ديم وتم اعدامه مع شقيقه في 2 نوفمبر 1963. وعندما تم ابلاغ كينيدي بذلك ، يذكر ماكسويل تايلور ان كينيدي «هرع من الغرفة و على وجهه نظرة من الصدمة والفزع.» فإنه لم يكن قد وافق على اغتيال نغو دينه ديم. سفير الولايات المتحدة في جنوب فيتنام هنري كابوت لودج الابن، دعا قادة الانقلاب إلى السفارة وهنأهم. أبلغ السفير لودج كينيدي ان «التوقعات الآن هي لحرب أقصر».
و في أعقاب الانقلاب، عمت الفوضى. هانوي استغلت هذا الوضع وزادت دعمها للمتمردين. ودخلت جنوب فيتنام فترة من عدم الاستقرار السياسي الشديد، حيث أطاحت حكومة عسكرية بأخرى في تتابع سريع. و على نحو متزايد ، كان ينظر إلى كل نظام جديد باعتباره دمية في يد الأميركيين ، و بغض النظر عن أوجه القصور في نغو دينه ديم، إلا أنه كان له رصيده القومي كما قال روبرت ماكنامارا في وقت لاحق بعد أن أعاد تفكيره كان لا يشوبه شائبة.
المستشارين العسكريين الأمريكيين كانوا جزءا لا يتجزأ في كل مستوى من القوات الفيتنامية الجنوبية المسلحة. و لكنهم كانوا، مع ذلك ، يجهلون تمامًا الطبيعة السياسية للتمرد. فقد كان التمرد هو صراع على السلطة السياسية، و الاشتباكات العسكرية لم تكن الهدف الرئيسي. وسعت إدارة كينيدي إلى إعادة تركيز جهود الولايات المتحدة على التهدئة و«كسب قلوب وعقول» السكان. القيادة العسكرية في واشنطن ، بالرغم من ذلك، كانت معارضة لأي دور لمستشارين الولايات المتحدة غير تدريب القوات التقليدية. الجنرال بول جي هاركينز، قائد القوات الاميركية في فيتنام الجنوبية ، بثقة شديدة توقع الفوز بحلول عيد ميلاد عام 1963. ولكن وكالة المخابرات المركزية الأمريكية كانت اقل تفاؤلا، بالرغم من ذلك ، حيث حذرت من ان «الفيت كونغ حافظت و بشكل كبير على السيطرة الفعلية على جزء كبير من الريف و زادت باطراد الكثافة الكلية للجهد».

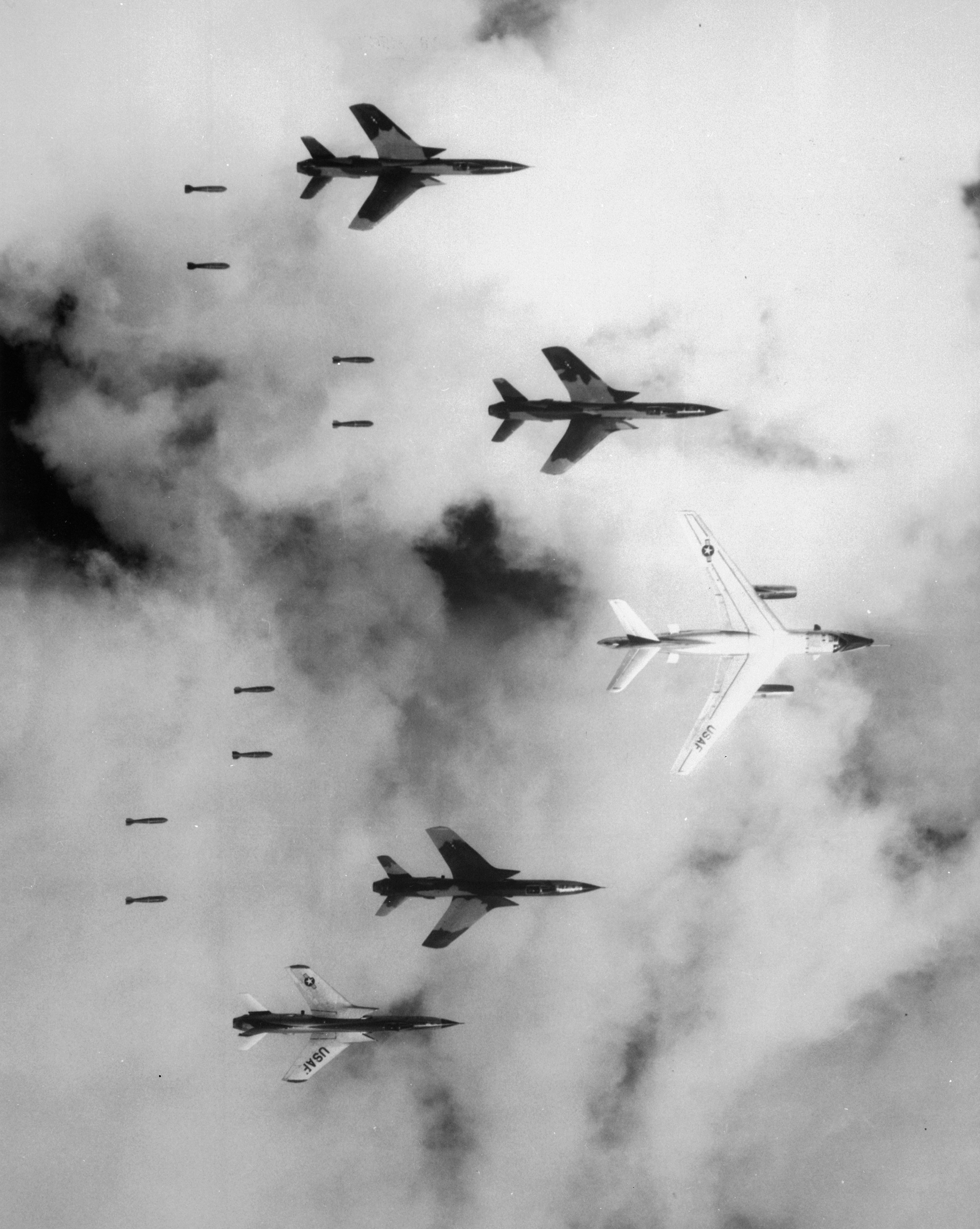
مدمرة اميركية من طراز بي-66 وأربع مقاتلات إف-105 ثاندرتشيف يلقون قنابل على فيتنام الشمالية خلال عملية رولينج ثاندر

قام ضباط شبه عسكريون من شعبة النشاطات الخاصة في وكالة المخابرات المركزية بتدريب وقيادة رجال من قبائل همونغ في لاوس و فيتنام. وقد بلغ عدد القوات المحلية عشرات الآلاف، و قاموا بعمليات مباشرة ، بقيادة ضباط شبه عسكريين ، ضد قوات منظمة الباثيت لاو الشيوعية والفيتناميين الشماليين المؤيدين لها. [90] وكالة المخابرات المركزية أدارت أيضا برنامج فينكس و مشاركة لجنة الهدنة العسكرية الخامسة، ومجموعة العمليات الخاصة (فريق الدراسات و الملاحظات) ، والذي كان اسمه في الأصل مجموعة العمليات الخاصة ، ولكن تم تغييره من أجل التغطية.

## تصعيد جونسون 1963–69
بعد ان تولى الرئاسة ليندون جونسون بعد اغتيال جون كينيدي، لم يعتبر فيتنام أولوية، وكان أكثر اهتماما "بالمجتمع العظيم" والبرامج الاجتماعية التقدمية. مساعد الرئيس جاك فالنتي يتذكر ، "فيتنام في ذلك الوقت كان حجمها لا يتجاوز حجم قبضة الرجل في الأفق. نحن بالكاد ناقشناها لأنها لم تكن تستحق المناقشة. في 24 تشرين الثاني 1963 ، قال جونسون ان "المعركة ضد الشيوعية ... يجب أن تكون موصولة... بالقوة والعزم."  وجاء هذا التعهد في الوقت عندما كانت حالة فيتنام تتدهور ، وخصوصا في أماكن مثل منطقة دلتا نهر ميكونغ ، بسبب الانقلاب الأخيرة ضد نغو دينه ديم.
المجلس العسكري الثوري ، المجتمع بدلا من زعيم فيتنامي جنوبي قوي، كان يتألف من 12 عضوا برئاسة الجنرال مينه، الذي وصفه ستانلي كارنو، وهو صحفي في أرض الأحداث، في وقت لاحق بأنه «نموذج للسبات.» كان السفير الأمريكي هنري كابوت لودج الابن محبطًا قبل نهاية العام، وأرسل تيليغراف إلى موطنه حول مينه : «هل سيكون قوي بما يكفي لليسيطر على الأوضاع؟» أطيح بنظام مينه في يناير عام 1964 من قبل الجنرال نجوين خانه. ولم يستقر الجيش الفتنامي الجنوبي حيث وقعت العديد من الانقلابات الغير ناجحة في فترة زمنية قصيرة.
و في بيان مماثل لذلك التي وجهه هو شي منه قبل عقود تقريبا للفرنسيين ، حذر انه إذا «أراد الأمريكيون ان يحاربوا لمدة عشرين عاما، فإننا سنحارب لمدة عشرين عاما. و إذا كانوا يريدون صنع السلام ، فسنحقق السلام وندعوهم لتناول الشاي بعد الظهر». و كنائب الأول لوزير الخارجية تران كوانغ كو قد لاحظ ، أن الهدف الرئيسي للحرب كان لإعادة توحيد فيتنام ، وتأمين استقلالها. سياسة جمهورية فيتنام الديمقراطية لم تكن الإطاحة بالحكومات الأخرى غير الشيوعية في جنوب شرق آسيا.

### حادث خليج تونكين
2 أغسطس 1964، المدمرة الأمريكية يو اس اس مادوكس ، كانت في مهمة استخباراتية على طول ساحل فيتنام الشمالي، وزعمت أنها اطلقت النار و أصابت عدة زوارق طربيد كانت تلاحقها في خليج تونكين. و قد ابلغ عن هجوم ثان بعدها بيومين على المدمرة الأمريكية تيرنر جوي ومادوكس في نفس المنطقة. ملابسات الهجوم كانت غامضة. وعلق الرئيس ليندون جونسون لوكيل وزارة الخارجية جورج بول : «إن هؤلاء البحارة هناك ربما قد كانوا يطلقون النار على السمك الطائر.» كشف منشور غير مؤرخ لوكالة الأمن القومي رفعت عنه السرية في عام ،2005 أنه لم يكن هناك هجوم في 4 أغسطس.
الهجوم الثاني ادى إلى غارات جوية انتقامية، ودفع الكونغرس إلى الموافقة على قرار خليج تونكين 7 أغسطس 1964، وأعطى الرئيس السلطة للقيام بعمليات عسكرية في جنوب شرق آسيا من دون اعلان الحرب. في الشهر نفسه ، تعهد جونسون أنه لم يكن «... ليورط الفتيان الأمريكان إلى شن حرب التي اعتقد أن يجب أن يقاتلها فتيان آسيا للمساعدة في حماية أرضهم.»
وأوصى مجلس الأمن القومي تصعيد من ثلاث مراحل في قصف فيتنام الشمالية. في 2 مارس عام 1965، وفي أعقاب هجوم على ثكنة لمشاة البحرية الأمريكية في بليكو، بدأت عملية السهم الملتهب عندما زار رئيس الوزراء السوفييتي أليكسي كوسيغين فيتنام الشمالية، و عملية الرعد المتدحرج وعملية ضوء القوس. حملة القصف التي استمرت ثلاث سنوات في نهاية المطاف ، كان القصد منها اجبار فيتنام الشمالية على وقف دعمها للجبهة الوطنية لتحرير فيتنام الجنوبية (الفيت كونغ) عن طريق تهديد فيتنام الشمالية بتدمير دفاعاتها الجوية و بناها التحتية الصناعية. و أيضًا، كانت تهدف إلى تعزيز الروح المعنوية للفيتناميين الجنوبيين. بين مارس 1965 ونوفمبر عام 1968، «الرعد المستمر» أغرقت الشمال بمليون طن من القذائف والصواريخ والقنابل.

### قصف لاوس
القصف لم يقتصر على فيتنام الشمالية. حملات جوية أخرى ، مثل عملية فدائيي هانت ، استهدفت أجزاء مختلفة من البنى التحتية لجبهة التحرير الوطني (الفيت كونغ) والجيش فيتنام الشعبي. وشمل هذه طريق هو تشي منه، الذي يمر عبر لاوس وكمبوديا. و لكن هدف اجبار فيتنام الشمالية على وقف دعمها لجبهة التحرير الوطني لم يتحقق أبدا. كما لاحظ أحد الضباط "هذه حرب سياسية و انها تدعو إلى تمييز القتل. أفضل سلاح... هو السكين... و الأسوأ هو طائرة. رئيس أركان القوات الجوية للولايات المتحدة كورتيس ليماي أيد لفترة طويلة قصف تفريغي في فيتنام ، وكتب عن الشيوعيين "اننا سنقصفهم حتى نعيدهم إلى العصر الحجري". أصبحت دولة لاوس المحايدة ظاهريًا مسرحًا لحرب أهلية، حيث أصبح أطراف الحرب من جهة الحكومة اللاوية المدعومة من الولايات المتحدة، والباثيت لاو وحلفائها الفيتناميين الشماليين من جهة أخرى.
قامت الولايات المتحدة بقصف جوي واسع النطاق ضد قوات الباثيت لاو والجيش الشعبي الفيتنامي للحيلولة دون انهيار الحكومة المركزية الملكية، وإنكار استخدام طريق هو تشي منه. بين عامي 1964 و 1973 ، أسقطت الولايات المتحدة مليوني طن من القنابل على لاوس ، أي ما يعادل تقريباً 2.1 مليون طن من القنابل التي أسقطتها الولايات المتحدة على أوروبا وآسيا خلال الحرب العالمية الثانية، مما جعل لاوس أكثر البلاد تعرضاً للقصف في التاريخ نسبة إلى حجم سكانها.

### هجوم 1964
في أعقاب قرار خليج تونكين ، توقعت هانوي وصول القوات الأمريكية وبدأت في توسيع فيت كونغ، إضافة إلى إرسال أعداد غفيرة من قوات فيتنام الشمالية إلى الجنوب، وفي هذه المرحلة تم تجهيز وتوحيد معدات قوات الفيت كونج ببندقية أيه كيه-47 وغيرها من الإمدادات بالإضافة إلى تشكيل الفرقة التاسعة. «من قرابة 5,000 في بداية عام 1959 نمت صفوف الفيت كونغ إلى حوالي 100,000 في نهاية عام 1964 ... بين عامي 1961 و 1964 ارتفعت قوة الجيش من حوالي 850،000 إلى ما يقرب من مليون رجل». كانت أعداد القوات الأمريكية المنتشرة في فيتنام خلال نفس الفترة مختلفة تمامًا ؛ 2,000 في عام 1961 ، وارتفعت بسرعة إلى 16,500 في عام 1964. خلال هذه المرحلة ، انخفض استخدام المعدات التي تم الاستيلاء عليها في حين كانت هناك حاجة ماسة إلى أعداد ضخمة من الذخيرة والإمدادات للحفاظ على الوحدات العادية، وتم تكليف المجموعة 559 بتوسيع طريق هو تشي منه }</ref> كان هذا بمثابة اعلان بداية، في ضوء القصف المستمر من قبل الطائرات الحربية الأمريكية.
في ديسمبر 1964، تعرضت قوات الجيش الفيتنامي الجنوبي لخسائر فادحة في معركة بينه غيا، 
في معركة اعتبرها كلا الجانبين حدا فاصلا. قبل ذلك، كانت قوات الشيوعيين قد استخدمت تكتيكات الكر والفر و حرب العصابات ، ولكن في غيا بينه، نجحوا في هزيمة قوة قوية من الجيش الفيتنامي الجنوبي في حرب تقليدية وبقوا في الميدان لمدة أربعة أيام. و قد ذاع أيضًا، أن القوات الفيتنامية الجنوبية هزمت مرة أخرى في يونيو 1965 ، في معركة دونغ زواي.

### الحرب البرية الأمريكية

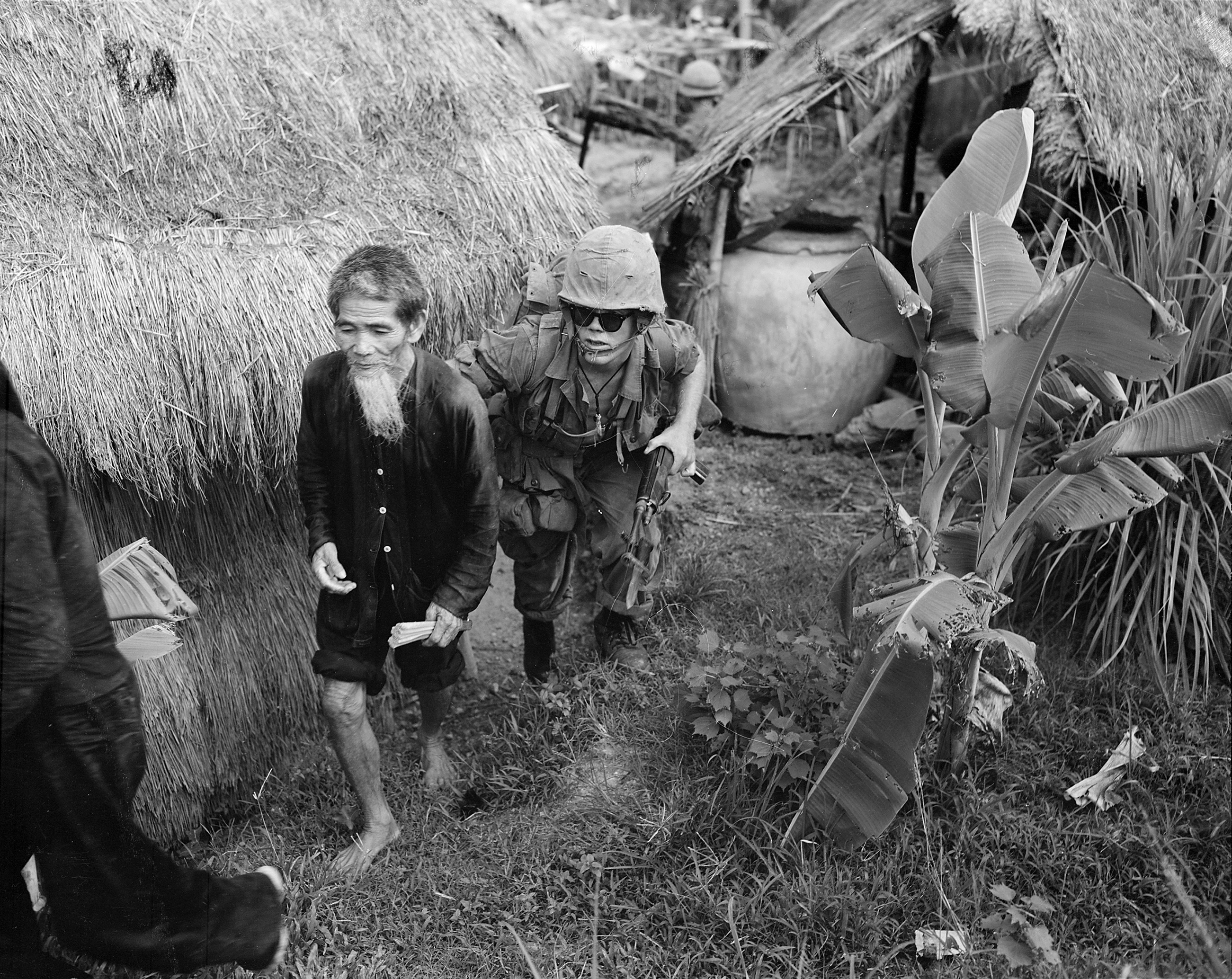
أحد أفراد مشاة البحرية من الكتيبة الأولى بالفرقة الثالثة من مشاة البحرية، ينقل ناشط مزعوم من جبهة التحرير إلى العمق خلال عملية بحث و تمشيط عقدتها الكتيبة غرب قاعدة دا نانغ الجوية.

في 8 مارس 1965 ، تم إرسال 3,500 من مشاة البحرية الأمريكية إلى جنوب فيتنام، من جانب واحد وبدون استشارة من الحكومة الفيتنامية الجنوبية. المهمة الأولى لمشاة البحرية كانت دفاعية. وزاد عدد الجنود من 3,500 في مارس 1965 إلى ما يقرب من 200,000 بحلول ديسمبر. كان الجيش الأمريكي يتعلم منذ فترة طويلة نمط الحرب الهجومية. وبغض النظر عن سياسات السياسيين، فإن القادة العسكريين الأمريكيين مؤسسيًا ونفسيا غير مستعدين لمهمة دفاعية.
الجنرال وليام ويستمورلاند أبلغ الأدميرال غرانت شارب، قائد القوات الأميركية في المحيط الهادي ، أن الموقف حرج. وقال : "أنا مقتنع بأن القوات الأمريكية بطاقتها ، و قدرتها على التنقل ، و قوتها النيرانية، يمكنها أن تنجح في الانتصار على جبهة التحرير الوطني الفيت كونغ. و بهذه التوصية، وليام ويستمورلاند كان يؤيد القيام بأعمال هجومية من مواقع اميركا الدفاعية، و تهميش دور الفيتناميين الجنوبيين. وليام ويستمورلاند وضع خطوطًا عريضة لخطة من ثلاث نقاط لكسب الحرب : 
- المرحلة 1 التزام الولايات المتحدة (وغيرها من العالم الحر) بالقوات اللازمة لوقف اتجاه الخسارة بحلول نهاية عام 1965.
- المرحلة 2. شن القوات الاميركية و حلفائها الرئيسيون عمليات هجومية لاخذ زمام المبادرة بتدمير قوات العدو المنظمة و قوات حرب العصابات. و تختتم هذه المرحلة عندما يكون العدو قد أنهك ، و التف إلي موقف دفاعي ، وأجبر على الانسحاب من المناطق المأهولة الرئيسية.
- المرحلة 3. إذا أصر العدو، تكون هناك فترة بين اثنتي عشرة شهر إلى ثمانية عشر شهرا بعد المرحلة 2، للتدمير النهائي لقوات العدو المتبقية في قواعد المناطق النائية.[192]

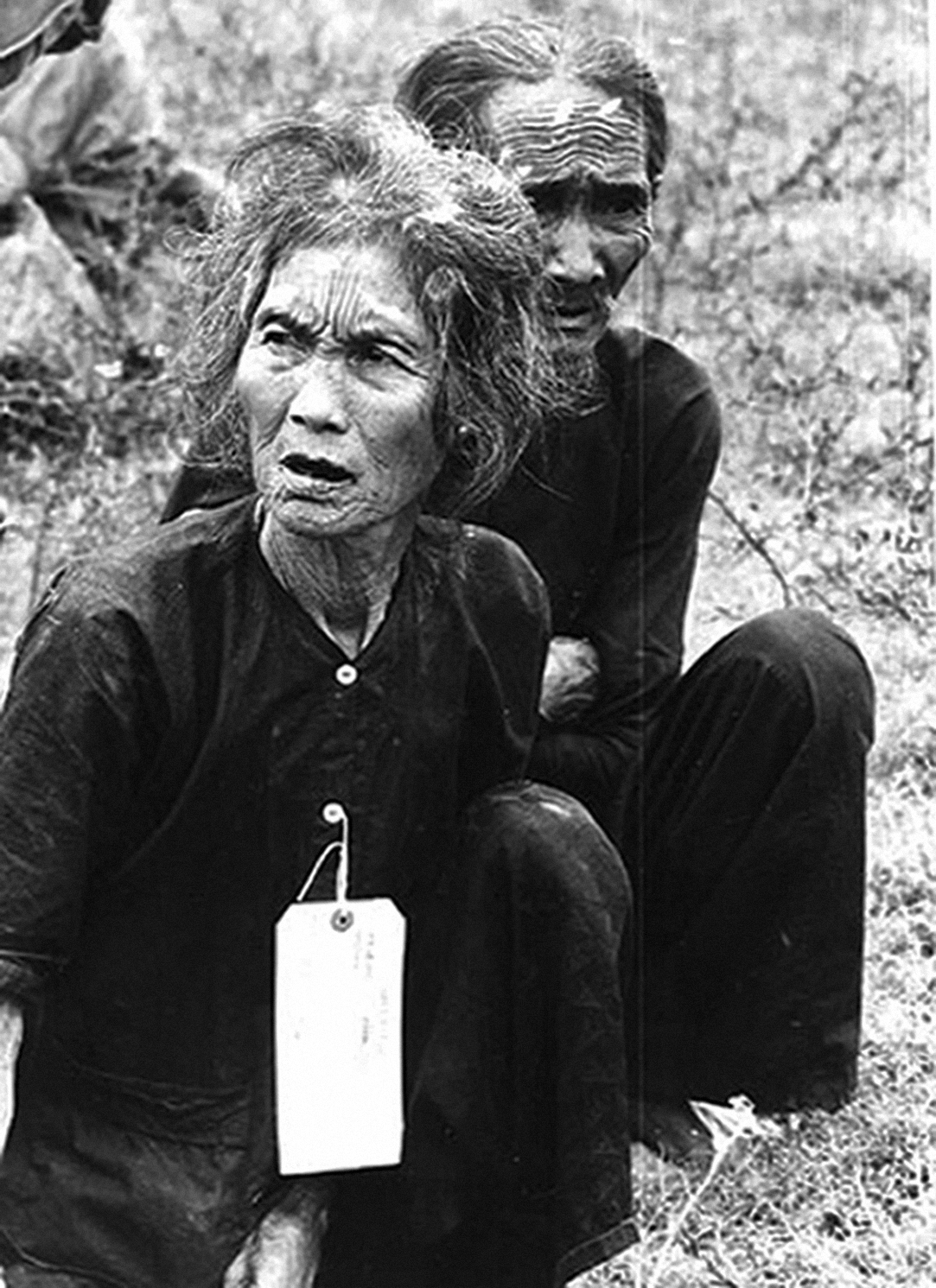
فلاحون يشتبه في أنهم شيوعيين قيد الاحتجاز من الجيش الاميركي عام 1966

وافق على الخطة ليندون جونسون وكانت علامة على تغير عميق عن الإدارات السابقة، التي كانت تؤكد أن حكومة فيتنام الجنوبية هي المسؤولة عن هزيمة الشيوعيين. وتوقع وليام ويستمورلاند النصر في نهاية عام 1967. و لكن ليندون جونسون لم ينقل هذا التغيير في الاستراتيجية إلى وسائل الإعلام. بدلا من ذلك أكد على الاستمرارية. التغيير في سياسة الولايات المتحدة اعتمد على التنافس مع الفيتناميين الشماليين والفيت كونغ على الاستنزاف والمعنويات. و دخلت الجبهتين في دائرة من التصعيد. و الفكرة القائلة بأن حكومة فيتنام الجنوبية يمكن أن تدير شؤونها بنفسها وضعت على الرف. علاوة على ذلك ، وضع وليام ويستمورلاند وروبرت ماكنامارا نظام عَدّ الجثث لقياس الانتصار، وهو مقياس أثبت لاحقا أنه سيئ ومعيوب.

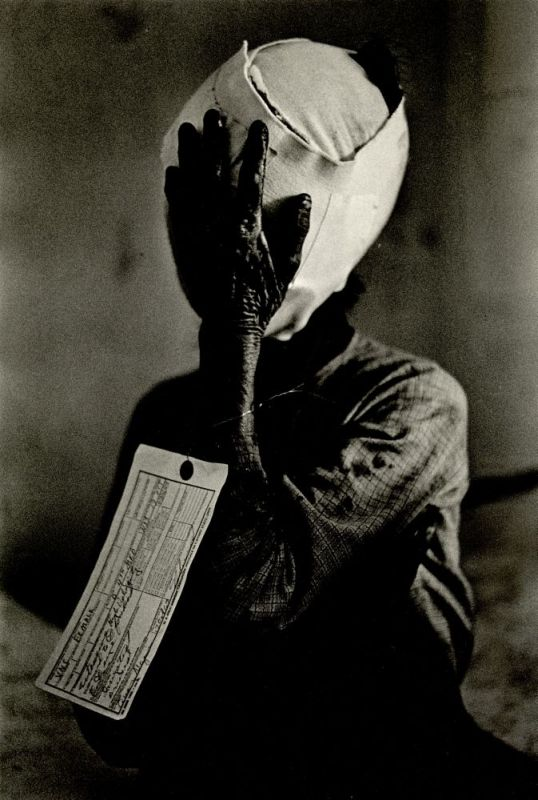
امرأة مضمدة بسبب احتراقها بالنابالم، مع وجودة بطاقة مرفقة بذراعها تقرأ "VNC Female" تعني مدني فيتنامي

شجعت واشنطن حلفاءها في حلف سياتو على المساهمة بقوات. أستراليا ونيوزيلندا ، وجمهورية كوريا ، وتايلاند ، والفلبين وافقوا على إرسال قوات. وطلبت كوريا الجنوبية في وقت لاحق الانضمام إلى برنامج «العديد من الأعلام» مقابل تعويض اقتصادي. و لكن الحلفاء الكبار امتنعوا، ورفضت دول هامة في حلف شمال الاطلسي مثل كندا والمملكة المتحدة ، طلب واشنطن بإرسال القوات. الولايات المتحدة وحلفائها شنوا عمليات معقدة مثل عمليات ماشر ، و اتليبورو ، سيدار فولز ، و «مدينة مفترق الطرق». ومع ذلك ، فان المتمردين الشيوعيين ظلوا بعيدي المنال وأظهروا مرونة تكتيكية كبيرة. بحلول عام 1967، أنتجت هذه العمليات لاجئين داخليين على نطاق واسع، بلغ عددهم حوالي 2.1 مليون في فيتنام الجنوبية مع إجلاء 125,000 شخص وتشريدهم خلال عملية ماشر، التي كانت أكبر عملية بحث وتدمير في الحرب. كان تاثير عملية ماشر ضئيل جدا على الفيت كونغ وجيش فيتنام الشمالي حيث عادوا مجددًا إلى المقاطعة بعد أربعة أشهر فقط من انتهاء العملية.

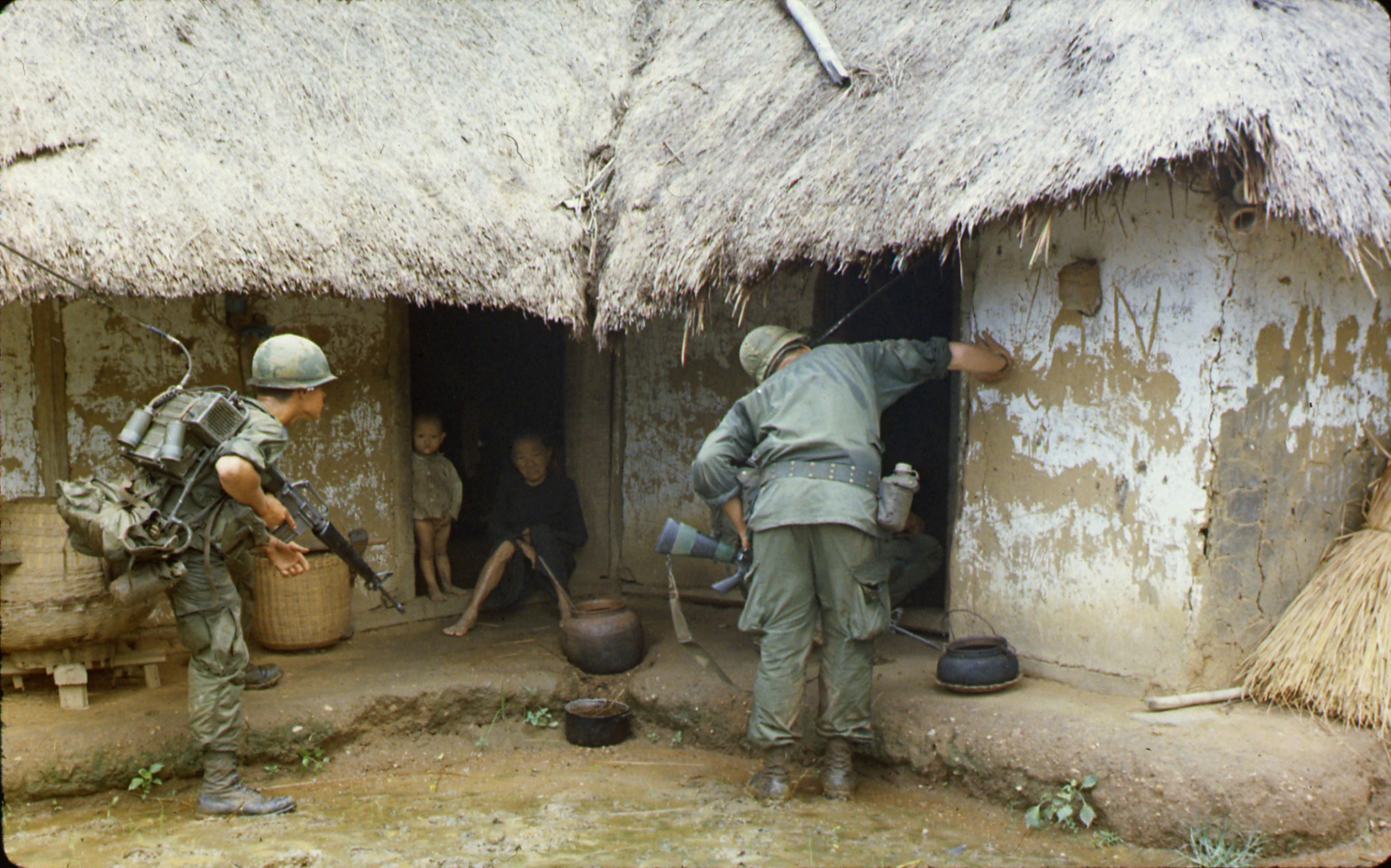
جنود أمريكيين يفتشون قرية للبحث عن أعضاء جبهة التحرير الوطني (الفيت كونغ)

وفي الوقت نفسه ، فإن الوضع السياسي في جنوب فيتنام بدأ في الاستقرار إلى حد ما مع وصول نائب الرئيس نغوين تساو كي والرئيس الفيتنامي نجوين فان ثيو إلى السلطة في عام 1967، بعد إجراء انتخابات مزورة. حيث أنهى سلسلة طويلة من المجالس العسكرية التي كانت قد بدأت مع اغتيال دييم. وكانت حكومة نجوين فان ثيو ظاهرًا حكومة مدنية ولكن خلف الكواليس كانت حكومة عسكرية. ونشب صراع بين الرئيس نجوين فان ثيو ونائبه نغوين تساو كي حول السلطة فقام نجوين فان ثيو بملئ المناصب واعطاء الرتب العالية لجنرالات من الموالين له. كذلك تم اتهام نجوين فان ثيو بقتل الموالين لنائب الرئيس نغوين تساو كي خلال حوادث عسكرية مزعومة. وبقي نجوين فان ثيو رئيسًا حتى عام 1975، بعد فوزه في انتخابات كان المرشح الوحيد بها عام 1971.

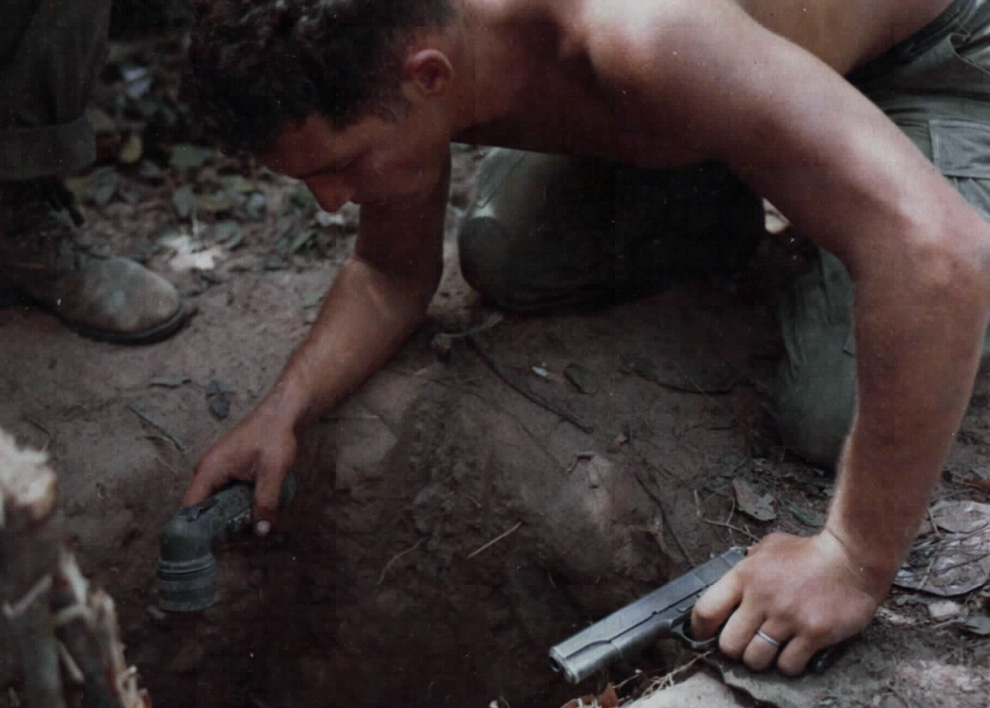
جندي أمريكي "جرذ النفق" يستعد للدخول إلى نفق فيت كونغ.

إدارة جونسون استخدمت سياسة «الحد الأدنى من الصراحة» في تعاملها مع وسائل الاعلام. وسعى ضباط المعلومات العسكرية إلى إدارة التغطية الإعلامية بالتأكيد على القصص التي تصور احراز تقدم في الحرب. و بمرور الوقت ، فإن هذه السياسة دمرت ثقة الجمهور في التصريحات الرسمية. و بناءًا على اختلاف التغطية الإعلامية للحرب ، و تغطية وزارة الدفاع، ظهر ما سمى بفجوة المصداقية. بالرغم من تصريحات الرئيس جونسون والجنرال وليام ويستمورلاند بانهم ينتصرون ويحرزون تقدم. وفي أكتوبر 1967 اندلعت مظاهرة ضد الحرب واسعة النطاق عقدت على سلالم وزارة الدفاع الأمريكية. و من بين آلاف من المتظاهرين ، تم اعتقال أكثر من 680. بعض المحتجين رددوا عبارات مثل ، "هو ، هو ، هو تشي منه! الفيت كونغ ذاهبون إلى النصر! و "مهلا ، مهلا ، ليندون جونسون! كم من الفتيان قتلت اليوم؟

### هجوم تيت

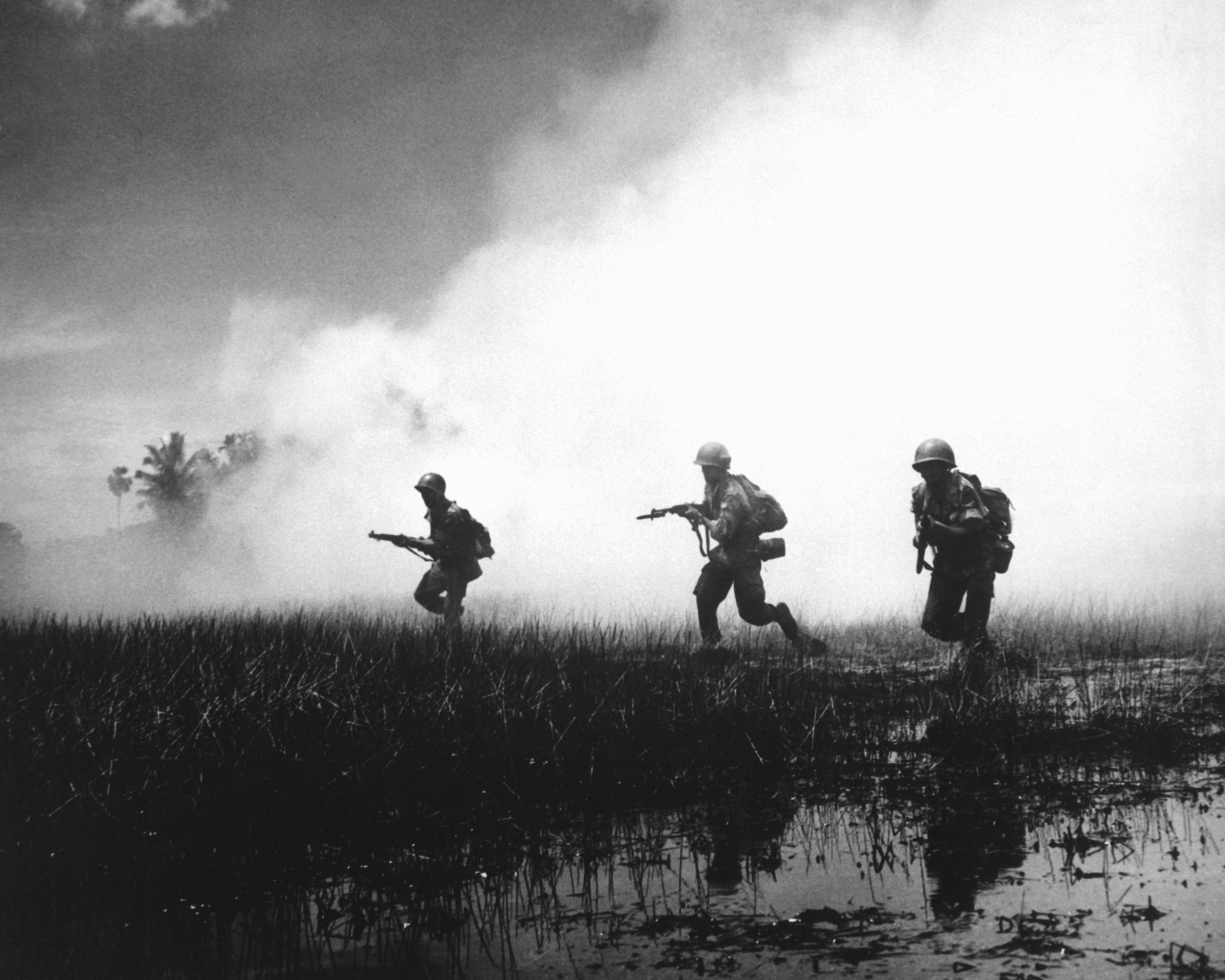
قوات الجيش الفيتنامي الجنوبي تقتحم معقل في دلتا ميكونغ.

بدأ الجيش الفيتنامي الشمالي والفيت كونغ بالتحضير لعدوان عام، أو انتفاضة عامة، أطلق عليها هجوم تيت وهو سلسلة منسقة من الهجمات وكان المسؤول عن إعداد هذا الهجوم هو القائد العسكري الفيتنامي الشمالي فان تاين دونغ. وكان الهدف منها استهداف المناطق الحساسة للقوات الأمريكية وللحكومة الفيتنامية الجنوبية مثل سايغون، هوى، دا نانغ، وجميع المدن والبلدات والقواعد العسكرية الرئيسية الهامة. بالإضافة إلى كسر الجمود في فيتنام الجنوبية. وأعتقد فان تاين دونغ بأن هذه الهجمات سوف تدمر الجيش الفيتنامي الجنوبي، وتثير السخط والتمرد في صفوف سكان فيتنام الجنوبية، مما يؤدي بهم إلى الانتفاض ضد النظام في سايغون. وعلاوة، اعتقد فان تاين دونغ بأن التحالف بين فيتنام الجنوبية والولايات المتحدة ضعيف وغير مستقر. وقال انه يأمل أن الهجوم سيضر العلاقات بينهما مما يؤدي إلى إقتناع القادة الأميركيين بالتخلي عن الدفاع عن فيتنام الجنوبية وبالتالي سيكون بمقدور فيتنام الشمالية الانتصار على فيتنام الجنوبية. واختار فان تاين دونغ يوم 31 يناير والذي يوافق يوم تيت وهي العطلة الأكثر أهمية على التقويم الفيتنامي باعتباره السنة القمرية الجديدة عند الفيتناميين. ورأى فان تاين دونغ أن هذا اليوم مناسب لشن الهجوم. وفي عام 1968، كان الفيتناميون يستعدون للاحتفال بسنتهم القمرية الجديدة، وكانت فترة مليئة بالصخب والاحتفالات وفي أوقات الحرب كان من التقليدي اعلان هدنة. واتفق الطرفان على وقف اطلاق النار. إلا أنه 31 يناير 1968، خرقت الفيت كونغ وجيش فيتنام الشمالي الهدنة وأطلق 85.000 من قوات فيتنام الشمالية والفيت كونغ سلسلة منسقة من الهجمات الشرسة والمفاجئة على أكثر من 100 مدينة وبلدة في جنوب فيتنام من بينها مقر قيادة الجنرال وليام ويستمورلاند، والسفارة الأمريكية في سايغون.

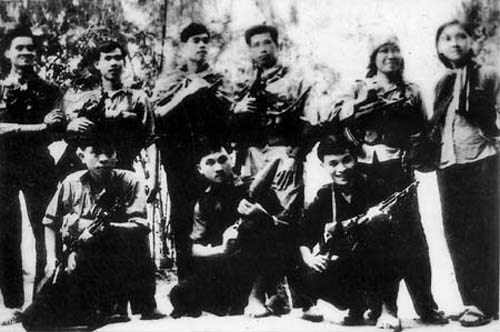
الفيت كونغ قبل المغادرة للمشاركة في هجوم التيت حول سايغون-جيا دينه.

الولايات المتحدة والفيتناميين الجنوبيين فوجئوا بحجم الهجوم وكثافته على الأماكن الحضرية، كذلك من حجم اختراق الفيت كونغ لمدن فيتنام الجنوبية، وشكل الهجوم فشلاً استخباراتياً بحجم مستوى قصف ميناء بيرل هاربور الأمريكي في الحرب العالمية الثانية. إلا أنهم استجابوا بسرعة وفعالية ، ليقضوا على صفوف الفيت كونغ. واسترداد المناطق التي احتلتها قوات الفيت كونغ في غضون أسابيع، باستثناء العاصمة السابقة هوي، حيث استولت الفيت كونغ و قوات جيش فيتنام الشمالي على قلعة الإمبراطور وجزء كبير من المدينة باستثناء مقر الفرقة الأولى وتم تحريرها بعد قتال استمر 26 يومًا. واثناء الهجوم أعدمت الفيت كونغ حوالي 2.800 من المدنيين العزل، بالإضافة إلى الأجانب الذين اعتبروهم أعداء. في معركة هوي استخدمت القوات الأمريكية القوة العسكرية الهائلة ، حيث كانت معركة هوي هي الأشرس ، و لقد تركت القوة العسكرية 80 ٪ من المدينة كأطلال. و خلال الفترة الفاصلة بين الاستيلاء على القلعة ووضع حد للمعركة «هوي» ، قوات التمرد الشيوعية قامت بمجزرة، حيث قتلت عدة آلاف من المدنيين العزل من هوي وتختلف التقديرات لتصل إلى مستوى 6.000.
اما في الشمال في مدينة كوانغ تشي، تمكنت الفرقة المحمولة جواً التابعة للجيش الفيتنامي الجنوبي وفوج من فرقة الفرسان الأولى التابعة للولايات المتحدة من الصمود والتغلب على هجوم قادة الفيت كونغ يهدف إلى الاستيلاء على المدينة. وفي سايغون احتل مقاتلو الفيت كونغ و جيش فيتنام الشمالي على مناطق في المدينة وماجاورها، حيث هاجموا المنشآت الرئيسية وحيّ تشولون قبل أن تقضي عليهم فرقة الرينجرز الفيتنامية الجنوبية بعد ثلاثة أسابيع. الصحفي بيتر آرنت، نقل عن الرائد بوريس من الفرقة التاسعة المشاة، قوله عن قرية بن تشي التي حولتها النيران الأمريكية إلى ركام أنه «كان من الضروري تدمير القرية من اجل انقاذها».

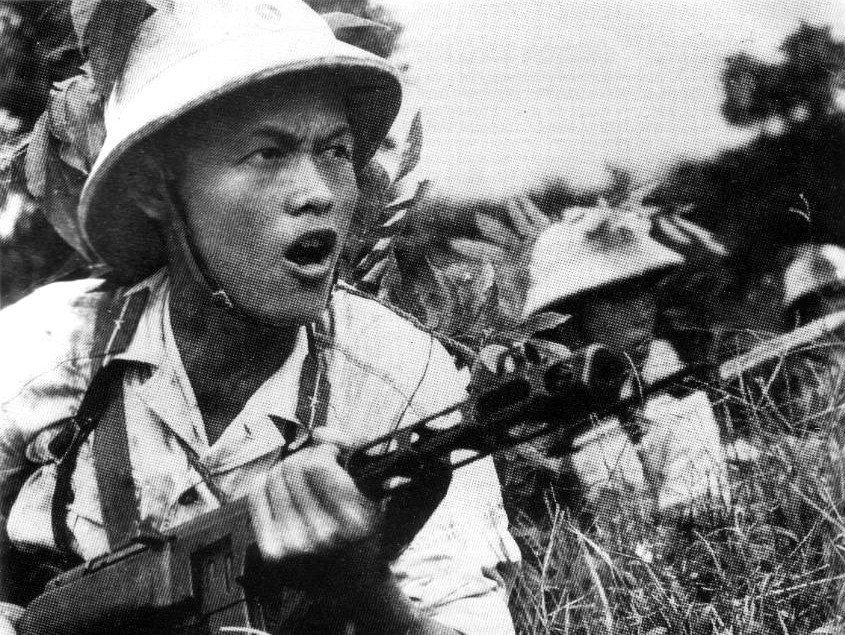
قوات الجيش النظامي الفيتنامي الشمالي.

خلال المرحلة الأولى من الهجوم ، قُتل 1.100 أميركي وغيرهم من قوات الحلفاء، و 2.100 من الجيش الفيتنامي الجنوبي، و 14.000 مدني، ويزعم الكتاب الأمريكيين أن خسائر الجيش الفيتنامي الشمالي والفيت كونغ كانت 17.000 قتيل و 32.000 جريح. وبعد شهر واحد، تم شن هجوم ثانٍ يُعرف باسم المرحلة الثانية أو هجوم مايو، على الرغم من أنه فشل وكان أقل انتشارًا، إلا أنه أظهر أن الفيت كونغ لا يزال بمقدورهم تنفيذ هجمات وطنية منسقة في كل انحاء فيتنام. بحلول نهاية الهجوم الثاني، ارتفع عدد قتلى الجيش الفيتنامي الجنوبي إلى 5.000، وأرتفع عدد قتلى الجيش الأمريكية إلى 4.000، وبلغ إجمالي الجرحى 45.820 وارتفعت خسائر الجيش الفيتنامي الشمالي والفيت كونغ إلى عدد غير معروف. وبعد شهرين من هجوم مايو ، تم شن هجوم ثالث ، وهو المرحلة الثالثة أو هجوم أغسطس. بيّنت سجلات جيش فيتنام الشمالي الرسمية أن خسائرها في جميع الهجمات الثلاثة بلغ 45.267 قتيل و 111.179 جريح. بحلول ذلك الوقت، أصبحت هذه السنة أكثر سنوات الحرب دموية حتى تلك اللحظة. كان هجوم تيت فشل ذريع لهانوي فلم تنجح في اثارة انتفاضة عامة، وفشلت في تدمير الجيش الفيتنامي الجنوبي ولم تتحقق أيًا من الاهداف التي أرادتها، وعلاوة على ذلك كانت تكلفة الهجوم هائلة.
قبل هجوم تيت في نوفمبر 1967، وليام ويستمورلاند قاد حملة علاقات عامة لإدارة جونسون لتعزيز الدعم الجماهيري الضعيف. في خطاب ألقاه أمام نادي الصحافة الوطني قال إننا قد وصلنا إلى نقطة في الحرب «حيث تلوح النهاية في الأفق.» وهكذا ، صدم الرأي العام وصُعِق عندما أثبت خطأ تنبؤات وليام ويستمورلاند بعد هجوم التيت. بالنسبة للجنرال وليام ويستمورلاند، انخفضت الشعبية العامة على أدائه العام من 48 في المائة إلى 36 في المائة، وتراجع التأييد لمجهوده الحربي من 40 في المائة إلى 26 في المائة. وبعد تسريب طلب وليام ويستمورلاند لـ 200.000 جندي اضافي إلى وسائل الإعلام إلى جانب إخفاق استخباراته تم فصله من القيادة في مارس 1968، وأستُبدل بنائبه كريتون أبرامز. ووسائل الإعلام الأمريكية، و التي كان معظمها داعمًا لجهود الولايات المتحدة، انقلبت على إدارة ليندون جونسون بسبب تزايد فجوة المصداقية.

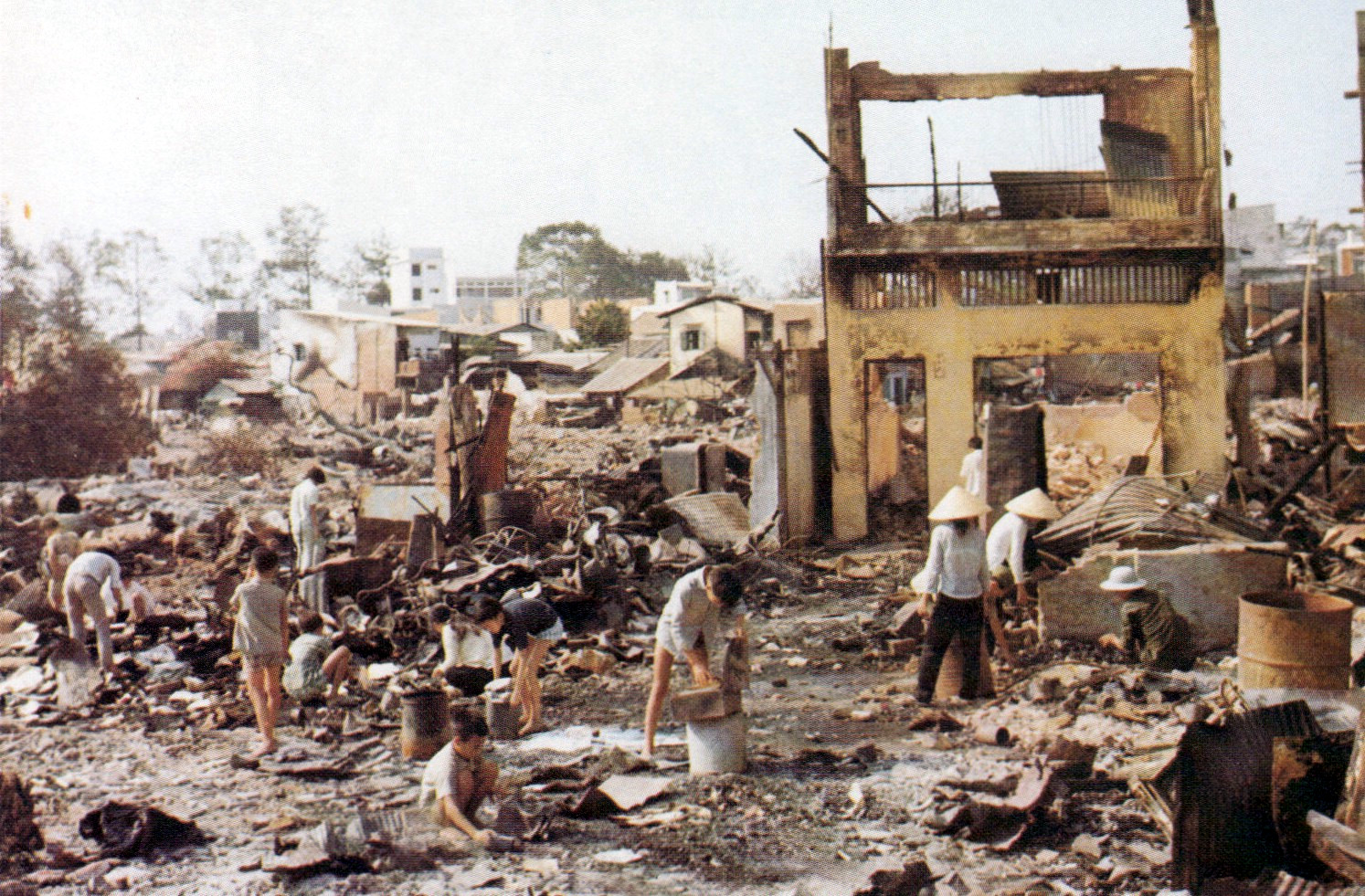
دمار قسم من مدينة سايغون، في حي تشولون، في أعقاب قتال عنيف بين قوات الجيش الفيتنامي الجنوبي وكتيبة فيت كونغ.

في 10 مايو 1968، على الرغم من التوقعات المنخفضة ، بدأت محادثات السلام بين الولايات المتحدة وفيتنام الشمالية في باريس. كان الركود قد أصاب المفاوضات لمدة خمسة أشهر، حتى أعطى جونسون أوامر بوقف قصف فيتنام الشمالية. وفي الوقت نفسه ، فإن هانوي التي أدركت أنها لا تستطيع تحقيق «نصر كامل» استخدمت إستراتيجية تعرف باسم «التحدث أثناء القتال، القتال أثناء التحدث»، حيث يمكن أن تحدث هجمات عسكرية بالتزامن مع المفاوضات.
وعلى الرغم من الفشل العسكري لهجوم التيت إلا أنه حقق انتصارًا سياسيًا وانهى دور الرئيس ليندون جونسون، الذي امتنع عن ترشيح نفسه لاعادة انتخابه بعد تراجع شعبيته من 48 حتي 36 في المئة. كما يكتب المؤرخ روبرت داليك ، «تصعيد ليندون جونسون للحرب في فيتنام قسم الاميركيين إلى معسكرات متحاربة... و كان قد كلف الأمريكان 30.000 من الأرواح الأميركية بحلول الوقت الذي غادر فيه منصبه ، وكان يُنظر إليها أنها دمرت رئاسة جونسون...» واعتبر رفض جونسون لارسال مزيد من القوات الاميركية إلى فيتنام بأنه اعتراف منه بالهزيمة في الحرب. فإنه من الممكن اعتبار هذا الرفض بمثابة اعتراف ضمني بأن الحرب لا يمكن كسبها عن طريق التصعيد ، على الأقل ليس بتكلفة مقبولة للشعب الأميركي. و كما ألمح وزير الدفاع روبرت ماكنامارا ان «الوهم الخطير بانتصار الولايات المتحدة قد مات.» وكانت فيتنام قضية سياسية رئيسية خلال الانتخابات الرئاسية في الولايات المتحدة عام 1968. وقد فاز في الانتخابات مرشح الحزب الجمهوري ريتشارد نيكسون.

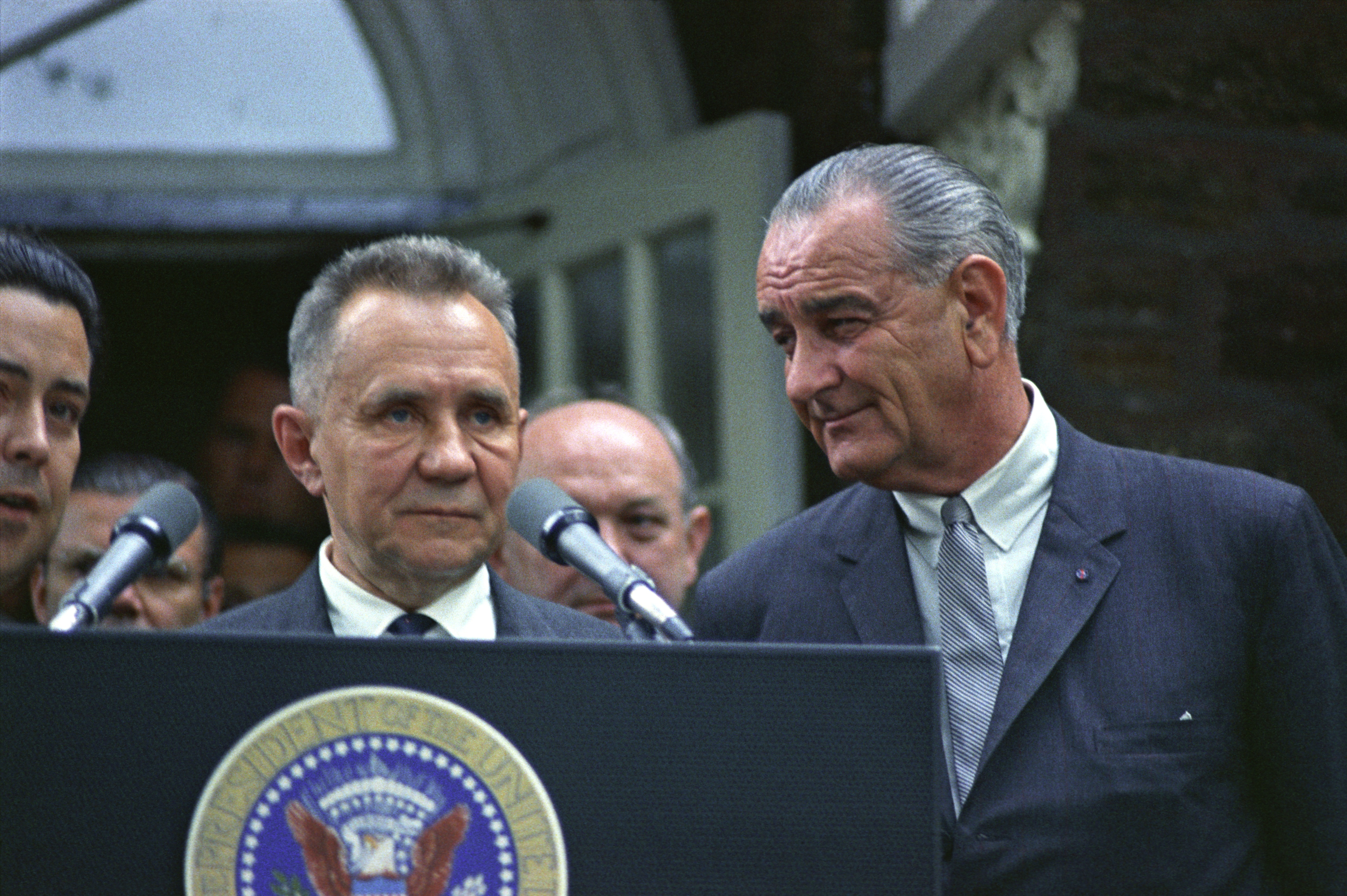
رئيس الوزراء السوفيتي أليكسي كوسيغين مع الرئيس الأمريكي ليندون جونسون في مؤتمر قمة غلاسبورو حيث تمت مناقشة إمكانيات التوصل إلى تسوية سلمية.

## مبدأ نكسون والفتنمة 1969–72

### التهديدات النووية والدبلوماسية
خسائر الشيوعيين الفادحة خلال هجوم التيت، سمحت للرئيس الامريكى ريتشارد نيكسون بالبدء في سحب القوات في عام 1969. خطته ، التي سميت بمبدأ نيكسون ، كانت بناء جيش فيتنامي جنوبي، قادر على الدفاع عن فيتنام الجنوبية. هذه السياسة أصبحت تعرف باسم «الفتنمة». وهذي السياسة تجعل كريتون أبرامز يتولى قيادة عمليات صغرى متمثلة في تعطيل الخدمات اللوجستية ، مع الاستخدام الأفضل للقوة النارية، والمزيد من التعاون مع الجيش الفيتنامي الجنوبي. في 27 أكتوبر 1969 ، أمر نيكسون السرب 18 المزود بطائرات بي-52 ستراتوفورتريس والمحملة بالأسلحة النووية بالتوجة إلى المجال الجوي السوفيبتي، وكان الهدف منها أن يقتنع الاتحاد السوفيتي بأن نيكسون على استعداد للجوء إلى الحرب النووية من أجل الفوز في حرب فيتنام. كانت العملية جزءًا من نظرية نيكسون المعروف بـ «نظرية الرجل المجنون». كما بدأ نيكسون السعي إلى انفراج مع الاتحاد السوفياتي ، والتقارب مع جمهورية الصين الشعبية. هذه السياسة ساعدت على خفض التوترات العالمية. و الانفراج أدى إلى الحد من الأسلحة النووية من جانب كل من الدولتين العظمتين. ولكن نيكسون أصيب بخيبة أمل بعد قيام جمهورية الصين الشعبية والاتحاد السوفياتي بمواصلة تزويد الفيتناميين الشماليين بالمعونة.

### إستراتيجية الحرب في هانوي
في سبتمبر 1969 ، توفي هو تشي منه في سن التاسعة والسبعين. وأدى فشل هجوم التيت في إثارة انتفاضة شعبية أجبرت هانوي على التغيير في إستراتيجية الحرب واستعادت فرقة فون نجوين جياب وشينه التي تعرف بـ «الشمال- أولًا» السيطرة على الشؤون العسكرية من فرقة «لي دوان وهوانغ فان تاي» والتي تعرف بـ «الجنوب-اولًا». وتراجعت حينها الهجمات واسعة النطاق لصالح هجمات الوحدات الصغيرة وعمليات الكوماندوز، وكذلك التركيز على استهداف برنامج الفتنمة. في فترة العامين التي أعقبت تيت ، بدأ جيش فيتنام الشمالي بالتحول من قوة مشاة خفيفة وقوة نقل محدودة إلى قوة أسلحة مشتركة عالية الحركة ومدرعة.

### انهيار معنويات الولايات المتحدة
بعد هجوم التيت بدأ الجمهور الأمريكي بمعارضة الحرب، ودخلت القوات الأمريكية فترة انحفقضت بها معنوياتها ، وتفشت خيبة الأمل والعصيان في صفوفها. أما في داخل الولايات المتحدة، فقد تضاعفت معدلات الفرار من الخدمة. أما بين المجندين فقد اختار 2.5 ٪ فقط الانضمام إلى فرق المشاة القتالية من عام 1969 إلى 1970. وانخفض معدل التسجيل في تدريب ضباط الاحتياط من 191.749 في عام 1966 إلى 72.459 عام 1971، ووصل إلى أدنى مستوى له على الإطلاق وهو 33.220 عام 1974، مما حرم القوات الأمريكية من القيادات العسكرية التي كانت في أمس الحاجة لها.
أما في فيتنام فبدأت موجات الرفض للقيام باعمال الدوريات وتنفيذ الأوامر والعصيان في الظهور على السطح في هذه الفترة. وظهرت حالة واحدة لسرية كاملة رفضت أوامر المشاركة في القتال أو تنفيذ العمليات. وأصبح تركيز الوحدات العسكرية الأمريكية منصب على عدم حدوث أي نوع من الاتصال بينها وبين قوات الفيت كونغ والجيش الفيتنامي الشمالي أو على الاقل تقليل حالات الاتصال معهم. وظهرت حالة عرفت باسم «تعبئة الرمل»، حيث كانت الوحدات العسكرية إذا أمرت بالذهاب إلى القيام باعمال دورية تقوم هذه الوحدات بالتوجة الي المناطق الريفية، وإيجاد مواقع بعيدة عن مدئ رؤية رؤسائهم ثم البدأ بالراحة والاستجمام واذاعة اخبار وتقارير زائفة. وأيضا ازداد تعاطي المخدرات بشكل كبير بين القوات الأمريكية خلال هذه الفترة ، حيث شارك 30٪ من القوات الأمريكية بتعاطي الماريجوانا بشكل منتظم، في حين وجدت لجنة فرعية في مجلس النواب أن 10-15٪ من القوات الأمريكية في فيتنام تستخدم بانتظام الهيروين. من عام 1969، أصبح يشار إلى عمليات «البحث والتدمير» بعمليات «البحث والتهرب» أو «البحث والتجنب»، وزاد معدل تزوير تقارير المعارك مع تجنب قتال الفيت كونغ. وتميز الأداء الميداني بشكل عام للقوات الأمريكية بانخفاض الروح المعنوية ، وعدم وجود الحافز، وضعف القيادة. إحدى المعارك التي استخدمها المؤرخون لإلقاء الضوء على الانخفاض الكبير في معنويات الولايات المتحدة هي معركة إف إس بي ماري آن ، والتي نجح الفيت كونغ بإحداث ثغرات في القاعدة الأمريكية وتدميرها، دون أي مقاومة تذكر. وأشار وليام ويستمورلاند ، الذي لم يعد يتولى أمر القيادة ولكنه كلف بالقيام بالتحقيق، بأنه وجد تقصير واضح بالواجبات، والتراخي في بناء الدفاعات، وعدم وجود ضباط.

### فيتنام الجنوبية تأخذ زمام القيادة وانسحاب القوات البرية الأمريكية

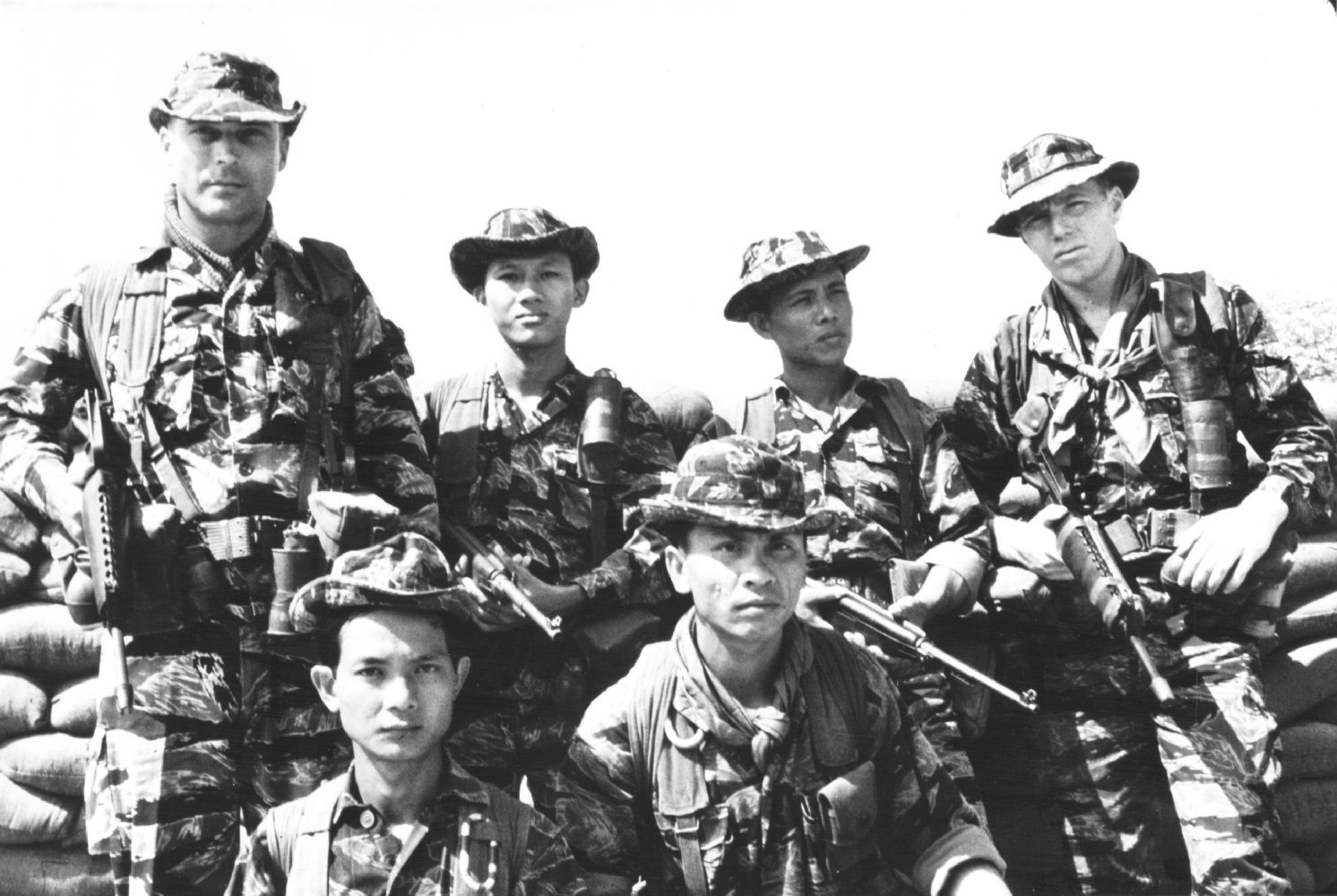
مجموعة من جنود جيش فيتنام الجنوبي،، سبتمبر 1968

بداية عام 1970، تم سحب القوات الأمريكية من المناطق الحدودية التي كان يكثر بها القتل وتدور بها معظم المعارك، ووضعوا على طول الساحل وفي الداخل مما أدى إلى انخفاض الإصابات في عام 1970 إلى أقل من النصف في عام 1969 في المجموع. في نفس الوقت قام جيش فيتنام الجنوبي بتولي قيادة العمليات القتالية في جميع أنحاء فيتنام. في عام 1970 أعلن نيكسون سحب 150.000 جندي أمريكي إضافي ، مما قلص عدد الأمريكيين إلى 265.500. بحلول عام 1970، لم تكن قوات الفيت كونغ ذو أغلبية جنوبية بل كان ما يقرب من 70٪ من الوحدات من الشمال. بين عامي 1969 و 1971، عادت الفيت كونغ وبعض وحدات جيش فيتنام الشمالي إلى تكتيكات الوحدات الصغيرة المعتادة بدلاً من تكتيكات الهجمات الكبرى على مستوى الدولة. وفي عام 1971 ، سحبت أستراليا ونيوزيلندا جنودهما وتراجعت أعداد القوات الأمريكية إلى 196.700 ، مع تحديد الموعد النهائي لسحب 45.000 جندي آخر بحلول فبراير 1972. كما خفضت الولايات المتحدة قوات الدعم. وفي مارس 1971 ، قررت الولايات المتحدة سحب مجموعة القوات الخاصة الخامسة، والتي تعتبر أول وحدة أمريكية تم نشرها في فيتنام الجنوبي إلى فورت براغ في كارولينا الشمالية. 

### كمبوديا
الأمير نورودوم سيهانوك كان قد أعلن أن كمبوديا دولة محايدة منذ عام 1955، ولكن الشيوعيين استخدموا الأراضي الكمبودية كقاعدة، و تساهل سيهانوك مع وجودهم ، لأنه رغب في تجنب الانجرار إلى صراع اقليمي اوسع. و لكن تحت ضغط من واشنطن ، غير هذه السياسة في عام 1969. فالشيوعيون الفيتناميون لم يعودوا موضع ترحيب. الرئيس نيكسون انتهز الفرصة لشن حملة تفجيرات ضخمة سرية ، التي سميت «عملية القائمة» ، ضد معاقلهم على طول الحدود الكمبودية الفيتنامية. فقط خمسة من كبار المسؤولين في الكونغرس كانوا على علم بـ«عملية القائمة».
في 18 مارس 1970، بينما كان نورودوم سيهانوك خارج البلاد، اشتعلت المواجهات بين طوائف من الكمبوديين وطوائف فيتنامية. فبادر لون نول إلى عزل نورودوم سيهانوك، ثم أمر الشماليين والفيتكونج بمغادرة قواعدهم ومراكزهم، في كمبوديا. وتولى لون نول، الحكم في البلاد. وبدأ مذابح للفيتناميين، وإلقاء جثثهم في نهر الميكونج. بدأ الخمير الحمر ثورة عارمة ضد الحاكم الجديد، يساندهم الشماليون والفيتكونج وحلفاؤهم، واستولوا على المناطق الريفية، وعلى خمسة من سبعة طرق سريعة مؤدية إلى فنوم بنه، العاصمة. وتبع ذلك، تدخل قوات نظامية شمالية، شنت الهجمات على الجيش الكمبودي. وازداد القصف الأمريكي للقوات الشمالية والفيتكونج، داخل كمبوديا.

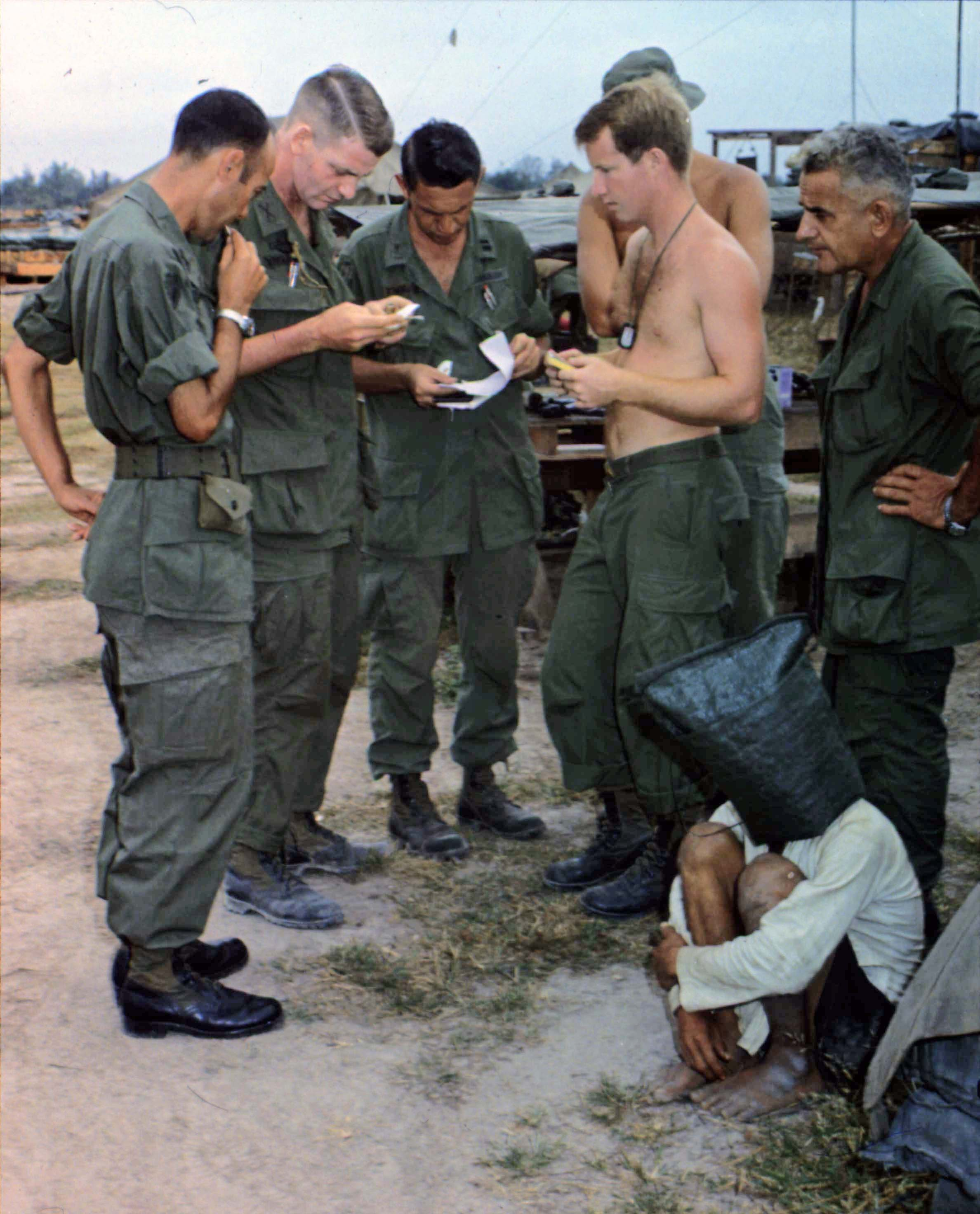
التحقيق مع عضو مشتبه به في الفيت كونغ تم الفبض عليه أثناء الهجوم على موقع أميركي قرب الحدود الكمبودية..

غزو كمبوديا أدى إلى احتجاجات في الولايات المتحدة على الصعيد الوطني. أربعة طلاب لقوا مصرعهم من عناصر الحرس الوطني في جامعة ولاية كينت خلال احتجاج في ولاية أوهايو ، الأمر الذي أثار غضب الرأي العام في الولايات المتحدة. ردود الفعل على الحادث من قبل إدارة نيكسون اعتبرت قاسية وغير مبالية ، مما وفر قوة دفع إضافية للحركة المناهضة للحرب. استمرت القوات الجوية الأمريكية في قصف كمبوديا بكثافة لدعم الحكومة الكمبودية كجزء من عملية «صفقة الحرية».

### لاوس

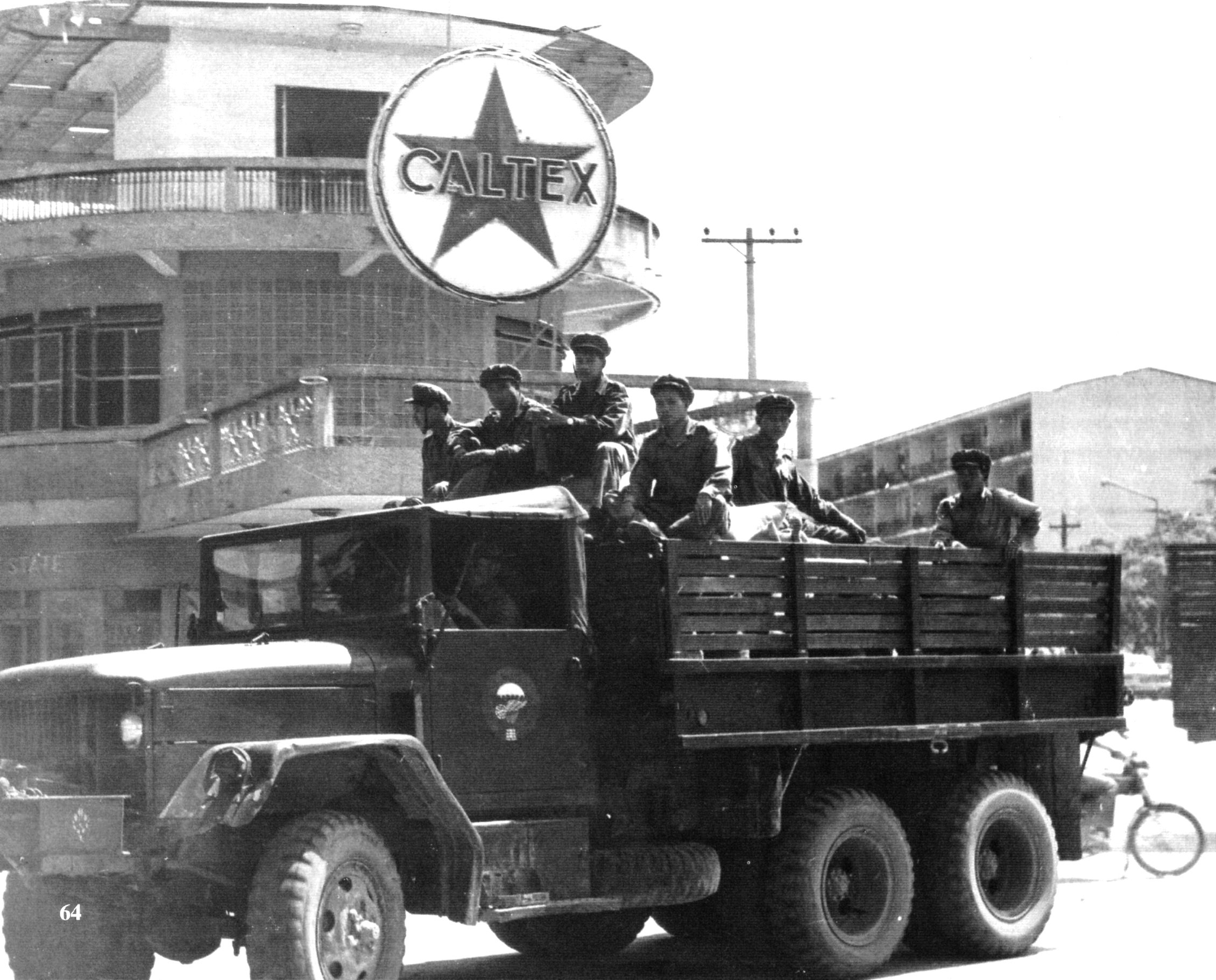
جنود الباثيت لاو في فيتنام عام 1972

بعد نجاح جيش فيتنام الجنوبي في كمبوديا، ومن أجل اختبار برنامج الفتنمة تم تكليف الجيش الفيتنامي الجنوبي لشن عملية لام سون 719 في فبراير 1971 ، بهدف احتلال طريق هو تشي منه في لاوس. لاوس المحايدة ظاهريا، طالما كان مسرحا لحرب سرية. نجح الجيش الفيتنامي الجنوبي في بداية الأمر ولكن الزخم تباطأ بعد المقاومة الشرسة، وبدأت قواته بالتراجع ولاذوا بالفرار على طول الطرق التي تناثرت فيها موتاهم. و عندما نفد وقودهم ، تخلي الجنود عن مركباتهم وحاولوا شق طريقهم إلى مروحيات اميركية ارسلت لاجلاء الجرحى. العديد من جنود الجيش الفيتنامي الجنوبي تشبثوا بالمروحيات في محاولة يائسة لانقاذ انفسهم. و كان على المروحيات الأمريكية تدمير المعدات ، بما في ذلك الدبابات ، لمنعهم من الوقوع في أيدي العدو. نصف قوات الجيش الفيتنامي الجنوبي تم أسرها أو قتلها. وتم إسقاط نصف مروحيات الدعم الأمريكية بواسطة المضادات الجوية. العملية كانت فاشلة ومثلت فشلا واضحا للفتنمة. و كما أشار كارنو "الاخطاء كانت تاريخية... كبار الضباط في الحكومة (الفيتنامية الجنوبية) كانوا قد تدربوا من قبل الاميركيين لمدة عشر أو خمس عشرة سنة ، و العديد منهم ذهب إلى مدارس التدريب في الولايات المتحدة ، ومع ذلك فإنهم لم يتعلموا شيئًا.

### هجوم عيد الفصح واتفاقات باريس للسلام 1972
الفتنمة اختبرت مرة أخرى خلال هجوم عيد الفصح لعام 1972 ، وهو غزو تقليدي واسع النطاق لفيتنام الجنوبية. جيش فيتنام الشمالي والفيت كونغ سرعان ما اجتاحوا المحافظات الشمالية وبالتنسيق مع القوى الأخرى هجموا من كمبوديا، مهددين بقطع البلاد من النصف. و استمر انسحاب القوات الأمريكية. و لكن سلاح الطيران الاميركي جاء للإنقاذ بـ «عملية الظهير»، وأوقف الهجوم. ومع ذلك ، أصبح من الواضح أنه من دون سلاح الطيران الأميركي، فإن فيتنام الجنوبية لا يمكنها البقاء على قيد الحياة.
الحرب كانت القضية المركزية لانتخابات عام 1972 الرئاسية. خصم نيكسون ، جورج ماكغفرن ، أسس حملته الانتخابية على الانسحاب من فيتنام. و مستشار الأمن القومي لنيكسون ، هنري كيسنجر ، استمر في المفاوضات السرية مع لي دوك ثو الفيتنامي الشمالي. و في أكتوبر 1972 ، توصلوا إلى اتفاق. ومع ذلك ، طالب الرئيس الفيتنامي الجنوبي تيو بتغييرات هائلة في اتفاق السلام. وعندما نشرت فيتنام الشمالية تفاصيل الاتفاق، إدارة نيكسون ادعت أن الشماليين يحاولون إحراج الرئيس. و دخلت المفاوضات نفقا مسدودا عندما طالبت هانوي بتغييرات جديدة. ولاظهار دعمه لفيتنام الجنوبية و اجبار هانوي على العودة إلى طاولة المفاوضات ، أمر نيكسون بـ «عملية الظهير الثانية» ، و قد كانت قصف ضخم لهانوي وهايفونغ في 18-29 ديسمبر 1972. الهجوم دمر الكثير من القدرات الاقتصادية والصناعية المتبقية في شمال فيتنام. و في نفس الوقت ضغط نيكسون على ثوى لقبول شروط الاتفاق ، وهدد بإبرام اتفاق سلام ثنائي ، وقطع المساعدات الأمريكية.
في 15 يناير 1973، أعلن نيكسون تعليق العمل الهجومي ضد فيتنام الشمالية. و تم التوقيع اتفاقات باريس للسلام التي نصت على «انهاء الحرب واحلال السلام في فيتنام» في 27 يناير 1973، منهيةً رسميا التدخل الأميركي المباشر في حرب فيتنام. و أعلن وقف اطلاق النار في جميع أنحاء شمال وجنوب فيتنام. وسمح 200.000 من القوات الشيوعية للبقاء في الجنوب وأطلقت الولايات المتحدة سراح اسرى الحرب.كذلك ضمن الاتفاق سلامة أراضي فيتنام ، و على غرار مؤتمر جنيف لعام 1954 ، دعا إلى إجراء انتخابات وطنية في الشمال والجنوب. و نصت اتفاقات باريس للسلام على فترة ستين يوما لانسحاب كامل للقوات الأميركية. «هذه المادة» ، كما لاحظ بيتر تشيرش، «أثبت... أنها المادة الوحيدة فقط من اتفاقات باريس التي تم تنفيذها تنفيذا كاملا.» وتم سحب جميع أفراد القوات الأمريكية بالكامل بحلول مارس 1973.

## خروج الولايات المتحدة والحملات العسكرية النهائية 1973–75

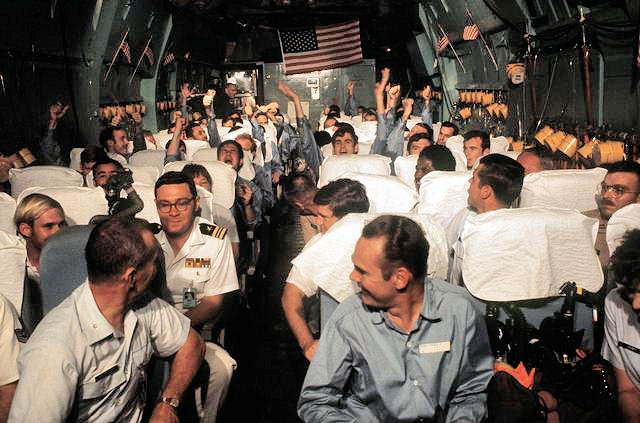
أسرى حرب أمريكيون تم الافراج عنهم من معسكرات الاعتقال الفيتنامية الشمالية عام 1973

بموجب اتفاق السلام في باريس ، بين وزير الخارجية الفيتنامى الشمالي لي دوك تو و وزير الخارجية الأمريكي هنري كيسنجر، و التي وقعها على مضض الرئيس الفيتنامي الجنوبي تيو ، انسحبت القوات الاميركية من فيتنام الجنوبية ، وبموجب اتفاق السلام سُمِح لشمال فيتنام بمواصلة تزويد القوات الشيوعية في الجنوب ولكن فقط لاستبدال المواد التي تم استهلاكها فقط. ودخلت فيتنام في فترة عرف بـ«حرب الأعلام» حيث طالب كلا الطرفين من المدنيين بإظهار الأعلام المناسبة في مناطق سيطرتهم. و في وقت لاحق من ذلك العام حصل على جائزة نوبل للسلام كيسنجر وتو ، ولكن المفاوض الفيتنامي رفضها قائلا ان السلام الحقيقي لا يتواجد بعد.
في 15 مارس 1973 ، أشار نيكسون إلى أن الولايات المتحدة ستتدخل مرة أخرى عسكريًا إذا شنت كوريا الشمالية هجومًا كاملًا. وأعلن وزير الدفاع جيمس شليسنجر خلال جلسة تمت في يونيو 1973 بالتأكيد من جديد على هذا الأمر. كانت ردة الفعل للجمهور وللكونغرس على بيان نيكسون سلبية جدًا، مما دفع مجلس الشيوخ الأمريكي إلى تمرير التعديل على تشريع کیس – تشورش لحظر التدخل.
الزعماء الشيوعيون كان يتوقعون أن تكون شروط وقف اطلاق النار في صالحهم. ولكن بفضل موجات من المساعدات الأمريكية التي تلقتها سايغون قبل بدء سريان وقف إطلاق النار ، بدأت بدحر الفيت كونغ. [161] الشيوعيون ردوا باستراتيجية جديدة تم التوصل اليها في سلسلة من الاجتماعات في هانوي في مارس 1973 وفقا لمذكرات تران فان ترا والذي كان القائد الاعلى لقوات الفيت كونغ ،والذي شارك في العديد من هذه الاجتماعات. بأنه مع تعليق قصف الولايات المتحدة ، كان العمل على طريق هو تشي منه وغيره من المنشئات اللوجيستية من الممكن أن تستكمل دون عراقيل. وكان سيتم رفع مستوى النقل والإمداد حتى يكون الشمال في وضع يُمَكِنه من شن غزو شامل للجنوب، وكان من المتوقع أن يكون الغزو في موسم الجفاف بين عامي 1975-1976. ورأى تران فان ترا أن هذا التاريخ سيكون فرصةً هانوي الأخيرة للهجوم قبل أن يكتمل تدريب جيش سايغون. الفيت كونغ استأنفوا العمليات الهجومية عندما بدأ موسم الجفاف ، وبحلول شهر يناير من العام 1974 ، استعادوا الأرض التي فقدوها خلال موسم الجفاف السابق. 

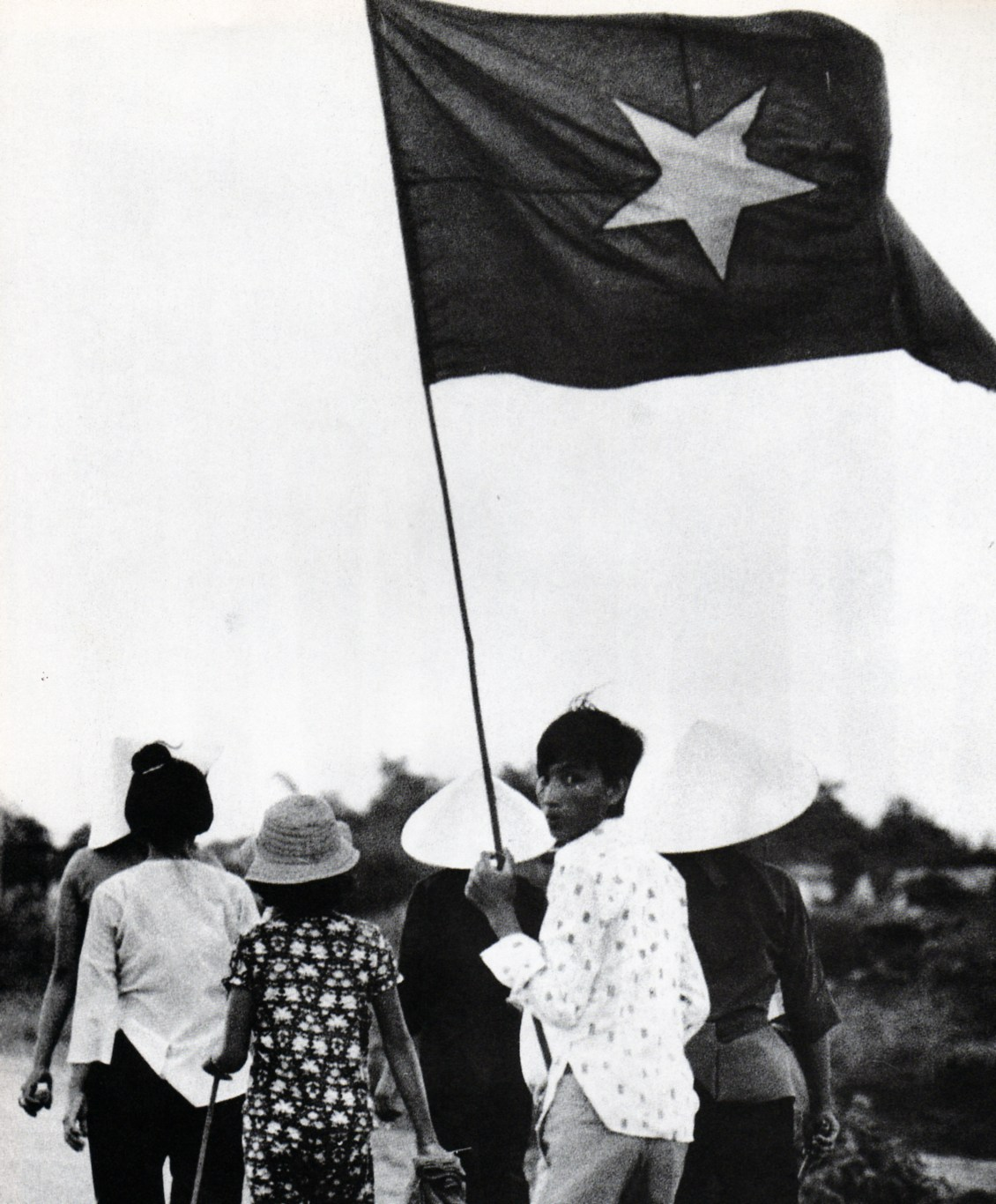
مدنيون في منطقة خاضعة لسيطرة الشيوعيون. كان المدنيون مطالبين بإظهار الأعلام المناسبة ، خلال فترة حرب الأعلام.

أما داخل فيتنام الجنوبية، فكانت الفوضى في تزايد فبعد رحيل القوات الأمريكية، والركود الاقتصادي العالمي الذي جاء في أعقاب حظر النفط العربي في أكتوبر 1973 قد تسبب في أضرار كبيرة على الاقتصاد الفيتنامي الجنوبي والذي كان يعتمد جزئيًا على الدعم الأمريكي. و بعد اشتباكين اسفرا عن 55 قتيلا بين الجنود الفيتناميين الجنوبيين ، أعلن الرئيس ثوى في 4 كانون الثاني ان الحرب قد بدأت وأن اتفاق السلام في باريس لم يعد ساري المفعول. و قد كان هناك أكثر من 25،000 من الضحايا الفيتناميين الجنوبيين خلال فترة وقف إطلاق النار.
ألهم نجاح هجوم موسم الجفاف 1973-1974 القائد تران فان ترا للعودة إلى هانوي في أكتوبر عام 1974 ، وطلب هجوم أوسع في موسم الجفاف القادم. وزير الدفاع الفيتنامي الشمالي جياب ، كان مترددا في الموافقة على خطة تران فان ترا. فإن هجوم أوسع قد يثير رد فعل الولايات المتحدة و قد يتداخل مع الهجوم الكبير المخطط له لعام 1976. و لكن تران فان ترا ناشد رئيس جياب، السكرتير الأول للحزب لي دوان، الذي وافق على العملية. كانت خطة تران فان ترا تدعو إلى شن هجوم محدود من كمبوديا على مقاطعة فوك لونغ. ويهدف الهجوم إلى حل المشكلات اللوجستية المحلية، وقياس رد فعل القوات الفيتنامية الجنوبية، وتحديد ما إذا كانت الولايات المتحدة ستعود إلى المعمعة.

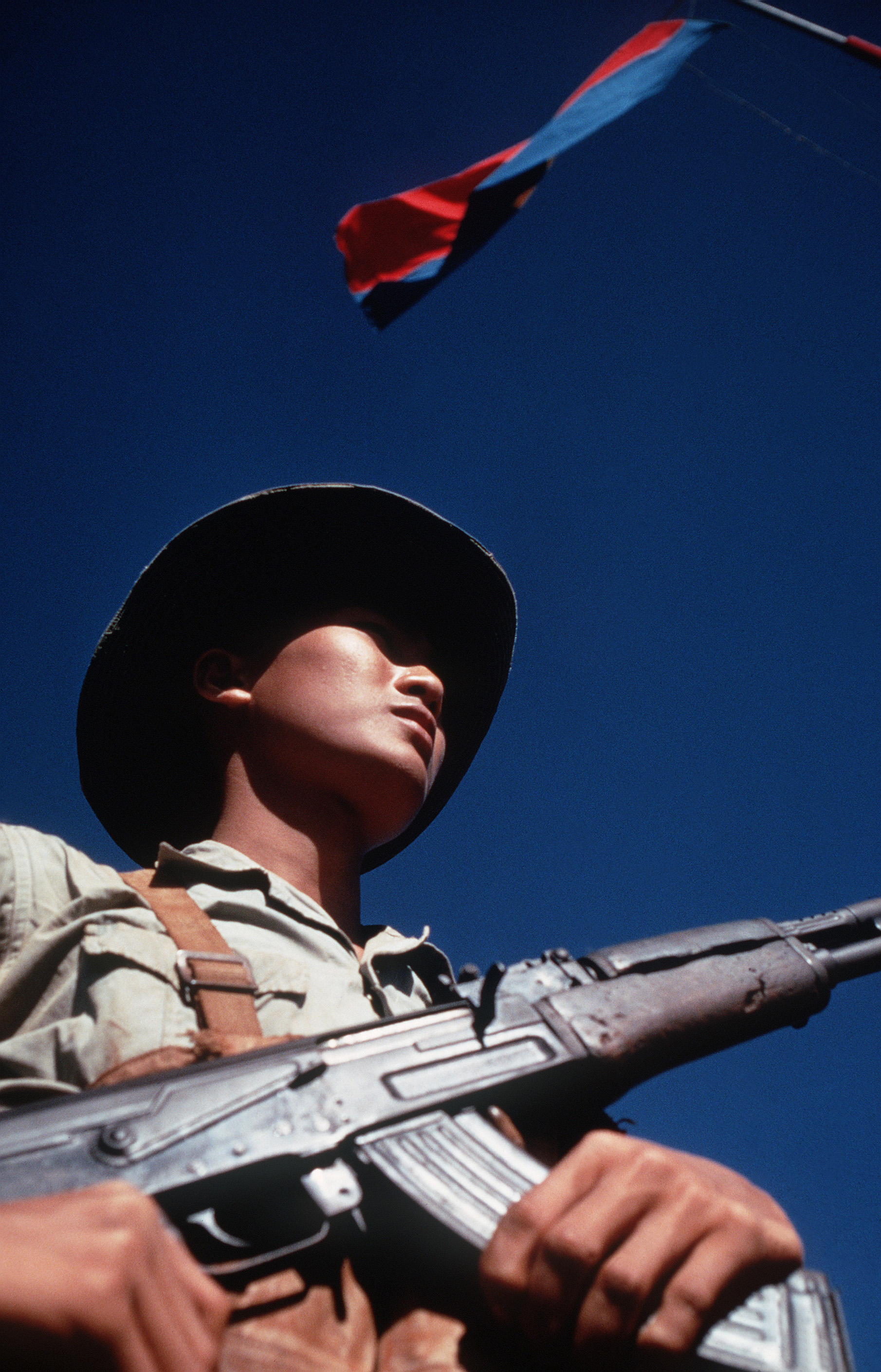
جندي فييت كونغ يشارك في تبادل الأسرى من قبل اللجنة الدولية للرقابة والإشراف ويحمل بندقيه AK-47 ويقف تحت علم الفيت كونغ.

في بداية عام 1975، كان لدى الفيتناميون الجنوبيون ثلاثة أضعاف ما لإعدائهم من مدفعية وضعف عدد من الدبابات والعربات المدرعة. كما أنه كان لها 1.400 طائرة و تفوق عددي بنسبة اثنان إلى واحد في القوات القتالية على أعدائهم الشيوعيين. ومع ذلك ، فإن ارتفاع أسعار النفط يعني أنه لا يمكن استخدام جزء كبير من هذه المركبات. وأيضا بعد خروج القوات الأمريكية عانت فيتنام الجنوبية من نقصًا في قطع الغيار وطاقم العمل الأرضي وموظفي الصيانة ، مما جعل معظم المعدات المقدمة غير صالحة للعمل. كذلك كانت فيتنام الشمالية منظمة تنظيما جيدا ، و شديدة العزم و الممولة تمويلا جيدا من الكتلة الشيوعية. بعد تولي جيرالد فورد منصب رئيس الولايات المتحدة يوم 9 أغسطس 1974 بعد استقالة الرئيس نيكسون بسبب فضيحة ووترغيت. في هذا الوقت ، الكونغرس خفض المساعدات المالية لجنوب فيتنام من 1 بليون دولار كل سنة إلى 700 مليون دولار. انتخابات التجديد النصفى الأمريكية في عام 1974 جلبت كونغرس جديد يهيمن عليه الديمقراطيون الذين زاد تصميمهم على مواجهة الرئيس بشأن الحرب. الكونغرس صوت على الفور علي قيود مفروضة على الأنشطة التمويلية و العسكرية على مراحل خلال عام 1975 لتبلغ ذروتها في خفض كلي للتمويل في عام 1976.
في 13 ديسمبر 1974، هاجمت قوات فيتنام الشمالية شارع 14 في مقاطعة فوك لونغ. فيوك بنه ، عاصمة المقاطعة ، وسقطت في 6 يناير 1975. فورد ناشد يائسًا الكونغرس للحصول على أموال لمساعدة وإعادة تموين الجنوب قبل ان ينهار. و لكن رفض الكونغرس. سقوط فوك بينه وعدم وجود استجابة أمريكية تركت النخبة الفيتنامية الجنوبية محبطين و استشرى الفساد في البلاد.
سرعة هذا النجاح أدت إلى أن يعيد المكتب السياسي تقييم استراتيجيته. وقد تقرر تسليم العمليات في المرتفعات الوسطى إلى الجنرال فان تاين دونغ، وأنه يجب الاستيلاء على بليكو، إذا كان ذلك ممكنا. و قبل توجهه إلى الجنوب خاطب دوان دونغ قائلا : «إننا لم نشعر أبدا بظروف عسكرية وسياسية أو ميزة إستراتيجية بمثل هذه المثالية التي لدينا الآن.»

### حملة 275

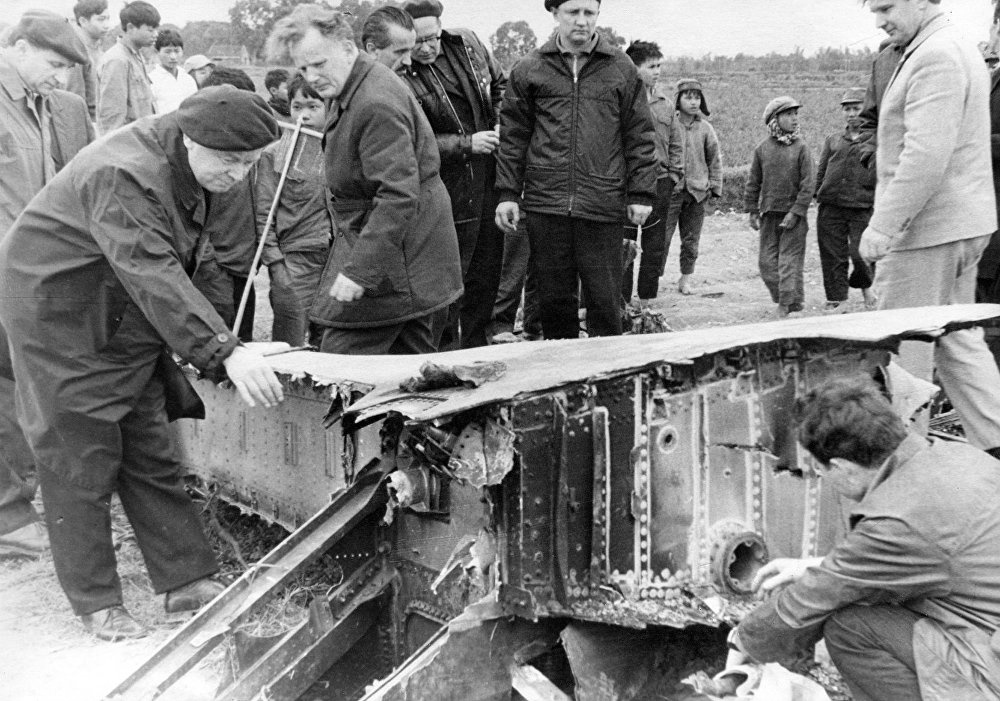
مستشارون روس يتفقدون حطام طائرة بي-52 ستراتوفورتريس أسقطت في محيط هانوي

في 10 مارس 1975، شن الجنرال فان تاين دونغ حملة 275، و هي هجوم محدود في منطقة المرتفعات الوسطى ، مدعومًا بالدبابات والمدفعية الثقيلة. وكان هدف الحملة احتلال مدينة بون ما توت، في مقاطعة داك لاك. إذا أمكن السيطرة على هذه البلدة ، فإن عاصمة المقاطعة بليكو والطريق المؤدي إلى الساحل سيكون مكشوفًا للحملة المزمع شنها في عام 1976. جيش فيتنام الجنوبية أثبت عجزه عن مقاومة الهجمة ، وقواه انهارت يوم 11 مارس. و مرة أخرى ، فوجئت هانوي بسرعة نجاحها. فان تاين دونغ الآن طلب من المكتب السياسى للسماح له بالاستيلاء على بليكو على الفور ومن ثم أن يحول اهتمامه إلى كونتام. وجادل بأنه مع تبقي اثنين من أشهر الطقس الجيد حتى بداية موسم الأمطار الموسمية ، فإنه سيكون من غير المسؤول عدم الاستفادة من الوضع.
الرئيس نغوين فان ثيو ، وهو جنرال سابق ، خاف من ان تحاصر قواته في الشمال من قبل الشيوعيين المهاجمين ؛ و لذا أمر ثوى بالانسحاب. أعلن الرئيس إستراتيجية «التخفيف في الشمال و الإبقاء على الجنوب». ولكن هذا بدا انه تكرار لعملية لام سون 719، و سرعان ما تحول الانسحاب إلى هزيمة دامية. في حين أن الجزء الأكبر من قوات جيش فيتنام الجنوبي حاولوا الفرار، إلا أن وحدات معزولة قاتلوا بشدة. الجنرال فو من جيش فيتنام الجنوبي انسحب من بليكو و كونتام وتراجع نحو الساحل ، في ما أصبح يعرف باسم «عمود الدموع».
في 20 مارس ، ثيو ناقض نفسه و أمر أن هوى ، ثالث أكبر مدينة في فيتنام، يجب أن يحافظ عليها مهما كانت التكاليف. أوامر ثوى المتناقضة والمشوشة أحبطت ضباط فيالقه. و بينما شن الفيتناميين الشماليين هجومهم، ساد الهلع و ضعفت مقاومة جيش فيتنام الجنوبي. في 22 مارس بدأ جيش فيتنام الشمالي في حصار هوي. غمر المدنيين المطار والموانئ آملين في أي شكل من الهرب. بل ان البعض سبح إلى البحر للوصول إلى القوارب والمراكب الراسية قبالة الشاطئ. و خلال الارتباك، جنود جيش فيتنام الجنوبي المتراجعين اطلقوا النار على المدنيين لافساح الطريق لانسحابهم. يوم 31 مارس ، وبعد ثلاثة أيام من المعارك ، سقطت مدينة هوي. و عندما انهارت المقاومة في هوي، صواريخ الفيتناميين الشماليين نزلت كالمطر علي دا نانغ، ومطارها. بحلول 28 مارس ، كان 35.000 من قوات جيش فيتنام الشمالي مستعدين للهجوم على الضواحي. بحلول 30 مارس استسلم 100.000 جندي من جيش فيتنام الجنوبي بلا قيادة، بينما كان جيش فيتنام الشمالي يزحف منتصرًا عبر دا نانغ. و بسقوط المدينة، وصل الدفاع عن المرتفعات الوسطى والشمال إلى نهايته.

### الهجوم الفيتنامي الشمالي النهائي

لي مينه داو قائد الفرقة الـ18 حيث استبسلت فرقته في معركة كسوان لوك لمنع تقدم القوات الفيتنامية الشمالية إلى عاصمة فيتنام الجنوبية.

و بخضوع النصف الشمالي من البلاد لسيطرته ، أمر المكتب السياسي العام فان تاين دونغ بشن الهجوم الأخير ضد سايغون. خطة عمليات حملة هو تشي منه كانت الاستيلاء على سايغون قبل 1 مايو. فقد رغبت هانوي في تجنب موسم الرياح القادم ، ومنع أي إعادة انتشار لقوات جيش فيتنام الجنوبية المدافعة عن العاصمة. القوات الشمالية ارتفعت معنوياتهم بفضل الانتصارات الأخيرة ، زحفت مسيطرة على نها ترانغ ، كام رانه ، و دا لات.
في 7 أبريل، ثلاث فرق فيتنامية شمالية هاجمت كسوان لوك، 40 ميلا (64 كيلومترا) شرق سايغون. الفيتناميين الشماليين لاقوا مقاومة شرسة في كسوان لوك من الفرقة الثامنة عشرة من جيش فيتنام الجنوبية. و لمدة أسبوعين دمويين ، احتدم القتال الضارى، حيث استبسل المدافعين من جيش فيتنام الجنوبية في محاولة لمنع تقدم القوات الفيتنامية الشمالية. بحلول 21 أبريل ، أمرت الحامية المنهكة بالانسحاب نحو سايغون. وبالمرارة والدموع استقال الرئيس ثوى في نفس اليوم ، معلنًا أن الولايات المتحدة الأمريكية قد خانت فيتنام الجنوبية. و في هجوما لاذعا على الولايات المتحدة ، ادعى أن وزير الخارجية الأمريكي هنري كيسنجر قد خدعه وجعله يوقع على اتفاق باريس للسلام منذ عامين ، واعدا بالمساعدات العسكرية التي لم تتحقق. و غادر متوجها إلى تايوان يوم 25 أبريل، وترك السيطرة على الحكومة في أيدي الجنرال دونغ فان منه.
وبحلول نهاية أبريل ، كان جيش فيتنام الجنوبية قد انهار على جميع الجبهات باستثناء دلتا ميكونغ. و تدفق آلاف اللاجئين باتجاه الجنوب قبل الهجمة الشيوعية الرئيسية. و في 27 أبريل، حاصر 100.000 جندي فيتنامي شمالي سايغون. وكان يدافع عن المدينة حوالي 30.000 جندي من جيش فيتنام الجنوبية. و لتسيرع الانهيار وإثارة الذعر، قصف جيش فيتنام الشعبي المطار وأجبره على الإغلاق. و باغلاق المخرج الجوي ، أعداد كبيرة من المدنيين وجدت أنه لا يوجد طريقة للخروج.

### سقوط سايغون

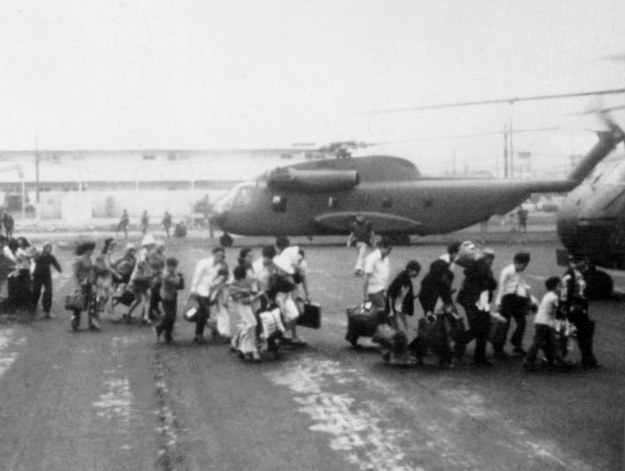
النازحون يركبون مروحية إل زي 39 أثناء عملية الريح المتكررة

اندلعت حالة من الفوضى والاضطرابات ، والفزع ، بينما سارع المسؤولون الفيتناميون الجنوبيون والمدنيون هستيريًا بمغادرة سايغون. وأعلنت الأحكام العرفية. وبدأت المروحيات الأمريكية في اجلاء الفيتناميين الجنوبيين ،و رعايا الولايات المتحدة ، والرعايا الأجانب من مختلف أنحاء المدينة ومن مجمع السفارة الأمريكية. عملية الريح المتكررة قد تأخرت حتى آخر لحظة ممكنة، وذلك بسبب اعتقاد السفير الاميركي مارتن جراهام بأنه من الممكن أن الحفاظ على سايغون، و التوصل إلى تسوية سياسية.
جيمس شليسنجر أعلن في وقت مبكر من صباح يوم 29 أبريل 1975، اجلاء آخر الدبلوماسيين الأمريكيين والعسكريين ، والموظفيين المدنيين بطائرة هليكوبتر من سايغون . عملية الريح المتكررة يمكن القول بأنها كانت أكبر عملية اجلاء بطائرة هليكوبتر في التاريخ. حيث بدأت في 29 أبريل ، في جو من اليأس، و تنافس حشود من الفيتناميين المصابين بالهيستريا للحصول على مقاعد محدودة. ناشد مارتن واشنطن لارسال 700 مليون دولار في شكل معونات طارئة لدعم النظام. ومساعدته على حشد احتياطى الجيش الذي لم يشارك في المعارك بعد. ولكن الرأي العام الأميركي ضاق بهذا النزاع
في الولايات المتحدة ، كان ينظر إلى فيتنام الجنوبية على أنها مدانة. الرئيس جيرالد فورد قام بخطاب متلفز في 23 أبريل ، معلنا وضع حد لحرب فيتنام وجميع المساعدات الأمريكية. استمرت عملية الريح المتكررة على مدار الساعة، بينما وصلت الدبابات الفيتنامية الشمالية خرق الدفاعات في ضواحي سايغون. أغنية «عيد الميلاد الابيض» تم بثها كإشارة نهائية للانسحاب. في الساعات الأولى من صباح 30 أبريل ، كان آخر جنود مشاة البحرية الأمريكية يخلي السفارة على متن مروحية، بينما غمر المدنيون محيط السفارة و تدفقوا إلى أرضها. كثير منهم تم توظيفهم من قبل الاميركيين وتركوا لمصيرهم.
في 30 أبريل 1975، دخلت قوات جيش فيتنام الشمالية سايغون وتغلبت على كل أشكال المقاومة، وسرعان ما سيطرت على المباني والمنشآت الرئيسية. واقتحمت دبابة بوابة القصر الرئاسي ، في الساعة 11:30 صباحا بالتوقيت المحلي و رفعت فوقه علم الفيت كونغ. خليفة ثوى ، الرئيس دونغ فان منه استسلم وأصدر أمره الأخير لجميع القوات الفيتنامية الجنوبية بإلقاء أسلحتهم.

## معارضة مشاركة الولايات المتحدة في الحرب 1964-1973

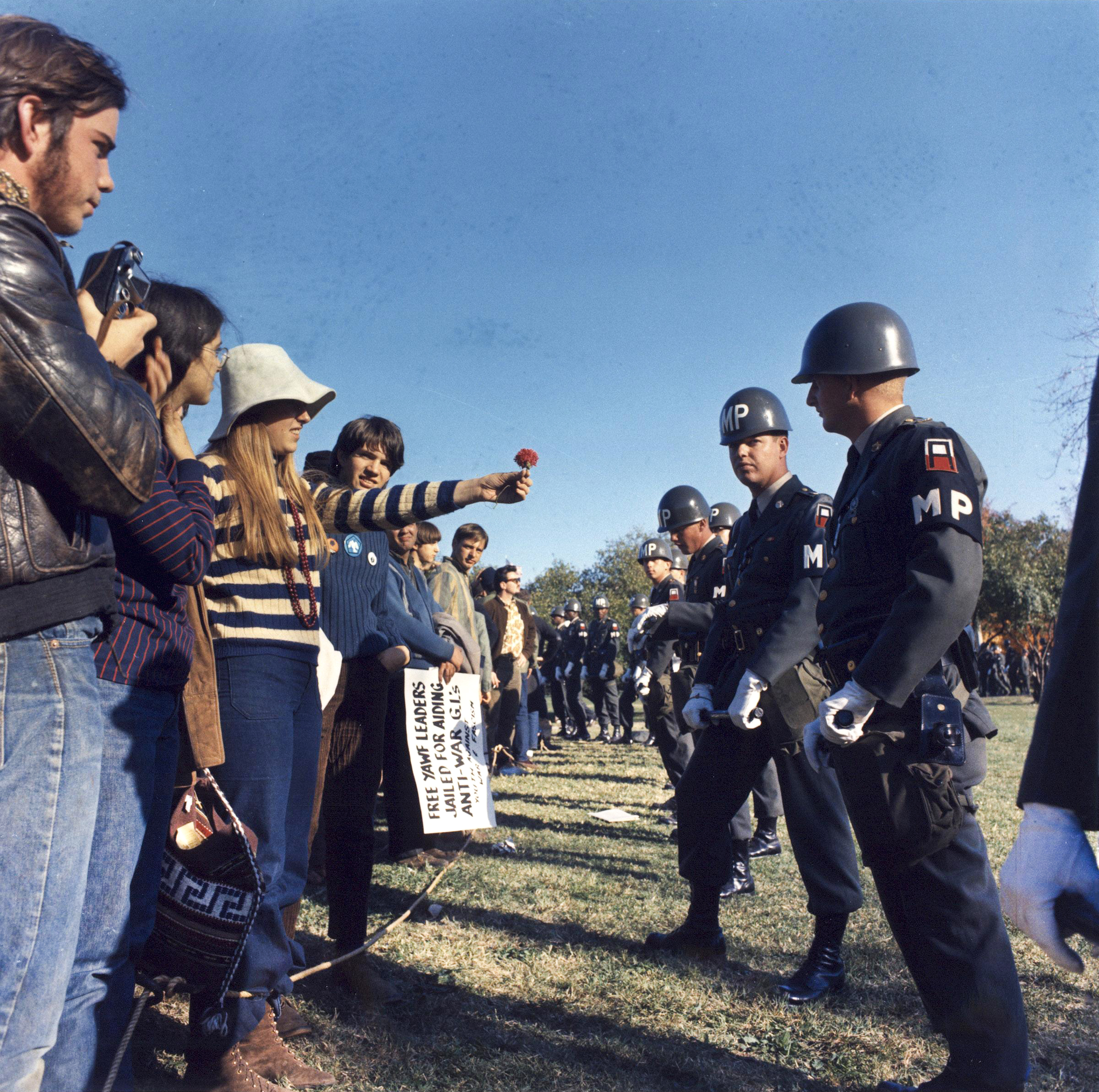
مظاهرة ضد حرب فيتنام عام 1967

خلال حرب فيتنام ، ظهر قسم كبير من الشعب الأمريكي ضد التدخل الأمريكي في جنوب شرق آسيا. وتحول الرأي العام بقوة ضد الحرب بعد عام 1967 وبحلول عام 1970 لم يكن يعتقد سوى ثلث الأمريكيين أن الولايات المتحدة لم ترتكب خطأ بإرسال قوات للقتال في فيتنام. وكان ما يقارب ثلث الشعب الأمريكي ضد الحرب بقوة ، وهو الموقف الذي استمر خلال العقود اللاحقة.

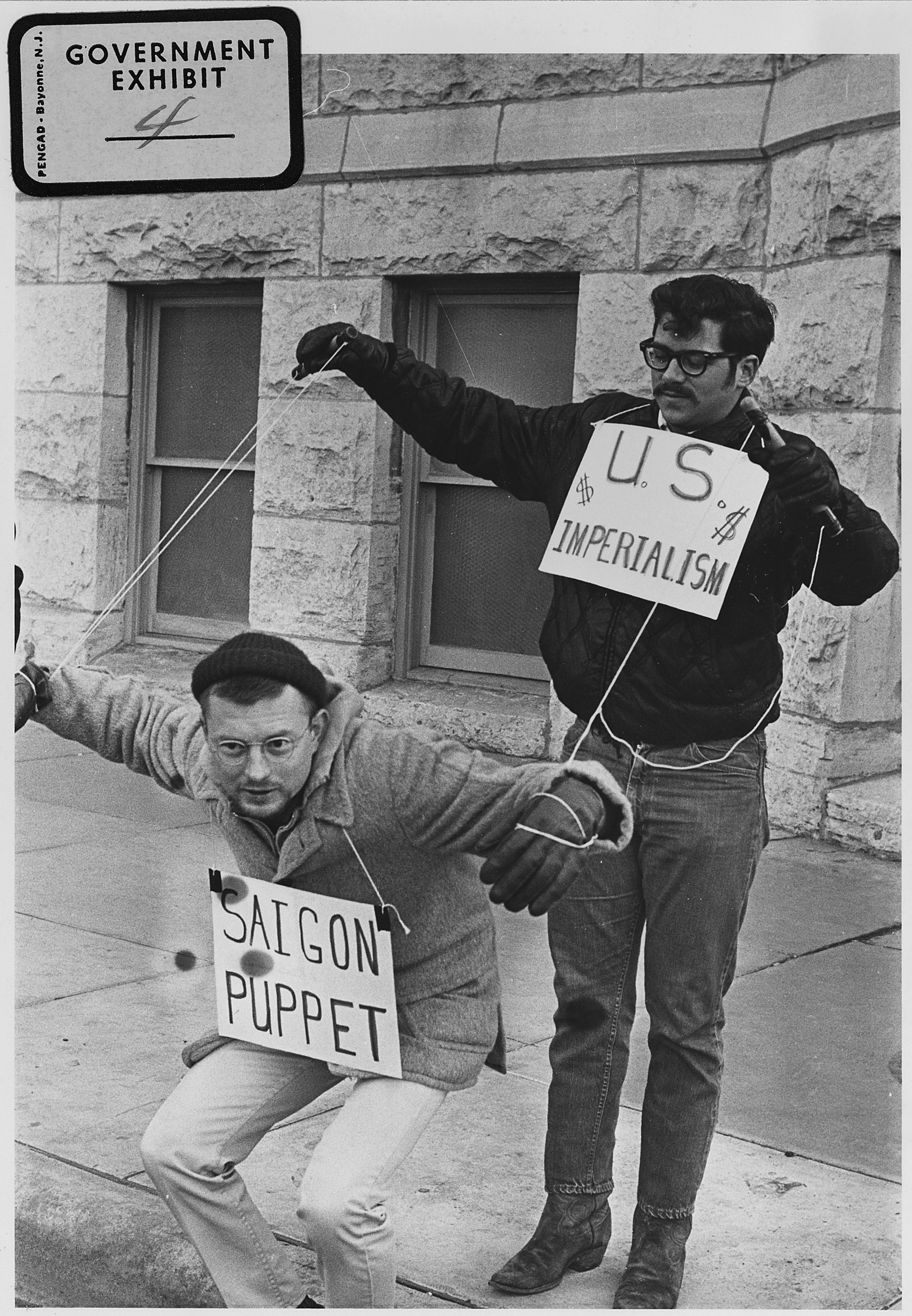
مظاهرة ضد حرب فيتنام

المعارضة المبكرة لمشاركة الولايات المتحدة في فيتنام استمدت إلهامها من مؤتمر جنيف لعام 1954. وقد كان ينظر إلى الدعم الأمريكي لنغو دينه ديم الذي رفض الانتخابات على أنه ضد الديمقراطية التي تدعي أمريكا دعمها. جون كينيدي عندما كان سناتور في مجلس الشيوخ عارض التورط في فيتنام. بعض دعاة السلام داخل الحركة دعو إلى انسحاب احادي الجانب للقوات الاميركية من فيتنام. و سبب من أسباب الانسحاب هو أنه من شأنه أن يسهم في التخفيف من حدة التوتر في المنطقة ، وبالتالي تقليل سفك الدم البشري. سبب آخر، متغاير هو أن الفيتناميين عليهم أن يحلوا مشاكلهم باستقلال عن النفوذ الأجنبي. والمعارضة لحرب فيتنام أدى إلى توحيد الجماعات المعارضة لسياسات الولايات المتحدة في مكافحة الشيوعية ، والامبريالية والاستعمار،] وبالنسبة لأولئك المشتركين في اليسار الجديد مثل الحركة العمالية الكاثوليكية، أيضًا مكافحة الرأسمالية ذاتها. وآخرون ، مثل ستيفن سبيرو عارضوا الحرب على أساس نظرية الحرب العادلة.
المعارضة الشديدة لحرب فيتنام اتجهت إلى احتجاجات في الشوارع في محاولة لتحويل الرأي السياسي الأمريكي ضد الحرب. الاحتجاجات اكتسبت زخما من حركة الحقوق المدنية التي نظمت لمعارضة قوانين الفصل العنصري ، التي كانت قد وضعت أساسا من النظريات والبنية التحتية نمت عليه الحركة المناهضة للحرب. والتصرفات الاستفزازية من قبل الشرطة حولت المظاهرات المناهضة للحرب في شيكاغو في مؤتمر 1968 الوطنى الديمقراطى إلى أعمال شغب. عمدة شيكاغو ريتشارد دالي أحضر 23.000 من الشرطة والحرس الوطني أمام 10،000 المتظاهرين. و قد أدت التقارير الإخبارية الصادمة عن التجاوزات العسكرية الأميركية مثل مذبحة ماي لاي عام 1968، إلى لفت الانتباه ثانيةً وتقديم الدعم للحركة المناهضة للحرب. في 15 أكتوبر 1969، اندلعت مظاهرات سلمية في جميع أنحاء الولايات المتحدة. وأدى إطلاق الرصاص على أربعة متظاهرين مناهضين للحرب في جامعة ولاية كينت إلى احتجاجات جامعية على مستوى البلاد. وفي مايو 1970 كانت معظم الجامعات تحت الاضراب ، كما في جامعة ولاية واين على سبيل المثال. و أصبحت أواخر الستينات في الولايات المتحدة، وقت تمرد الشباب، والتجمهر والشغب ، والكثير منها بدأ ردًا على اغتيال الدكتور مارتن لوثر كينغ الابن. المظاهرات المناهضة للحرب انتهت مع الانسحاب النهائي للقوات بعد اتفاق باريس للسلام التي تم توقيعها في عام 1973.

## البلدان المتورطة في الحرب

### الداعمين لفيتنام الشمالية

#### الصين
في عام 1950 ، قدمت جمهورية الصين الشعبية الاعتراف الدبلوماسي بدولة فيتنام الشمالية، و أرسلت اسلحة ثقيلة، فضلا عن مستشارين عسكريين بقيادة لوه غيبو لمساعدة فيت مين في حربهم مع الفرنسيين. المشروع الأول لاتفاقيات جنيف لعام 1954 تم التفاوض عليه من قبل رئيس الوزراء الفرنسي بيار منديس فرانس ، ورئيس الوزراء الصينى تشوان لاي الذي خوفا من تدخل الولايات المتحدة، حث فيت مين على قبول التقسيم عند خط عرض 17.

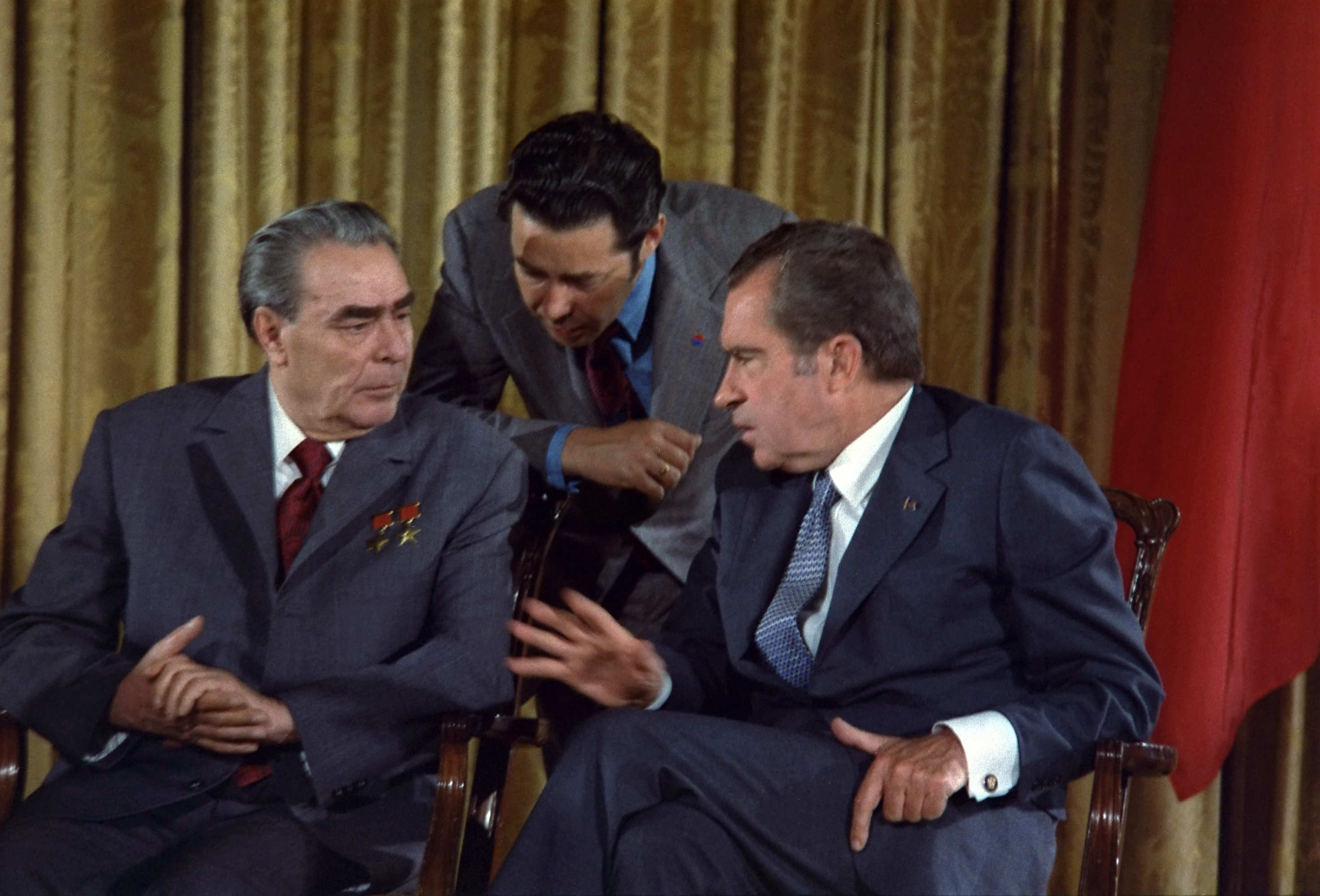
كان ليونيد بريجنيف (اليسار) زعيم الاتحاد السوفيتي خلال النصف الثاني من حرب فيتنام.

دعم الصين لفيتنام الشمالية ماليًا وعسكريًا بدأ عندما تدخلت الولايات المتحدة في فيتنام. في صيف 1962، وافق ماو تسي تونغ على تزويد هانوي بـ 90،000 من البنادق والمدافع مجانا. ابتداء من عام 1965 ، ارسلت الصين وحدات المضادة للطائرات إلى فيتنام الشمالية، وكتائب هندسية لاصلاح الاضرار الناجمة عن القصف الاميركي ، وإعادة بناء الطرق والسكك الحديدية ، وأداء الأعمال الهندسية الأخرى. ساعد هذا وحدات الجيش الفيتنامي الشمالي على التفرغ للقتال في الجنوب. بين عامي 1965 و 1970 ، خدم أكثر من 320،000 من الجنود الصينيين في فيتنام الشمالية. وكانت ذروتها عام 1967 ، عندما وصل عدد المتمركزين هناك إلى 170،000 . يدعي الجيش الصيني أنه تسبب في 38٪ من الخسائر الجوية الأمريكية في الحرب. وادعت الصين أن مساعداتها العسكرية والاقتصادية لفيتنام الشمالية وفيت كونغ قد بلغت 20 مليار دولار، 
وشملت تلك المساعدات تبرعات بقيمة 5 ملايين طن من الأغذية إلى فيتنام الشمالية.
| السنة   | الأسلحة   | قطع المدفعية | الذخائر       | قذائف المدفعية | راديو وجهاز إرسال | هواتف  | الدبابات | الطائرات | مركبات |
| ------- | --------- | ------------ | ------------- | -------------- | ----------------- | ------ | -------- | -------- | ------ |
| 1964    | 80,500    | 1,205        | 25,240,000    | 335,000        | 426               | 2,941  | 16       | 18       | 25     |
| 1965    | 220,767   | 4,439        | 114,010,000   | 1,800,000      | 2,779             | 9,502  | ?        | 2        | 114    |
| 1966    | 141,531   | 3,362        | 178,120,000   | 1,066,000      | 1,568             | 2,235  | ?        | ?        | 96     |
| 1967    | 146,600   | 3,984        | 147,000,000   | 1,363,000      | 2,464             | 2,289  | 26       | 70       | 435    |
| 1968    | 219,899   | 7,087        | 247,920,000   | 2,082,000      | 1,854             | 3,313  | 18       | ?        | 454    |
| 1969    | 139,900   | 3,906        | 119,117,000   | 1,357,000      | 2,210             | 3,453  | ?        | ?        | 162    |
| 1970    | 101,800   | 2,212        | 29,010,000    | 397,000        | 950               | 1,600  | ?        | ?        | ?      |
| 1971    | 143,100   | 7,898        | 57,190,000    | 1,899,000      | 2,464             | 4,424  | 80       | 4        | 4,011  |
| 1972    | 189,000   | 9,238        | 40,000,000    | 2,210,000      | 4,370             | 5,905  | 220      | 14       | 8,758  |
| 1973    | 233,500   | 9,912        | 40,000,000    | 2,210,000      | 4,335             | 6,447  | 120      | 36       | 1,210  |
| 1974    | 164,500   | 6,406        | 30,000,000    | 1,390,000      | 5,148             | 4,663  | 80       | ?        | 506    |
| 1975    | 141,800   | 4,880        | 20,600,000    | 965,000        | 2,240             | 2,150  | ?        | 20       | ?      |
| المجموع | 1,922,897 | 64,529       | 1,048,207,000 | 17,074,000     | 30,808            | 48,922 | 560      | 164      | 15,771 |

التوتر بين الصين والاتحاد السوفيتي اشتد بعدما قام السوفييت بغزو تشيكوسلوفاكيا في أغسطس 1968. في أكتوبر طالب الصينيون فيتنام الشمالية بقطع العلاقات مع موسكو ، لكن هانوي رفضت. و بدأ الصينيون في الانسحاب في نوفمبر 1968 استعدادا للاشتباك مع السوفييت ، الذي وقع في جزيرة جينباو مارس 1969. وبدأ الصينيون أيضا في تمويل الخمير الحمر كثقل موازن للشيوعيين الفيتناميين في ذلك الوقت. و اكتمل انسحاب الصين من فيتنام في يوليو 1970.
قامت الصين «بتسليح وتدريب» الخمير الحمر أثناء الحرب الأهلية واستمرت في مساعدتهم لسنوات بعد ذلك. شن الخمير الحمر غارات شرسة على فيتنام في 1975-1978. فيتنام ردت بغزو أطاح بالخمير الحمر. و ردا على ذلك ، بدأت الصين ، بغزو عقابي وجيز لفيتنام في عام 1979.

#### الاتحاد السوفيتي
أعطت السفن السوفييتية في بحر الصين الجنوبي تحذيرات مبكرة حيوية لقوات الفيت كونغ في جنوب فيتنام. وتقوم سفن الاستخبارات السوفييتية بجمع المعلومات من القاذفات الأمريكية من طراز بي-52 ستراتوفورتريس التي تطير من أوكيناوا وغوام. وسرعان ما يلاحظ الاتجاه والسرعة الجوية الخاصة بالقاذفات ثم يتم نقلهما إلى مقر COSVN في جنوب فيتنام. باستخدام سرعة الطيران والاتجاه ، يقوم محللو COSVN بحساب الهدف المراد قصفه. أعطتهم هذه التحذيرات المسبقة الوقت للهرب من اماكن القصف، وبينما تسبب القصف بأضرار كبيرة ، إلا أن التحذيرات المبكرة من 1968 إلى 1970 ، منعت من قتل القادة العسكرين.

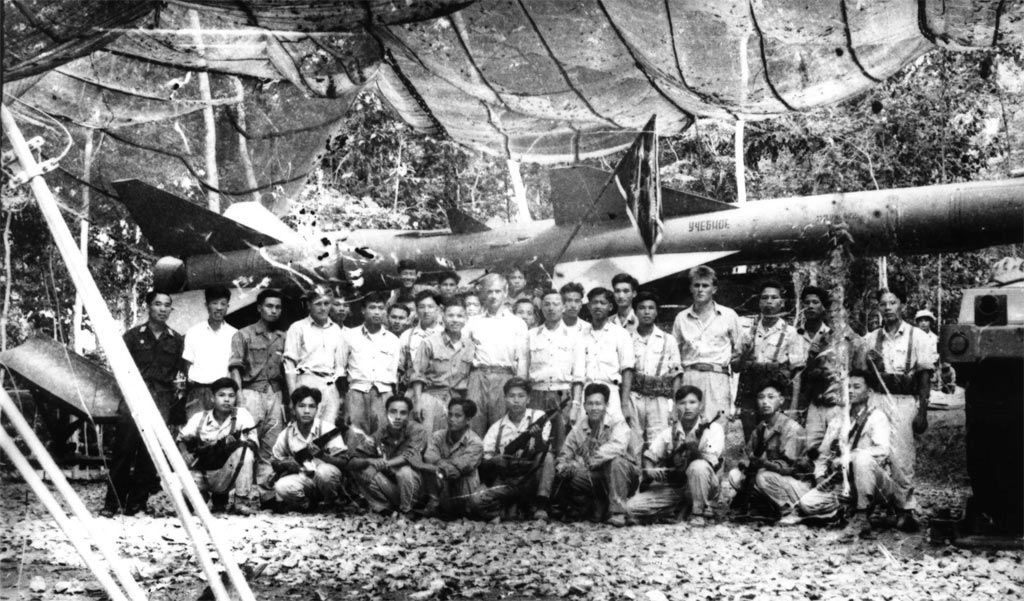
صورة للمدربين السوفييت وطاقم العمل الفيتنامي الشمالي ، تم التقاطهم في ربيع عام 1965 في مركز تدريب مضاد للطائرات في فيتنام.

الاتحاد السوفيتي كان يورد لفيتنام الشمالية اللوازم الطبية ، والأسلحة ، والدبابات والطائرات والمروحيات والمدفعية والصواريخ المضادة للطائرات ومعدات عسكرية أخرى. الأطقم السوفياتية اطلقت صواريخ ارض جو سوفياتية الصنع على قاذفات بى 52، وطائرات إف-4 فانتوم الثانية، و كان هذا هو أول اسقاط للطائرات المغيرة على هانوي. أقل من دستة من المواطنين السوفيات فقدوا أرواحهم في هذا الصراع. و في أعقاب انهيار الاتحاد السوفيتي في عام 1991 ، أقر المسؤولون الروس ان الاتحاد السوفياتي كان يمركز ما يصل إلى 3،000 جندي في فيتنام خلال.

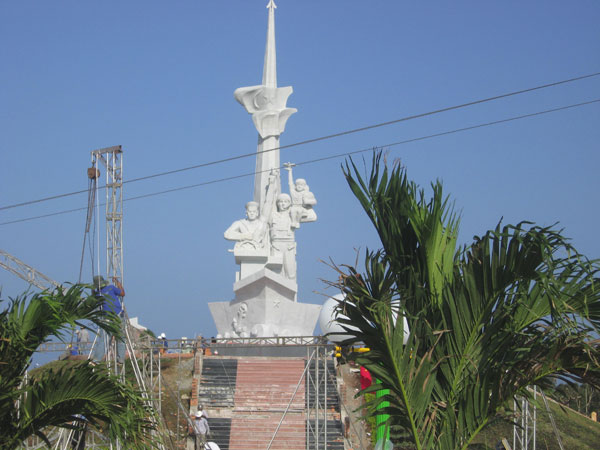
النصب التذكاري في خليج كام رنه مخصص للجنود السوفيتية والروسية والفيتنامية.

بعض المصادر الروسية تعطي أرقامًا أكثر تحديدًا: بين 1953 و 1991 ، كانت المعدات التي تبرّع بها الاتحاد السوفييتي تضمّ 2.000 دبابة و 1.700 ناقلة جنود مدرعة و 7.000 مدفعية وأكثر من 5.000 مدفع مضاد للطائرات و 158 قاذفة صواريخ أرض جو و 120 طائرة مروحية. خلال الحرب ، وأرسل السوفييت شحنات أسلحة سنوية بقيمة 450 مليون دولار. من يوليو 1965 حتى نهاية عام 1974 ، راقب القتال في فيتنام من قبل حوالي 6.500 من الضباط والجنرالات ، فضلا عن أكثر من 4.500 من الجنود ورقباء القوات المسلحة السوفيتية. بالإضافة إلى ذلك ، بدأت المدارس والأكاديميات العسكرية السوفيتية بتدريب الجنود الفيتناميين ويصل عددهم أكثر من 10.000 من الأفراد العسكريين الفيتناميين.
كما ساعدت لجنة أمن الدولة في تطوير قدرات استخبارات الإشارات للفيتناميين الشماليين ، من خلال عملية تعرف باسم فوستوك. كان برنامج فوستوك برنامجًا للتجسس وفي نفس الوقت لمكافحة التجسس. وقد أثبتت هذه البرامج أنها ذات أهمية محورية في الكشف عن فرق الكوماندوز التابعة لوكالة المخابرات المركزية وفيتنام الجنوبية حيث استطاعت فيتنام الشمالية اكتشافهم والقبض عليهم.

#### كوريا الشمالية
نتيجة لقرار من حزب العمال الكوري في أكتوبر من عام 1966 ، في بدايات 1967، كوريا الشمالية أرسلت سرب طائرات مقاتلة لفيتنام الشمالية لدعم أسراب المقاتلات الفيتنامية الشمالية 921 و 923 في الدفاع عن هانوي.مكثوا حتى عام 1968، و تفيد التقارير أن 200 من الطيارين خدموا في فيتنام. بالإضافة إلى ذلك ، تم إرسال اثنين على الأقل من أفواج المدفعية المضادة للطائرات كذلك. كوريا الشمالية أيضًا أرسلت أسلحة وذخيرة ومليونين من الأزياء الرسمية لرفاقهم في شمال فيتنام. و يقال أن كيم ايل سونغ قد قال للطيارين «قاتلوا في الحرب كما لو كانت السماء الفيتنامية هي سماؤكم».

### الداعمين لفيتنام الجنوبية

#### كوريا الجنوبية
على الجانب المعادي للشيوعية، كان لكوريا الجنوبية ثاني أكبر فرقة من القوات الاجنبية في جنوب فيتنام بعد الولايات المتحدة. في نوفمبر 1961 ، عرض الرئيس باك تشونغ هي مشاركة كوريا الجنوبية في الحرب على جون كينيدي، لكن كنيدي لم يوافق على ذلك. في 1 مايو 1964 ، طلب ليندون جونسون مشاركة كوريا الجنوبية. القوات الكورية الجنوبية الأولى بدأت في الوصول في عام 1964 و كتائب قتالية كبيرة بدأت تصل سنويا في وقت لاحق.

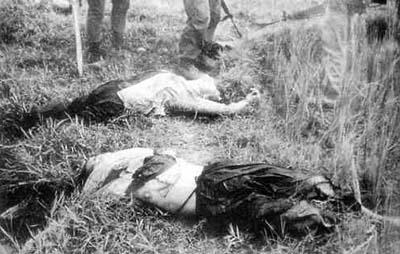
مدنيين فيتناميين من قرية فونج قتلوا من قبل لواء التنين الأزرق الكوري الجنوبي عام 1968

تقارير وزارة الخارجية تتسائل علنًا عن فائدة القوات الكورية الجنوبية في الحرب، وتقول عن القوات الكورية الجنوبية «يبدو أنهم كانوا مترددين في القيام بعمليات هجومية ، وهم مفيدون فقط في حراسة المناطق الصغير المأهولة بالسكان». وعلاوة على ذلك ، تشير تقارير وزارة الخارجية إلى أن الأمن الفعلي في المناطق القابعة تاحت حماية الكوريين غالباً ما يوفرها القوات القيتنامية الجنوبية التي تفتقر إلى قوة النيرانية والمدفعية الثقيلة ولكنها تعمل كحاجز بين الوحدات الكورية و الجيش الفيتنامي الشمالي. بالإضافة إلى ذلك ، يدعي مؤلف لمؤسسة راند بعد إجراء دراسات في جنوب فيتنام في عام 1970 بأن قوات جمهورية كوريا لديها «سياسة متعمدة وممنهجة لارتكاب فظائع» مما دفع المدنيين إلى مغادرة المناطق التي تسيطر عليها جمهورية كوريا الجنوبية. غالبًا ما كان سلوك قوات جمهورية كوريا يشجع ويقوّي الفيت كونغ، ويضيف صفوفًا من السكان المحايدين ، ويقوض الجهود الرامية إلى هزيمة التمرد بشكل عام.
حوالي 320.000 من الجنود الكوريين الجنوبيين قد ارسلوا إلى فيتنام، يؤدي كل واحد منهم سنة واحدة في الخدمة. ذروة مستوي القوات كانت 50.000 في عام 1968 ، ولكن تم سحبهم جميعًا بحلول عام 1973. وقتل أكثر من 5.000 جندي من كوريا الجنوبية واصيب 11.000 خلال الحرب. زعمت كوريا الجنوبية أنها قتلت 41.000 من الفيت كونغ، ولكن غير معروف هل كانوا من الفيت كونغ أو المدنيين العزل ، وقُدر عدد المدنيين العزل الذين قتلتهم قوات جمهورية كوريا الجنوبية بما لا يقل عن 9.000 مدني. دفعت الولايات المتحدة للجنود الكوريين الجنوبيين مبلغ 236 مليون دولار لجهودهم في فيتنام.

#### تايلند

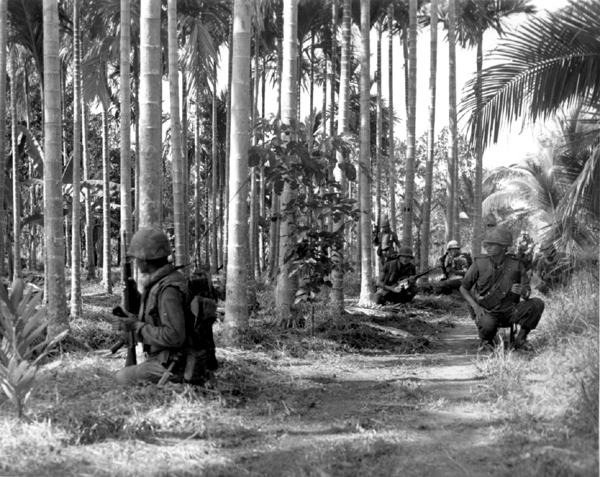
كتيبة الملكة كوبرا التايلندية في فوك ثو

تشكيلات الجيش التايلاندى ، بما في ذلك كتيبة «الملكة كوبرا» ، عملت في فيتنام الجنوبية بين عامي 1965 و 1971. القوات التايلاندية شهدت الكثير من العمليات في الحرب السرية في لاوس بين عامي 1964 و 1972 ، على الرغم من أن التشكيلات النظامية التايلاندية هناك كانت أقل عددًا كثيرا من المتطوعين «غير النظاميين» من شرطة وحدات استطلاع جوي الذين كانت ترعاهم وكالة المخابرات المركزية، الذين نفذوا أنشطة استطلاعات على الجانب الغربي من طريق هو تشي منه.

#### أستراليا ونيوزيلندا

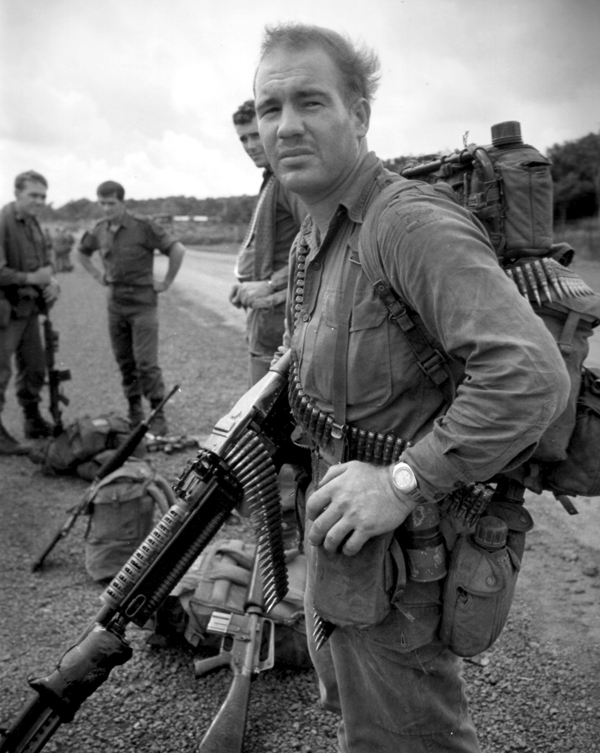
جندي استرالي في فيتنام

أستراليا ونيوزيلندا ، كلاهما حليف وثيق للولايات المتحدة وأعضاء في حلف سياتو، و معاهدة أنزوس، أرسلا قوات برية إلى فيتنام. كلا البلدين قد اكتسبتا خبرة في مجال مكافحة التمرد وحرب الغابات خلال طوارئ الملايو، والحرب العالمية الثانية و نظرًا لقربهما جغرافيا من آسيا ، انضمت حكومتهما إلى نظرية الدومينو عن المد الشيوعي ، ورأت أن أمنها القومي سيكون مهدد إذا زاد انتشار الشيوعية في جنوب شرق آسيا. كانت نيوزيلندا مترددة في المشاركة، لأن مسؤوليها توقعوا فشل التدخل الأجنبي، بالإضافة أنهم كانوا قلقين من تأييد النظام الفاسد في فيتنام الجنوبية وكذلك لا يريدون توسيع جيشهم الصغير نسبيًا والذي كان يواجد حينها في ماليزيا. في النهاية ، كانت الرغبة في إثبات التزامهم بمعاهدة أنزوس وتثبيط رغبة أمريكا بالانسحاب من جنوب شرق آسيا تتطلب التزامًا عسكريًا. وكانت أستراليا البادئة بارسالها مستشارين لفيتنام عام 1962، أما القوات القتالية فتم إرسالها في عام 1965. أما نيوزيلندا فبدأت أولًا بإرسال مفرزة من المهندسين وبطارية مدفعية، ثم بدأت بإرسال قوات خاصة ومشاة عادية كانت مرتبطة بالتشكيلات الأسترالية. شارك أكثر من 60.000 من الأستراليين خلال الحرب ، قتل منهم 521 وأصيب أكثر من 3.000 حندي. حوالي 3.500 من النيوزيلنديين خدموا في فيتنام ، وقتل منهم37 وأصيب منهم 187 جندي. معظم هؤلاء الجنود خدموا في فرقة العمل الأسترالية الأولى، و اللواء ذو التشكيل المجموعي ، الذي كان مقره ما كان يعرف آنذاك بمقاطعة فوك توي ، على مقربة من مقاطعة با ريا فونج تاو القائمة اليوم.

#### الفلبين
حوالي 10.450 من القوات الفلبينية ارسلت إلى جنوب فيتنام. كانت تعمل بصفة أساسية في المشاريع الطبية وغيرها من مشاريع حفظ السلام المدنية. هذه القوى عملت تحت تسمية PHLCAG الخامس، أو مجموعة العمل المدني الفلبيني في فيتنام. وتجدر الإشارة إلى أن القاعدة البحرية في خليج سوبيك في الفلبين كانت تستخدم من قبل الأسطول السابع للولايات المتحدة من عام 1964 حتى نهاية الحرب في عام 1975.

#### تايوان
و منذ نوفمبر عام 1967، تايوان أدارت سرا عملية نقل كتيبة محمولة لمساعدة الولايات المتحدة و جمهورية فيتنام. و كانت هذه القوة تستند إلى تشكيل السرب الرابع و الثلاثون من سلاح جو تايوان. قوة الوحدة شملت اثنين من طائرات الشحن ، و سبعة من ضباط الطيران واثنين من الميكانيكيين ، رغم وجود عدد أكبر من الأفراد العسكريين المشاركين من خلال التناوب. و كانت مكلفة بالنقل الجوي والانزال الجوي والاستطلاع الإلكتروني. حوالى 25 عضوا من الوحدة لقوا مصرعهم ، من بينهم 17 طيارا و مساعد طيار. آخر مشاركة لتايوان في فيتنام شملت محطة استماع سرية و فرق استطلاع و إغارة خاصة ، ومستشارين عسكريين و عمليات طيران مدني. كما قدمت تايوان وحدات تدريب عسكرية لوحدات الغوص الفيتنامية الجنوبية، والتي عرفت فيما بعد باسم Lien Doi Nguoi Nhai أي «وحدة الضفادع البشرية». وتم القبض على الكوماندوز العسكريين من تايوان من قبل القوات الفيتنامية الشمالية ثلاث مرات أثناء محاولتهم التسلل إلى فيتنام الشمالية.

#### البرازيل
البرازيل تحت نظام عسكري مدعوم من قبل الولايات المتحدة، دعمت رسمياً موقع الولايات المتحدة في جنوب فيتنام وساهمت بارسال إمدادات وفريق طبي لفيتنام. وتعتبر البرازيل البلد الوحيد في أمريكا اللاتينية الذي قام بدعم الولايات المتحدة.

### دول محايدة

#### كندا و لجنة المراقبة الدولية
شكلت كندا وهي ممثل منظمة حلف شمال الأطلسي والهند وهي ممثل دول عدم الانحياز وبولندا وهي ممثل حلف وارسو لجنة المراقبة الدولية، والتي كان من المفترض أن تراقب اتفاق وقف اطلاق النار لعام 1954. رسمياً ، لم يكن لدى كندا أي دور عسكري في حرب فيتنام وكان دورها يقتصر دبلوماسياً فقط رغم وجود أدلة تعارض هذه الادعاءات. وتأكد سجلات لجنة المراقبة الدولية أن كندا كانت مؤيدة وموالية لحزب سايغون.

## ما بعد الحرب

### الأحداث في جنوب شرق آسيا

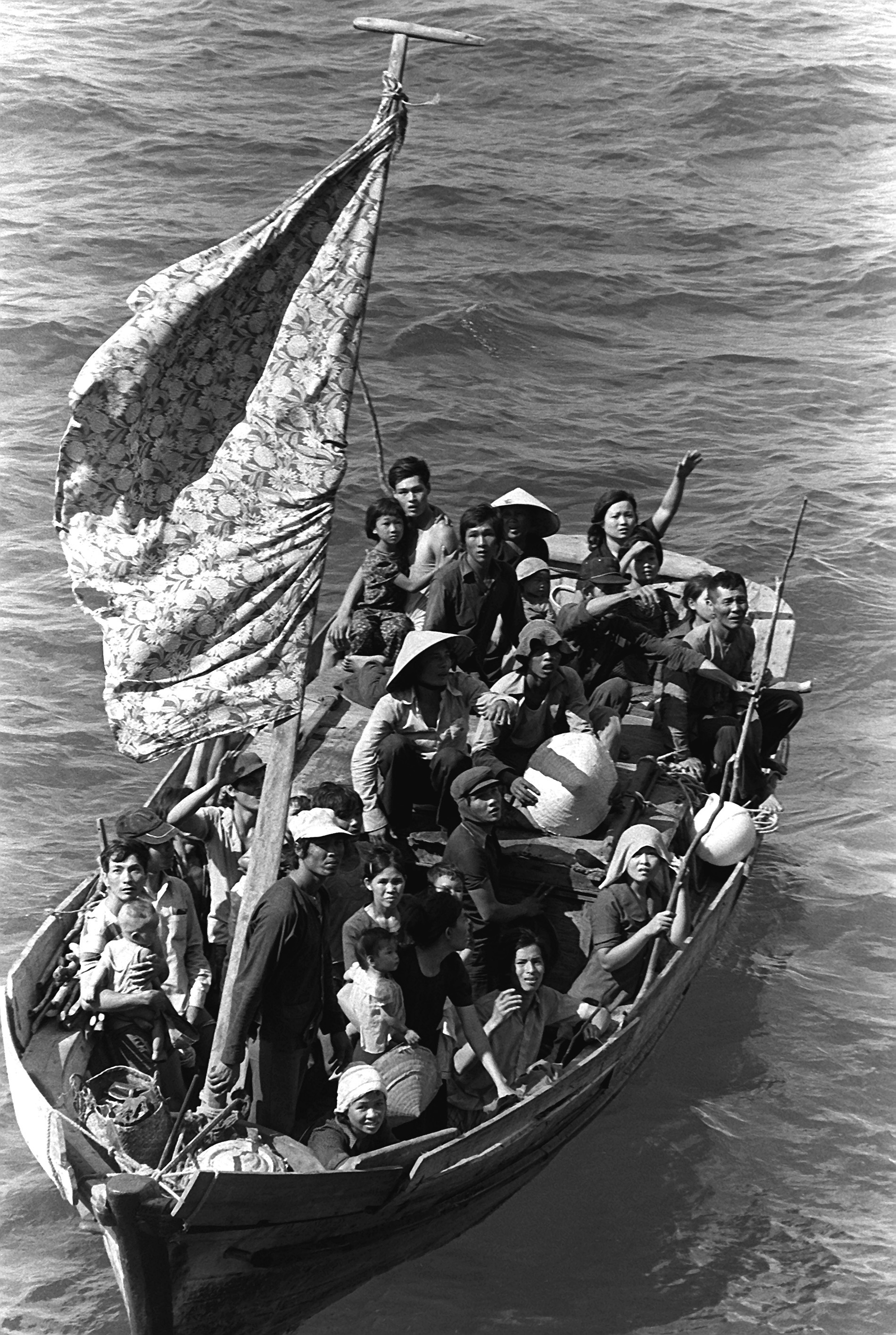
لاجئون فيتناميون يفرون من فيتنام عام 1984

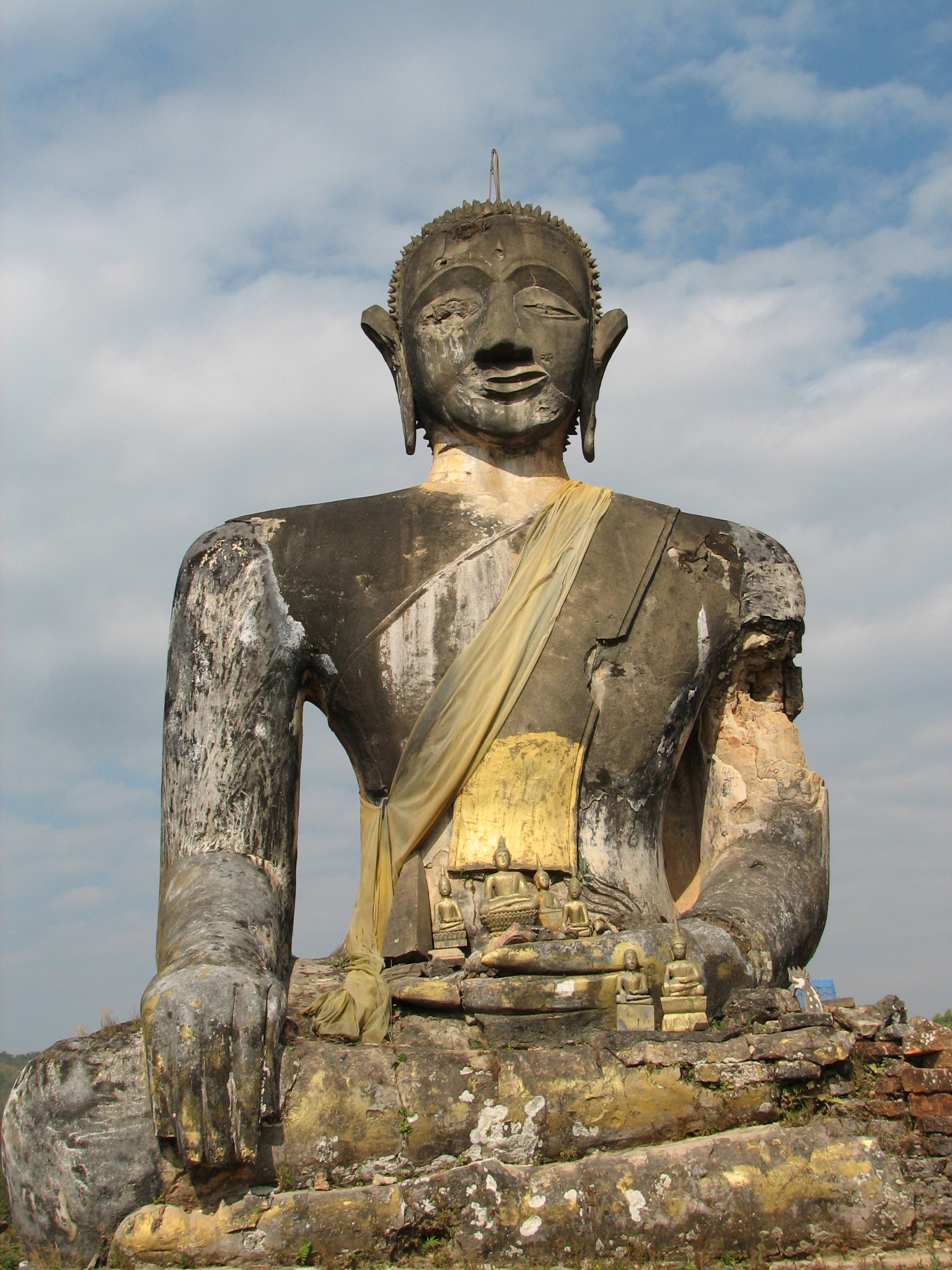
تمثال بوذا قُصف في لاوس. حملات القصف الأمريكية جعلت دولة لاوس أكثر الدول تعرضًا للقصف في التاريخ.

في 2 يوليو 1976 ، اتحدت فيتنام الشمالية والجنوبية لتشكل جمهورية فيتنام الاشتراكية. وعلى الرغم من التكهنات بأن الفيتناميين الشماليين المنتصرين ، حسب كلمات الرئيس نيكسون ، «ذبحوا المدنيين هناك [يقصد جنوب فيتنام] بالملايين» ، فهناك إجماع واسع الانتشار على أنه لم يتم تنفيذ عمليات إعدام جماعية في الواقع. ومع ذلك ، في السنوات التي أعقبت الحرب ، تم إرسال عدد كبير من الفيتناميين الجنوبيين إلى معسكرات إعادة التأهيل، حيث تعرض العديد منهم للتعذيب والتجويع والمرض في حين أجبروا على أداء الإعمال الشاقة. ووفقًا لتقرير منظمة العفو الدولية لعام 1979، حول عدد المعتقلين أكدت أن الارقام تختلف اختلافًا كبيرًا بين المراقبين المختلفين: «[...] حيث كان العدد مثل» 50.000 إلى 80.000 «(وفقًا لصحيفة لوموند ، 19 أبريل 1978) ،و» 150.000 «(وفقًا لرويتر من بيان هوا ، 2 نوفمبر 1977) ،»150.000 إلى 200.000«(وفقًا لواشنطن بوست ، 20 ديسمبر 1978) ، و»300.000«(وفقًا لوكالة الصحافة الفرنسية من هانوي ، 12 فبراير 1978).» قد يرجع هذا الاختلاف الكبير إلى أن«بعض التقديرات شملت ليس فقط المعتقلين ولكن أيضا الأشخاص المرسلين من المدن إلى الريف». ووفقًا لمراقب محلي، كان هناك 443.360 شخصًا اضطروا للتسجيل في معسكرات إعادة التأهيل في سايغون وحدها ، وتم إطلاق سراح بعضهم بعد بضعة أيام ، بينما بقي آخرون هناك لأكثر من عقد من الزمان.

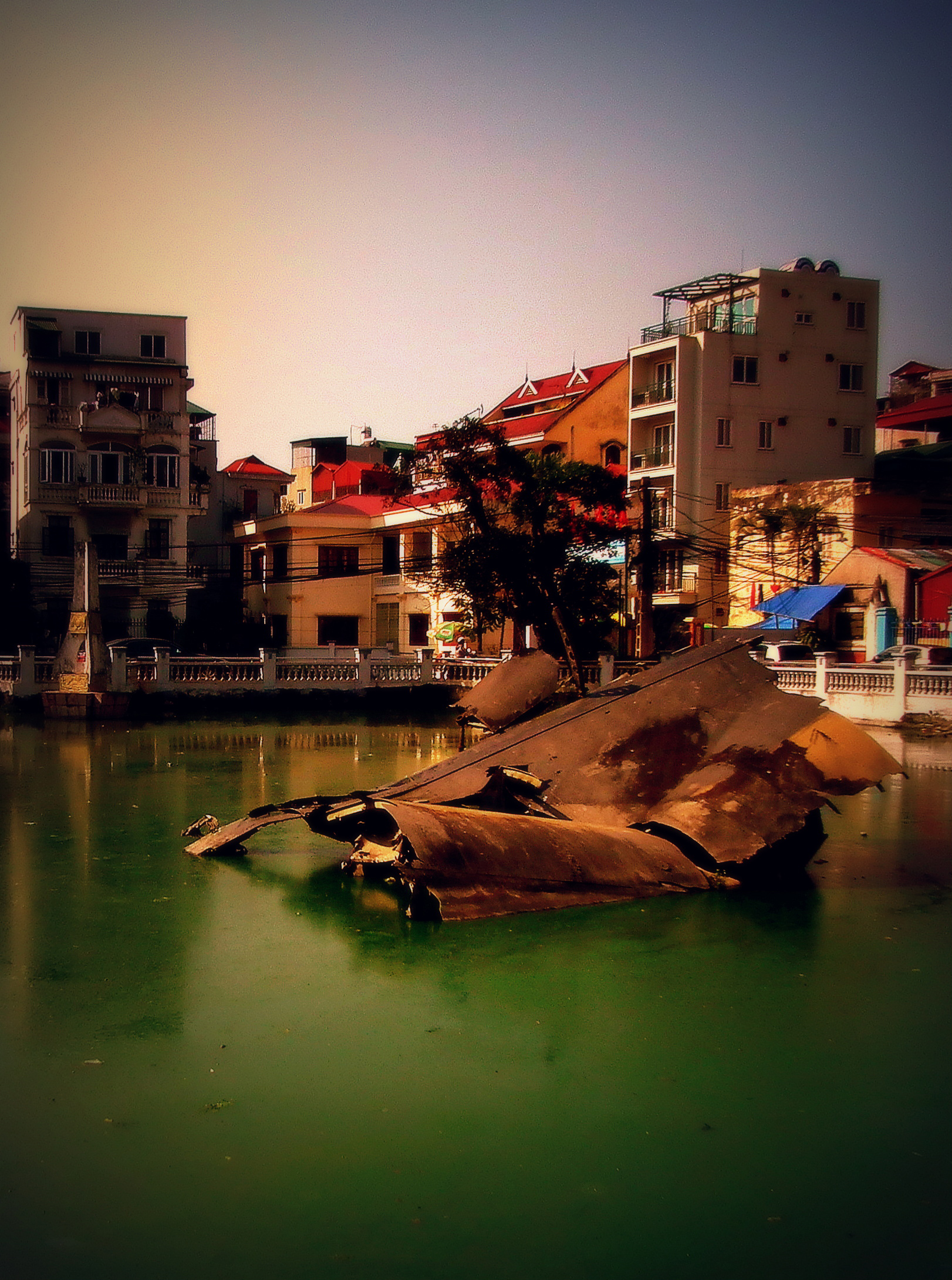
موقع حطام طائرة بي-52 ستراتوفورتريس بالقرب من متحف النصر بي-52 في هانوي. أسقطت خلال عملية الظهير 2، وتحول موقع سقوطها إلى نصب عسكري تذكاري.

وصف غابرييل غارثيا ماركيث ، الكاتب الفائز بجائزة نوبل ، فيتنام الجنوبية بأنها «جنة زائفة» عندما زار فيتنام بعد الحرب في عام 1980 ، وقال: «كانت تكلفة هذا الهذيان سخيفة: تم تشويه 360.000 شخص ، وأصبحت مليون امراة أرملة ، وتمارس 500.000 امرأة الدعارة، و 500.000 مدمن للمخدرات، ومليون مصاب بالتهاب السحايا السلي ، وأكثر من مليون جندي تابع للنظام القديم ، من المستحيل إعادة اصلاح هذا المجتمع وتحويله إلى مجتمع جديد ، ويعاني عشرة بالمائة من سكان مدينة هو تشي منه من أمراض خطرة عند انتهاء الحرب، وكان هناك 4 ملايين من الأميين في جميع أنحاء الجنوب.» استخدمت الولايات المتحدة حق النقض في مجلس الأمن لمنع حصول فيتنام على الاعتراف من قبل الأمم المتحدة ثلاث مرات.
بحلول عام 1975 ، فقدت فيت مين نفوذها على الشيوعيين الكمبوديين. وسقطت بنوم بنه عاصمة كمبوديا في أيدي الخمير الحمر في 17 أبريل 1975. وتحت قيادة بول بوت انتهج الخمير الحمر سياسة إبادة جماعية كان من شأنها أن تقتل أكثر من مليون شخص من أصل عدد سكان يبلغ حوالي 8 ملايين نسمة. وتعتبر واحدة من أكثر جرائم الإبادة الجماعية دموية في التاريخ.
مباشرة بعد نهاية الحرب توترت العلاقات بين فيتنام وكمبوتشيا الديمقراطية (كمبوديا) التي كان يحكمها الحزب الشيوعي المعروف بـ «الخمير الحمر». وردًا على احتلال الخمير الحمر لجزيرة فو كوك في 17 أبريل وجزيرة تهو تشو في 4 مايو 1975، بالإضافة إلى أنه كان يعتقد أن الخمير الحمر مسؤولين عن اختفاء 500 مواطن فيتنامي في ثو تشو، شنت فيتنام هجومًا مضادًا لاستعادة هذه الجزر. بعد عدة محاولات فاشلة للتفاوض من الجانبين ، في عام 1978 ، غزت فيتنام كمبوتشيا (كمبوديا) وطردت الخمير الحمر الذين كانوا مدعومين من قبل الصين من السلطة، في الحرب الفيتنامية الكمبودية. وردًا على ذلك ، غزت الصين فيتنام في عام 1979. وخاض البلدان حربا حدودية قصيرة ، عرفت باسم حرب الهند الصينية الثالثة أو الحرب الفيتنامية الصينية من عام 1978 إلى عام 1979، وغادر نحو 450.000 مواطن فيتنامي من أصل صيني فيتنام عن طريق القوارب كلاجئين أو طردوا بالقوة.
وأطاح تنظيم الباثيت لاو بالحكومة الملكية في لاوس في ديسمبر عام 1975. و أنشأوا جمهورية لاو الديمقراطية الشعبية وأصبحت تحت قيادة أحد أفراد العائلة المالكة وهو سوفانوفونج. ومع أن التغيير في النظام كان «سلميًا تمامًا، وكان ثورة مخملية آسيوية» - إلا أنه تم إرسال 30.000 موظف سابق إلى معسكرات إعادة التأهيل، وعانوا من ظروف قاسية لعدة سنوات.
ملايين القنابل العنقودية التي أسقطتها الولايات المتحدة على جنوب شرق آسيا جعلت المناطق الطبيعية خطيرة جدًا. ففي لاوس وحدها ، لم تنفجر حوالي 80 مليون قنبلة ولا تزال منتشرة في جميع أنحاء البلاد ، مما يجعل من الاستحالة زراعة أراضي واسعة، ويقتل أو يتشوه 50 مواطن لاوسي بسببها كل عام. وتشير التقديرات إلى أن المتفجرات التي لا تزال مدفونة في الأرض لن يتم إزالتها بالكامل حتى مرور بضعة قرون. أكثر من 3 ملايين شخص فروا من فيتنام ، لاوس ، وكمبوديا ، مسببين أزمة لاجئين الهند الصينية، وكان معظم الدول الآسيوية غير راغبة في قبول هؤلاء اللاجئين ، وكثير منهم فروا بالقوارب وأطلق عليهم اسم «أهل القوارب». بين عامي 1975 و 1998 ، أعيد توطين ما يقدر بـ 1.2 مليون لاجئ من فيتنام ودول جنوب شرق آسيا الأخرى في الولايات المتحدة ، في حين أعادت كندا وأستراليا وفرنسا توطين أكثر من 500.000 لاجئ، و قبلت الصين 25.000 شخص. ومن بين جميع بلدان الهند الصينية ، شهدت لاوس أكبر نزوح للاجئين حيث عبر 300.000 شخص من إجمالي عدد السكان البالغ 3 ملايين نسمة الحدود إلى تايلاند. وكان من بين صفوفهم «حوالي 90 بالمائة» من «المثقفين والفنيين والمسؤولين» في لاوس. وفقًا للمفوضية السامية للأمم المتحدة لشؤون اللاجئين قُتل ما يقدر بـ 200.000 إلى 400.000 من أهل القوارب الفيتنامية في البحر.

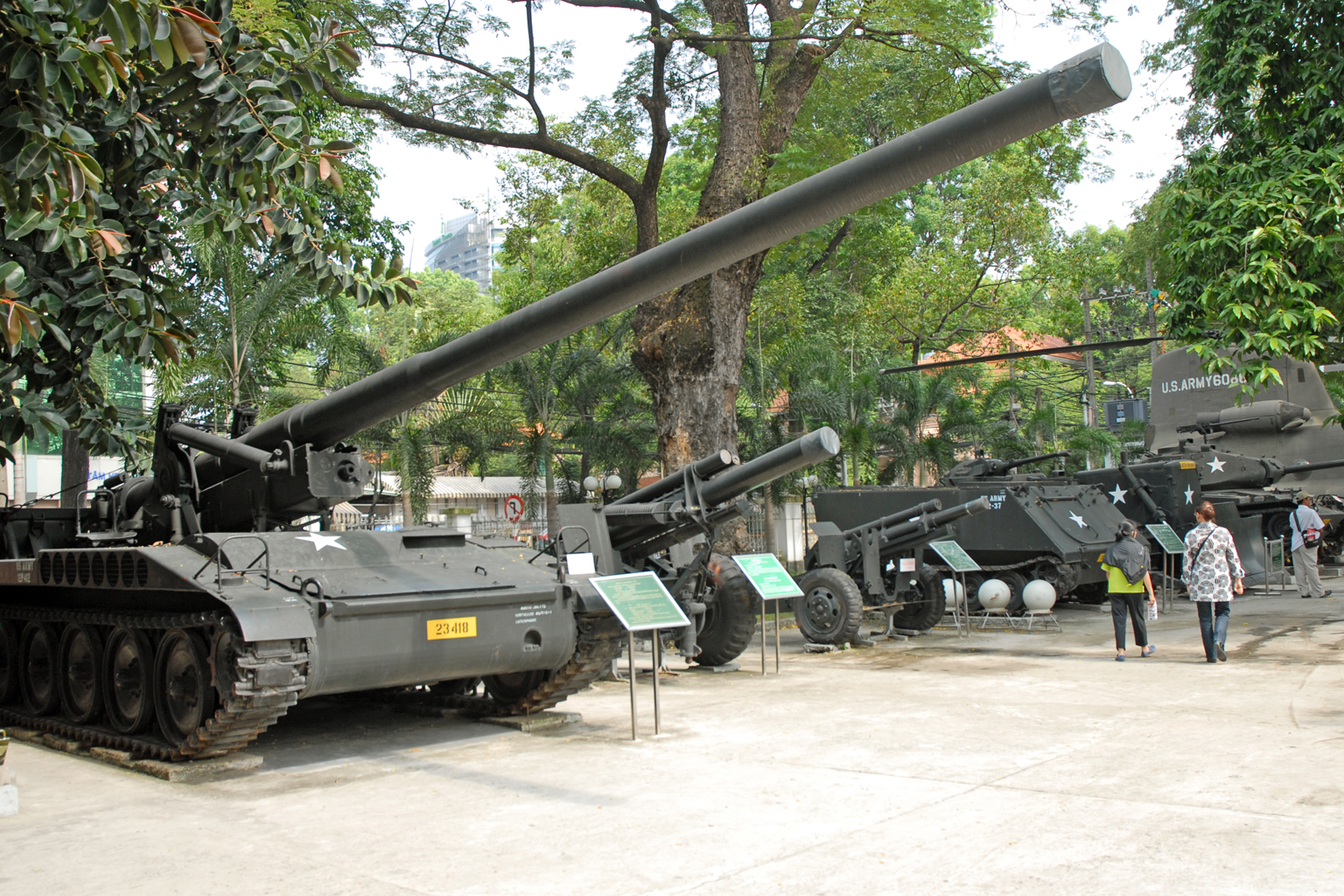
مدرعات وقطع مدفعية استولى عليها الفيت كونغ من القوات الامريكية والجيش الفيتنامي الجنوبي

كما تسبب العامل البرتقالي والمواد الكيميائية المماثلة المستخدمة من قبل الولايات المتحدة في عدد كبير من الوفيات والإصابات بما في ذلك طاقم القوات الجوية الأمريكية الذيبن تعاملوا معها في السنوات التي تلت الحرب. ولخصت تقارير علمية إلى أن اللاجئين الذين تعرضوا للمواد الكيميائية عندنا كانوا في جنوب فيتنام استمروا في الشعور بالألم في العينين والجلد وكذلك اضطرابات هضمية. في إحدى الدراسات ، عانى اثنان وتسعون بالمائة من المشاركين من التعب المستمر. وبعض النساء انجبن أطفال مصابين بتشوهات وعيوب خلقية. ولخصت التحليلات التلوية لأحدث الدراسات حول الارتباط بين العامل البرتقالي والعيوب الخلقية إلى أن هناك علاقة بينهما حيث أن تعرض أحد الوالدين للعامل البرتقالي في أي مرحلة من حياته سيزيد من احتمال إصابة أبنائه بعيوب خلقية. ويبدو أن التشوه الأكثر شيوعاً هو تشقق العمود الفقري. وهناك أدلة قوية على أن التشوهات الخلقية تستمر لمدة ثلاثة أجيال أو أكثر. في عام 2012 ، بدأت الولايات المتحدة وفيتنام بالتعاون على تنظيف المواد الكيماوية السامة من مطار دا نانغ الدولي ، مما يمثل المرة الأولى التي تشارك فيها واشنطن في تنظيف العامل البرتقالي في فيتنام.

### التأثير على الولايات المتحدة

#### وجهات النظر حول الحرب
| التكاليف العسكرية للولايات المتحدة | مساعدات عسكرية أمريكية لجنوب فيتنام | مساعدات اقتصادية أمريكية لجنوب فيتنام | المجموع       | المجموع (دولار 2015) |
| ---------------------------------- | ----------------------------------- | ------------------------------------- | ------------- | -------------------- |
| $111 مليار                         | $16.138 مليار                       | $7.315 مليار                          | $134.53 مليار | $1.020 تريليون       |

في فترة ما بعد الحرب الباردة ، جاهد الأميركيون لاستيعاب الدروس المستفادة من التدخل العسكري. و كما أشار الجنرال ماكسويل تيلور ، وهو أحد المهندسين الرئيسيين للحرب ، قائلا "أولا ، لم نكن نعرف أنفسنا. كنا نظن أننا ذاهبون إلى حرب كورية أخرى، ولكن هذا كان بلدًا مختلف. وثانيًا ، لم نكن نعرف حلفائنا الفيتناميين الجنوبيين... وكنا نعرف أقل من ذلك عن فيتنام الشمالية. من كان هو تشي منه؟ لا أحد يعرف حقا. لذلك ، حتى نعرف العدو ونعرف حلفائنا ونعرف أنفسنا ، فمن الأفضل الابتعاد عن هذا النوع من الأعمال القذرة. فان امرها خطير جدا. اخترع الرئيس رونالد ريغان مصطلح" متلازمة فيتنام "لوصف إحجام العامة والسياسيين الأمريكيين عن دعم المزيد من التدخلات الدولية بعد فيتنام. وفقا لاستطلاع أجرته مؤسسة غالوب عام 2004 ، اعتقد 62٪ من الأمريكيين أن خرب فيتنام كانت حربًا غير عادلة. وأظهر استطلاع الرأي العام الأمريكي في عام 1978 حوالي 72٪ من الأمريكيين الذين يعتقدون أن الحرب كانت "خاطئة وغير أخلاقية من الأساس" ، وبعد حوالي عقد من الزمن ، انخفضت النسبة إلى 66٪ ، وبحلول عام 1985 وحتى عام 2000 أظهرت استطلاعات الرأي بشكل ثابت أن 34-35٪ يعتقدون أن الحرب كانت خاطئة من الأساس. وغير أخلاقية. وأظهرت استطلاعات الرأي في عام 2000 ما يقرب من ثلث الأمريكيين يعتقدون أن الحرب كانت قضية نبيلة.

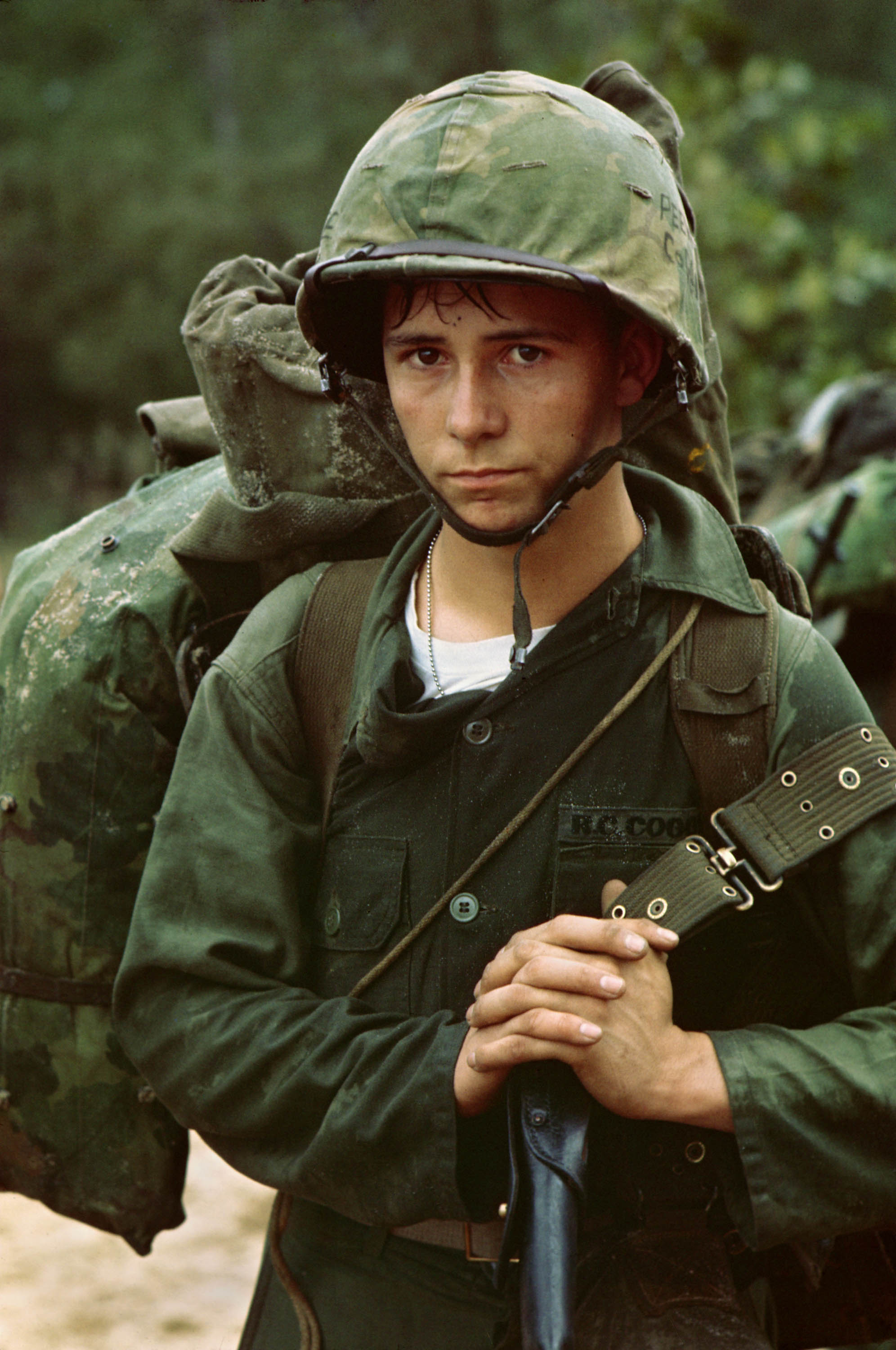
جندي شاب من مشاة البحرية ينتظر على الشاطئ أثناء نزول القوات البحرية في دا نانغ، 3 أغسطس 1965

واقترح البعض أن "مسؤولية الفشل الذريع لهذه السياسة [انسحاب أميركا من فيتنام] لا تقع على عاتق الرجال الذين قاتلوا ، ولكن على أولئك الموجودين في الكونغرس..." و مع ذلك ، فإن التاريخ الرسمي لجيش الولايات المتحدة ، يوضح ان "التكتيك غالبا ما كان بعيدا عن القضايا الكبرى ، والاستراتيجيات ، والأهداف. و بالرغم من ذلك، فإن الجيش في فيتنام شهد نجاحا تكتيكيا وفشل استراتيجي... و... إرث حرب فيتنام ... قد يكون هو الدرس الذي مفاده أن العوامل التاريخية والسياسية والثقافية والاجتماعية الفريدة تؤثر دائما على الجيش... و أن النجاح لا يعتمد فقط على التقدم العسكري ولكن على تحليل طبيعة الصراع بشكل صحيح ، و فهم إستراتيجية العدو ، وتقييم نقاط القوة والضعف في الحلفاء. التواضع الجديد والتطور الجديد ربما يشكل أفضل أجزاء التراث معقدة الذي تركته هذه الحرب الطويلة والمريرة في فيتنام للجيش.
ويرى البعض أن مسؤولية الفشل تعود إلى فشل العقيدة العسكرية الأمريكية وصرح وزير الدفاع روبرت ماكنامارا ان "تحقيق انتصار عسكري من جانب القوات الأميركية في فيتنام كان في الواقع وهم خطير." وعدم القدرة على دفع هانوي إلى طاولة المفاوضات من خلال القصف أيضًا أوضح خطأ آخر في الحسابات الاميركية. وهذا يدل على أن القدرات العسكرية الأمريكية لم تكن قادرة على تحقيق الأهداف السياسية المرجوة. وظهرت شكوك في فعالية القصف المستمرة على نطاق واسع. كما أشار رئيس أركان الجيش هارولد جونسون إلى أنه "أذا كان هناك شيئًا خرجنا به من فيتنام، فهو أن القوة الجوية لا يمكنها القيام بمثل هذه المهمة". حتى الجنرال وليام ويستمورلاند اعترف بأن القصف لم يكن فعال. و كما لاحظ ، "ما زلت أشك في أن الفيتناميين الشماليين كانوا سيرضخون." وكتب وزير الخارجية الأمريكي هنري كيسنجر في مذكرة سرية للرئيس جيرالد فورد ان "من حيث التكتيكات العسكرية ، لا يسعنا إلا أن نستنتج أن قواتنا المسلحة ليست ملائمة لهذا النوع من الحرب. حتى القوات الخاصة الذي كانت قد صممت لمثل تلك الحروب، لم تستطيع أن تنتصر.
القيادة الشمالية في هانوي كانت مؤلفة من الشيوعيين الشداد الذين ظلوا يحاربون من أجل الاستقلال لمدة ثلاثين عاما، ثم أصبحوا يسعون إلى توحيد فيتنام منذ اتفاقيات جنيف. ولم يزحزح القصف الأمريكي لفيتنام الشمالية عن أهدافهم، بل كانت نتائجه عكسية حيث حشدت الشعب في جميع أنحاء شمال فيتنام وحشدت الدعم الدولي لدعم لفيتنام الشمالية. هو تشي منه نقل عنه قوله : «يمكنك ان تقتل عشرة من رجالي مقابل كل واحد أقتله لك ... ولكن حتى في هذه الظروف فسوف تخسر وسأفوز.»
قضية الأسرى والمفقودين في حرب فيتنام استمرت لسنوات عديدة بعد انتهاء الحرب.

#### تكلفة الحرب
بين عامي 1965 و 1975 ، أنفقت الولايات المتحدة 168 مليار دولار على الحرب (1.02 تريليون دولار في السنة المالية 2015). هذا أدى إلى عجز كبير في الميزانية الفدرالية. أكثر من 3 ملايين أمريكي خدموا في حرب فيتنام ، حوالي 1.5 مليون منهم شاركوا في القتال في فيتنام. كتب جيمس إي ويسثيدر أنه «في ذروة التدخل الأمريكي في عام 1968، كان هناك 543.000 من العسكريين الأمريكيين في فيتنام ، لكن 80.000 فقط كانوا يعتبرون قوات قتالية.» وتم استعادت نظام التجنيد التطوعي بعد أن ألغى الرئيس الأميركي ريتشارد نيكسون عام 1973 التجنيد الإجباري إثر حرب فيتنام، والذي كان يعمل به منذ الحرب العالمية الثانية.
اعتبارًا من عام 2013 ، تدفع الحكومة الأمريكية للمحاربين القدماء في فيتنام وعائلاتهم أو الناجين أكثر من 22 مليار دولار سنويًا في المطالبات المتعلقة بالحرب.

#### التأثير على الجيش الأمريكي

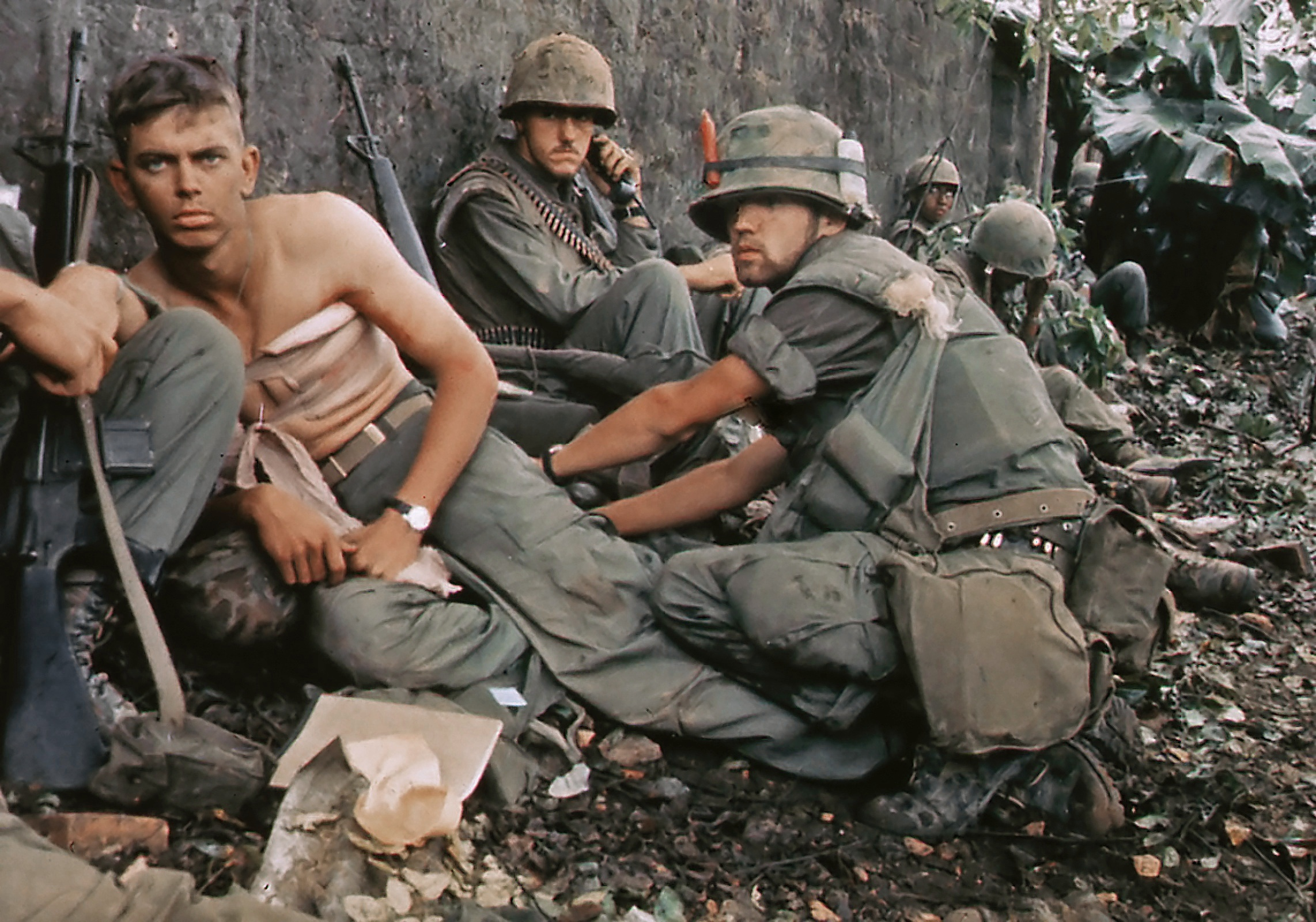
جندي تابع للمشاة البحرية يتم معالجة جروحه أثناء العمليات العسكرية في مدينة هو عام

وبحلول نهاية الحرب ، قُتل 58.220 جندي أمريكي، وأصيب أكثر من 150 ألف جندي ، وأصيب ما لا يقل عن 21.000 منهم بعاهات مستديمة. متوسط أعمار القوات الأمريكية التي قتلت في فيتنام كان 23.11 عامًا. وفقا لديل كوتر ، «من بين القتلى في الحرب، 86.3 في المئة كانوا من البيض ، و 12.5 في المئة كانوا من السود والباقي من أعراق أخرى.» و حوالي 830.000 من قدامى محاربي فيتنام عانوا من أعراض اضطراب الكرب التالي للصدمة النفسية. و ما يقدر بـ 125،000 من الأميركيون فروا إلى كندا لتجنب التجنيد الاجباري لفيتنام. وحوالي 50.000 من الجنود الأمريكيين فروا من الخدمة. في عام 1977 ، منح رئيس الولايات المتحدة جيمي كارتر عفو كامل وغير المشروط لجميع المتهربين من التجنيد في حقبة فيتنام.
مع استمرار حرب فيتنام بشكل غير حاسم ، أصبحت الحرب مكروهه من الشعب الأمريكي ، وتراجعت المعنويات وازدادت مشاكل الانضباط بين المجندين وضباط الصف الأميركيين. وأدى تعاطي المخدرات والتوترات العرقية وتزايد حالات الإهمال إلى محاولة قتل الضباط وضباط الصف غير المحبوبين بالقنابل اليدوية أو غيرها من الأسلحة وهذا أدى إلى خلق مشاكل حادة بالنسبة للجيش الأمريكي وأثرت على سير العمليات القتالية. بحلول عام 1971 ، كتب كولونيل في الجيش الأمريكي في مجلة القوات المسلحة: "بكل مؤشر يمكن تصوره ، جيشنا الموجود في فيتنام في حالة قريبة من الانهيار ، الوحدات العسكرية تتجنب أو ترفض القتال ، تقتل ضباطها وضباط الصف، متعاطون للمخدرات ، ومعنويات الجنود البعيدين عن مناطق الصراع منهارة ... المعنويات والانضباط وجدارة المعركة للقوات المسلحة الأمريكية ، مع بعض الاستثناءات البارزة ، أقل وأسوأ من أي وقت مضى. بين عامي 1969 و 1971 سجل الجيش الأمريكي أكثر من 700 هجوم من قبل الوحدات العسكرية على ضباطها. قُتل 83 ضابطًا وجُرح 650 شخصًا تقريبًا.

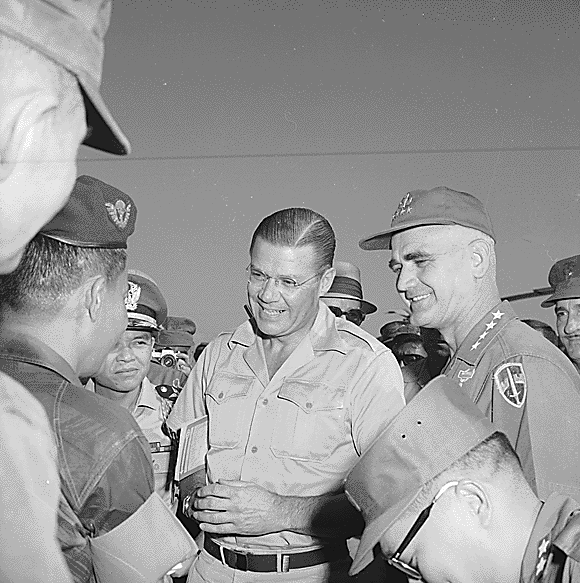
يتحدث وزير الدفاع روبرت ماكنامارا والجنرال وليام ويستمورلاند مع الجنرال تي حول الحرب في فيتنام.

وأدت حرب فيتنام إلى التشكيك في عقيدة الجيش الاميركي. جنرال فيلق مشاة البحرية فيكتور كرولاك انتقد بشدة استراتيجية الاستنزاف التي اتبعها ويستمورلاند وصفها بأنها «مضيعة لحياة الأميركيين... مع احتمال ضئيل للتوصل إلى نتيجة ناجحة.» كذلك ، برزت شكوك حول قدرة الجيش على تدريب القوات الاجنبية. الهزيمة أيضا أدت إلى ظهور تساؤلات مقلقة حول نوعية المشورة التي أعطيت للرؤساء المتعاقبون من قبل البنتاغون. [86]

## الجبهة الموحدة لتحرير العرقيات المضطهدة
تم تجنيد الأقليات العرقية في جنوب فيتنام مثل مونتانيار الذين يعيشون في المرتفعات الوسطى والهندوسيين وعرقية تشام المسلمة والبوذيين الخمير الحمر وزجهم في الحرب. كانت هناك إستراتيجية نشطة للفيت كونغ لتجنيد المونتانيار ومعاملتهم بشكل جيد وعدم اضطهادهم، لأن دورهم كان محوري للسيطرة على طرق التسلل. بعض الجماعات انقسمت وشكلت معاً الجبهة الموحَّدة لتحرير العرقيات المضطهدة، وتعرف اختصارًا بـ (FULRO). للقتال من أجل الحكم الذاتي أو الاستقلال. خاض FULRO حربًا ضد كل من الفيتناميين الجنوبيين المناهضين للشيوعية و الفيت كونغ الشيوعى، ثم انتقل FULRO للقتال ضد جمهورية فيتنام الاشتراكية الموحدة بعد سقوط فيتنام الجنوبية.

## آثار كيميائيات تساقط الأوراق الأمريكية

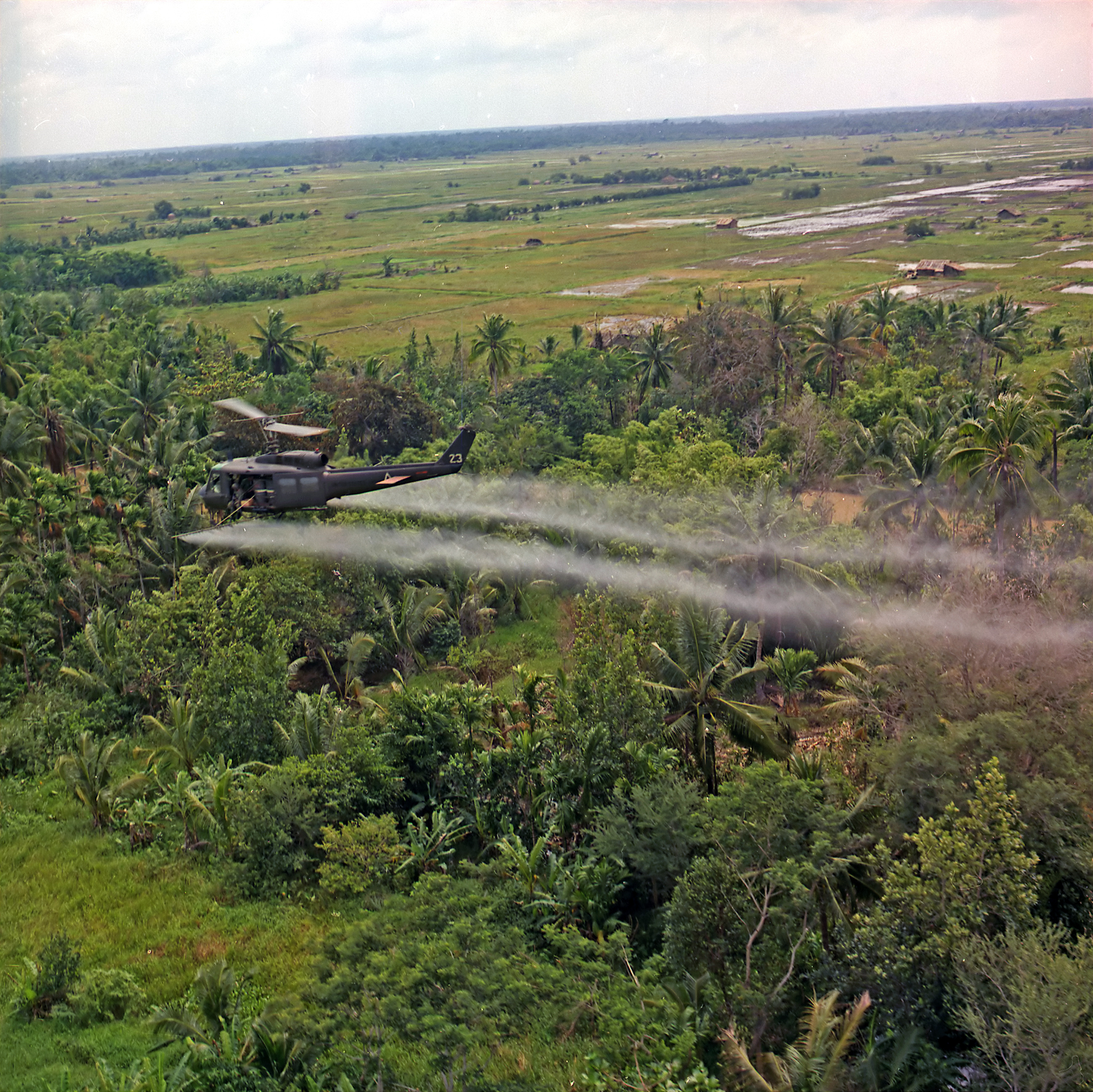
طائرة هليكوبتر أمريكية ترش المسقطات الكيماوية علي دلتا نهر ميكونغ في جنوب فيتنام

أحد الجوانب الأكثر إثارة للجدل في الجهد العسكري الأمريكي في جنوب شرق آسيا كان الاستخدام الواسع النطاق لكيماويات تساقط أوراق النباتات بين عامي 1961 و 1971. كانت تستخدم كيماويات التساقط في اجزاء كبيرة من الريف. هذه المواد الكيميائية استمرت في تغيير الأراضي ، و التسبب في الأمراض والتشوهات الخلقية ، وتسميم السلسلة الغذائية.
في وقت مبكر من الجهود العسكرية الأمريكية تقرر أنه نظرا لأن العدو يخبئ أنشطته تحت الغابات ثلاثية المظلة، يمكن أن يكون إسقاط أوراق بعض المناطق خطوة أولى مفيدة. كان هذا ينطبق بشكل خاص على النمو المحيط بالقواعد (الكبيرة والصغيرة على حد سواء) في ما أصبح يعرف باسم «عملية مزرعة اليد». شركات مثل شركة داو للكيماويات وشركة مونسانتو كلفت بمهمة تطوير مبيدات أعشاب لهذا الغرض. وأشار المسؤولون الأمريكيون إلى أن البريطانيين كانوا قد استخدموا سابقا مادة 2،4،5-T و 2،4-D (وهي مطابقة تقريبا للاستخدام الأمريكي في فيتنام) على نطاق واسع اثناء طوارئ الملايو في الخمسينيات من القرن الماضي من أجل تدمير الشجيرات ، والمحاصيل ، والأشجار في محاولة لحرمان المتمردين الشيوعيين من اخفاء الكمائن. وقد أخبر وزير الخارجية دين راسك الرئيس جون ف. كينيدي في 24 نوفمبر 1961 ، أن «استخدام كيماويات تساقط الأوراق لا ينتهك أي قاعدة في القانون الدولي بشأن الحرب الكيميائية، وهو تصرف مقبول للحرب، وقد تم استخدامها من قبل البريطانيين أثناء حالة الطوارئ في مالايا من خلال رش الطائرات للمحلول الكيميائي فوق المحاصيل لتدميرها.»

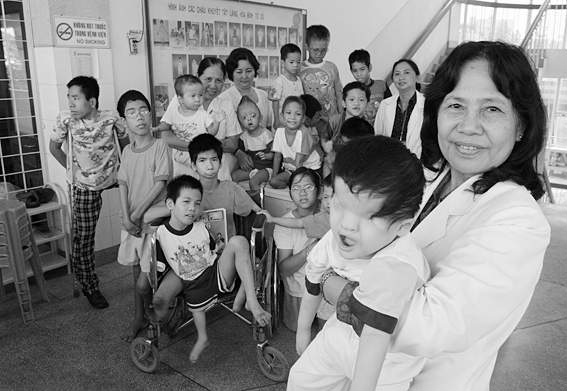
الأطفال المعوقون في فيتنام معظمهم من ضحايا العامل البرتقالي.

المسقطات ، التي وزعت في براميل، عُلِمت باستخدام رموز من الألوان، وقد شملت  «مبيدات قوس قزح» العامل الزهري والعامل الأخضر  والعامل البنفسجي والعامل الأزرق والعامل الأبيض، وأشهرها العامل البرتقالي ، والذي شمل الديوكسين كمنتج ثانوي بجانب صناعته. حوالى 12 مليون غالون (45،000،000 لتر) من العامل البرتقالي تم رشها على منطقة جنوب شرق آسيا خلال التدخل الأميركي. و كانت دلتا نهر ميكونغ الهدف الرئيسي لـ«عملية مزرعة اليد»، حيث كانت زوارق دوريات لبحرية الأمريكية عرضة للهجوم من الفيت الكونغ المختبئين خلف شجيرات على حافة المياه.
و في عامي 1961 و 1962 ، أذنت إدارة كينيدي باستخدام المواد الكيميائية لتدمير محاصيل الارز. و بين عامي 1961 و 1967 ، رشت القوات الجوية الأمريكية 20 مليون غالون (75,700,000 لتر) من مبيدات الأعشاب المركزة على أكثر من 6 ملايين فدان (24،000 كم2) من المحاصيل والاشجار ، مما أثر على ما يقدر ب 13 ٪ من الأراضي في جنوب فيتنام. في عام 1965 ، تم رش 42 ٪ من جميع مبيدات الأعشاب على المحاصيل الغذائية. و سبب آخر لاستخدام هذه المبيدات كان لطرد السكان المدنيين إلي المناطق التي تسيطر عليها جمهورية فيتنام الجنوبية.
حاول الضحايا الفيتناميون المتضررون من العامل البرتقالي رفع دعوى قضائية ضد شركة داو للكيماويات وغيرها من الشركات المصنعة للكيماويات في الولايات المتحدة ، ولكن قاضي المحكمة جاك برتراند واينشتاين رفض قضيتهم. و في عام 2006 ، قدرت الحكومة الفيتنامية أن هناك أكثر من 4،000،000 من ضحايا التسمم بمادة الديوكسين في فيتنام ، على الرغم من أن حكومة الولايات المتحدة تنفي أي علاقة علمية قاطعة بين العامل البرتقالي وتسمم الضحايا الفيتناميين بمادة الديوكسين. في بعض المناطق في جنوب فيتنام مستويات الديوكسين بقيت أكثر 100 مرة من المعايير الدولية المقبولة.
و قد ادرجت إدارة محاربي الولايات المتحدة القدامى سرطان البروستاتا ، وسرطان الرئة ، والورم النخاعي المتعدد والنوع الثاني من السكري ، ومرض هودجكين ، ولمفوما ، و الأنسجة اللينة كابوزي ، وعد كلوري المنشأ، وبرفيرية جلدية آجلة ، اعتلال الأعصاب المحيطية ، وتشقق العمود الفقري لدى الأطفال الذين تعرضوا لعامل البرتقالي. و بالرغم من أن هناك الكثير من النقاش حول ما إذا كان استخدام هذه المسقطات يشكل انتهاكا لقوانين الحرب ، إلا أن المسقطات لم تعتبر أسلحة ، لأن التعرض لها لا يؤدي إلى الموت الفوري أو العجز.

## جرائم الحرب

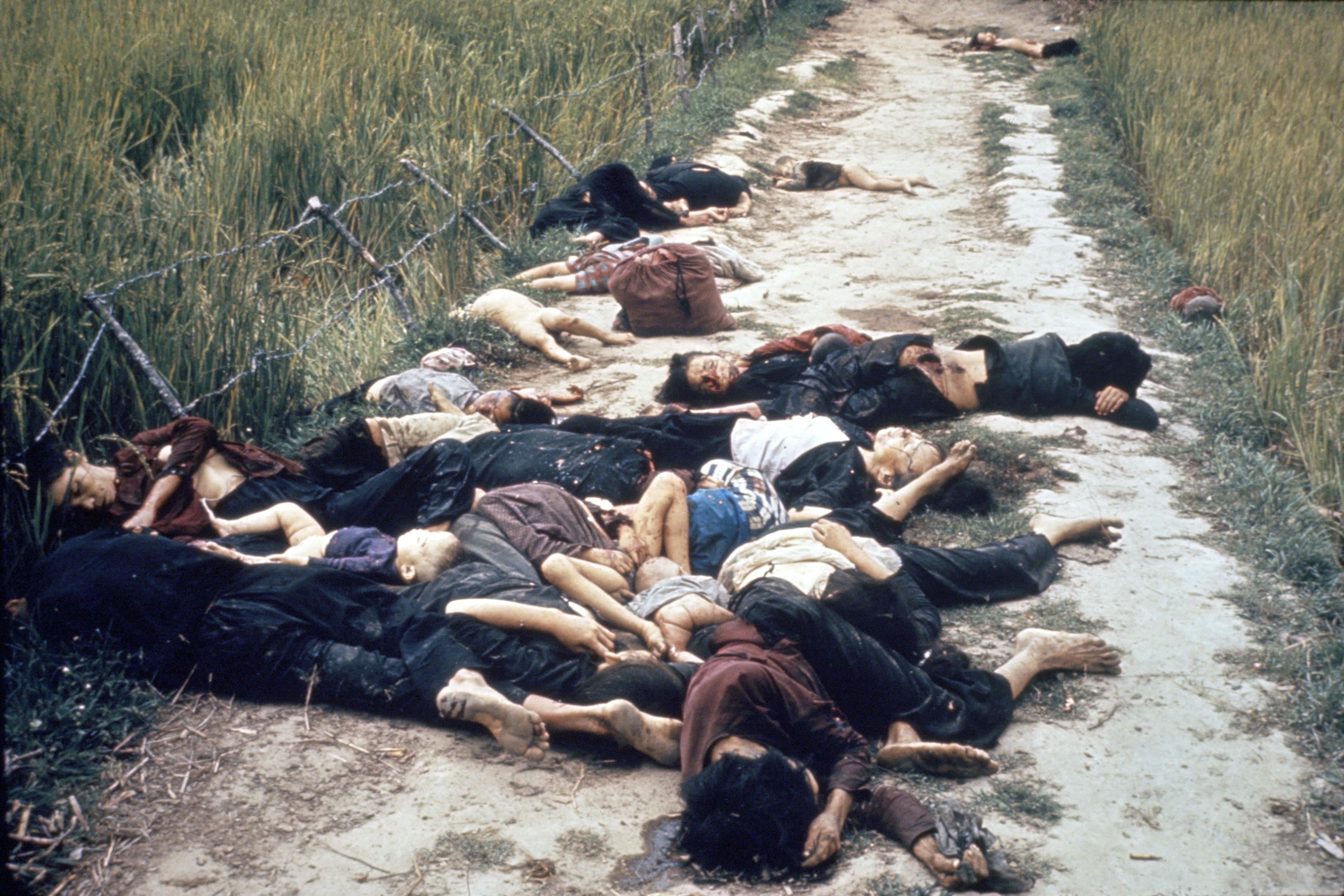
ضحايا مجزرة ماي لاي

وقع عدد كبير من جرائم الحرب أثناء حرب فيتنام. وارتكبت الجرائم من كلا الطرفين أثناء النزاع ، وشملت جرائم الحرب: عمليات الإغتصاب، ومجازر للمدنيين، وقصف أهداف مدنية، والإرهاب، واستخدام التعذيب على نطاق واسع، وقتل أسرى الحرب. وكذلك كانت هناك جرائم شائعة مثل السرقة والحرق وتدمير الممتلكات التي لا تبررها الضرورة العسكرية.

### جرائم سايغون وحلفائها
في عام 1968 ، تم إنشاء مجموعة عمل جرائم حرب فيتنام (VWCWG) من قبل فرقة عمل البنتاغون في أعقاب مجزرة ماي لاي، في محاولة للتأكد من صحة الادعاءات التي ظهرت بعد جرائم الحرب المنسوبة للقوات المسلحة الأمريكية في فيتنام. كانت جريمة الحرب الوحيدة التي لم يتم التحقيق فيها أو تقديمها لتوجيه الاتهام هي مجزرة ثوي بو في حين أن مجزرة ابن ثانغ تم التحقيق مع مرتكبيها في محكمة عسكرية، وخدم المتورطين في المجزرة أقل من سنة في السجن.

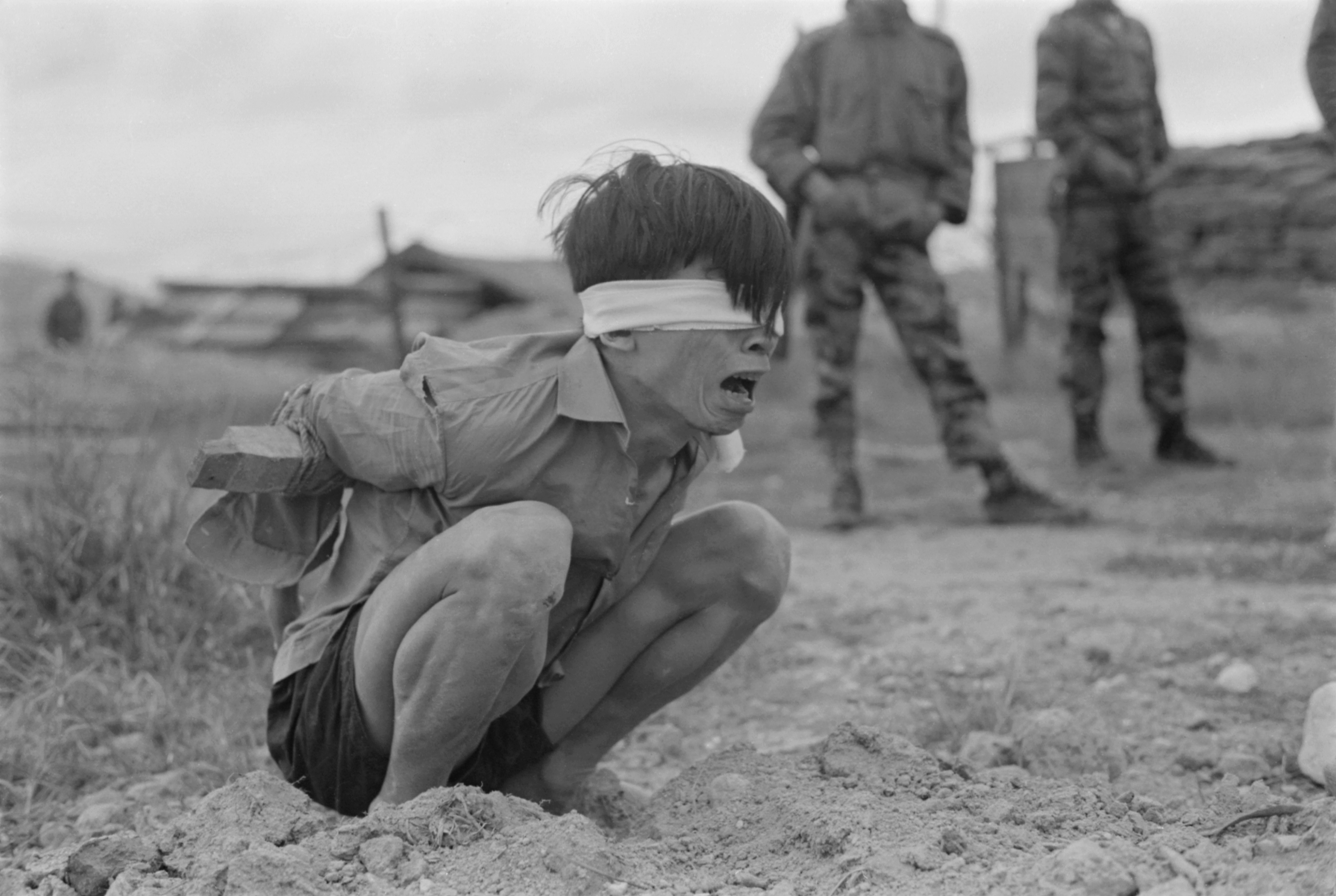
سجين مشتبه به بأنه عضو في الفيت كونغ في انتظار التحقيق معه. قبض عليه في عام 1967 من قبل الجيش الأمريكي وقد تم وضعه بشكل يعرف بـ "وضعية التوتر" حيث يتم ربط لوحة بين ذراعيه..

جزء من جرائم الحرب التي أُبلغت بها السلطات العسكرية والتي أشارت لها أقوال الشهود والتقارير أن 320 جريمة حدثت فعلًا. تضمنت الحالات الموثقة 7 مجازر بين عامي 1967 و 1971 قُتل فيها 137 مدنياً على الأقل ؛ ثمان وثمانون هجوماً آخر استهدف غير المقاتلين مما أدى إلى مقتل 57 شخصاً على الأقل وجرح 56 شخص و 15 اعتداء جنسي ؛ مائة وواحد وأربعون حالة تعذيب للمدنين وأسرى الحرب من قبل الجنود الأمريكيين باليد أو بالعصي أو بالهراوة أو بالماء أو بالصدمة الكهربائية. قامت الصحافة في السنوات التي تلت ذلك بتوثيق أعداد كبيرة من جرائم الحرب التي تم تجاهلها والتي لم يتم التحقيق فيها والتي تورطت بها فِرق من الجيش الأمريكي، واحدة من جرائم الحرب البارزة التي لم يتم التحقيق فيها هي جرائم فرقة قوة النمر التي ارتكبت فضائع شنيعة أثناء الحرب. يقدر رومل أن القوات الأمريكية ارتكبت حوالي 5.500 عملية قتل متعمدة بين عامي 1960 و 1972.

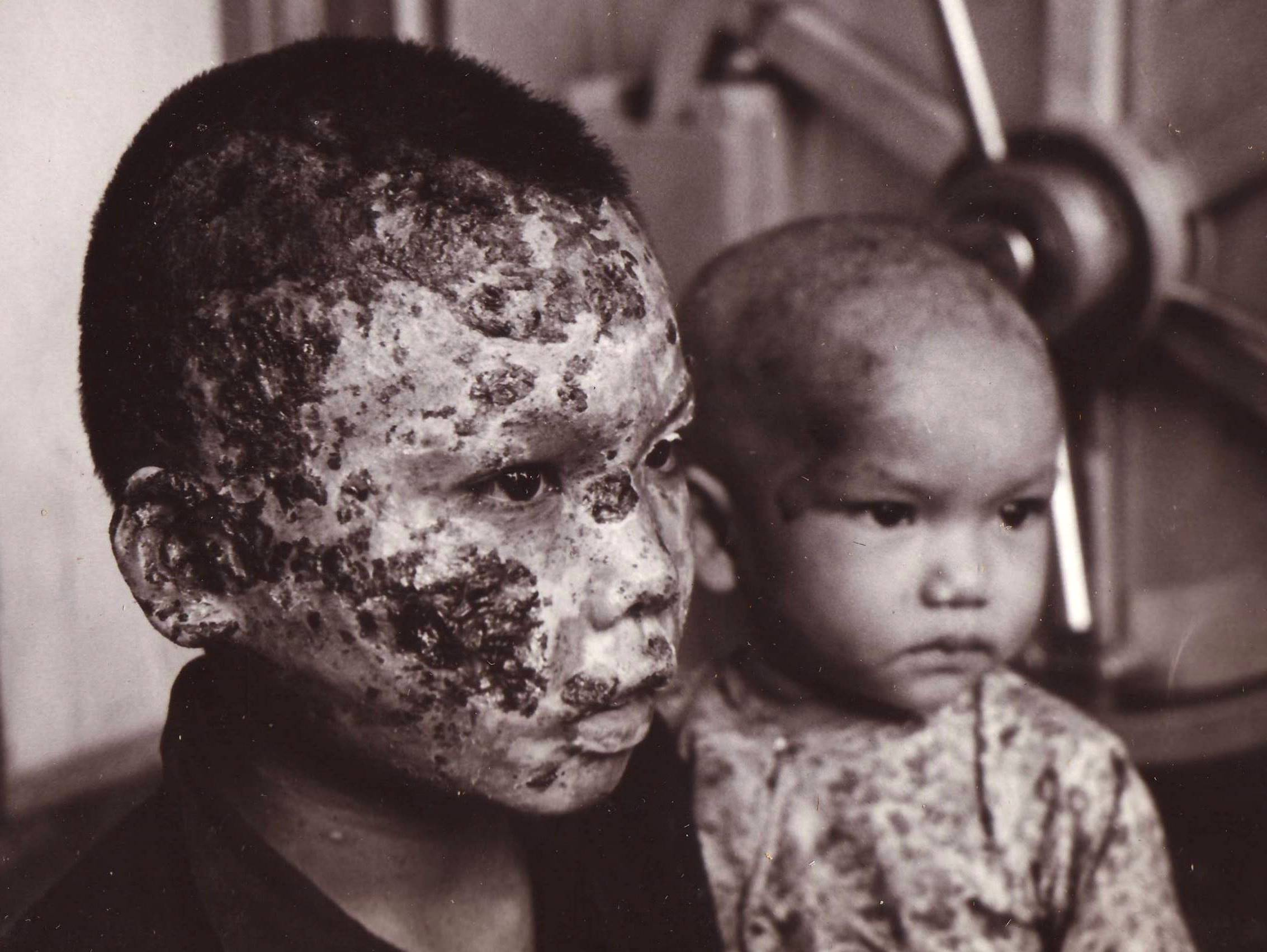
ضحايا احتراق النابالم أثناء الحرب يتم رعايتهم في مستشفى الدعم القتالي السابع والستين.

قامت الولايات المتحدة بانشاء العديد من مناطق النار الحرة كوسيلة لمنع مقاتلي الفيت كونغ من الاختباء في القرى الفيتنامية الجنوبية. هذه الاستراتجية، تقوم على افتراض أن أي فرد يظهر في مناطق النار الحرة هو مقاتل عدو يمكن استهدافه بحرية بالأسلحة، يعتبر الصحفي لويس إم سيمونس فكرة مناطق النار الحرة «انتهاكًا صارخًا لقوانين الحرب». ويقول نيك تورس في كتابه الصادر في 2013 ، بأن قتل أي شيء يتحرك كان من أجل زيادة أعداد الجثث وكان يعتبر حينها عدد الجثث دليل على الانتصار في الولايات المتحدة، وكان المدنيين الذين يركضون هربًا من الجنود أو طائرات الهليكوبتر إلى مناطق النار الحرة يتم اعتبارهم أنهم الفيت كونغ، وازدراء المدنيين الفيتناميين من قبل القوات الأمريكية جميعها أدت إلى خسائر كبيرة في صفوف المدنيين وارتكاب جرائم الحرب. أحد الأمثلة التي استشهد بها نيك تورس هو «عملية سبيدي اكسبرس»، وهي عملية نفذتها فرقة المشاة التاسعة ، والتي وصفها جون بول فان بأنها «أكبر من مجزرة ماي لاي». وقد أشار تقرير نشرته مجلة نيوزويك إلى أن 5.000 مدني على الأقل قد قُتلوا خلال ستة أشهر من «عملية سبيدي اكسبرس»، وتم استرداد حوالي 748 سلاحًا اثناء العملية.

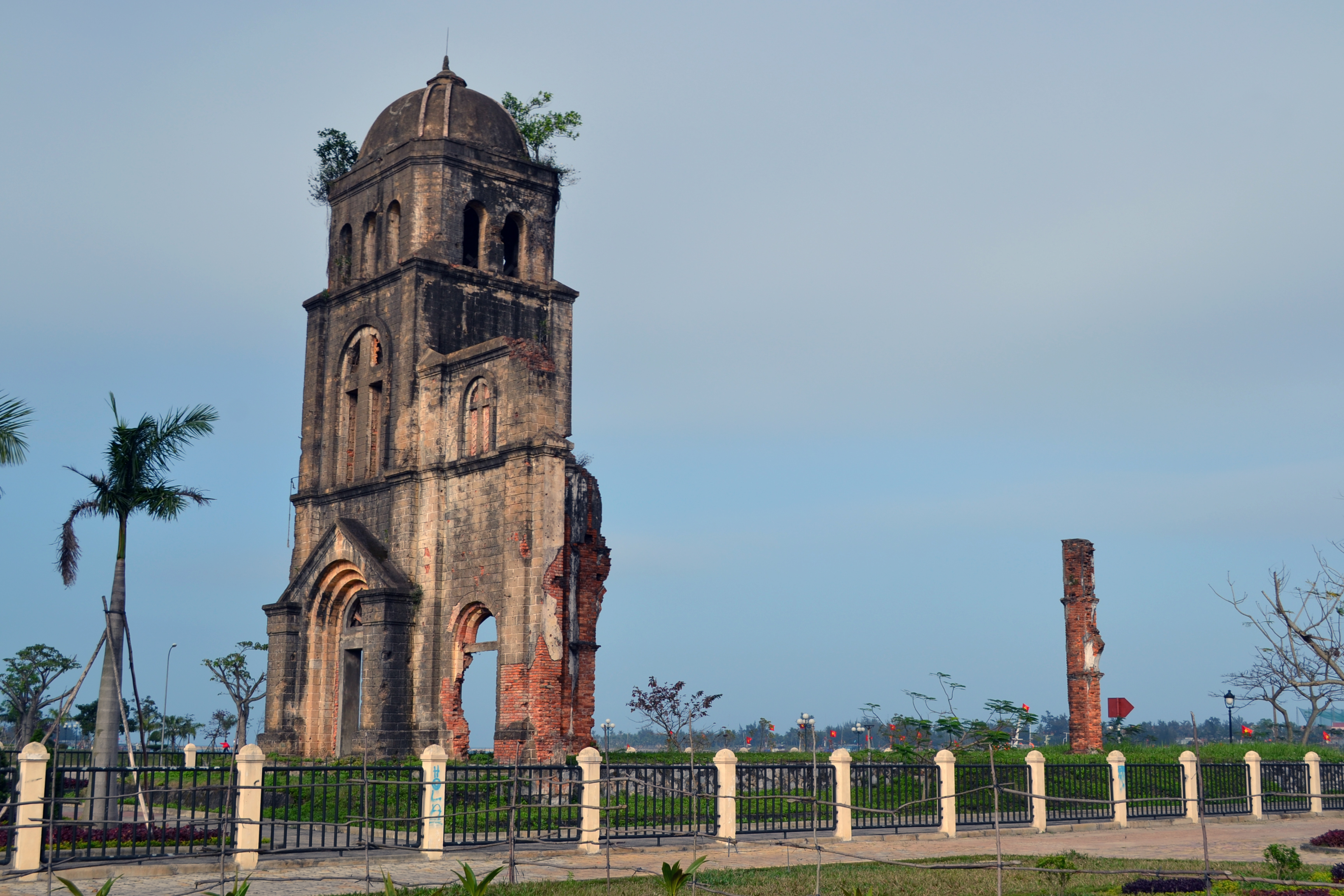
كنيسة تام تاو في دونج هوي ، بـمحافظة كوانغ بنه. تم تدمير معظم المدينة والكنيسة خلال قصف طائرات بي-52 في عام 1965.

البروفيسور رودولف رومل قدر عدد القتلى من المدنيين الفيتناميين الجنوبيين في فيتنام الجنوبية خلال حقبة ديم بـ 39.000 قتيل. وفي الفترة من 1964 إلى 1975، قدر روميل عدد القتلى من المدنيين الفيتناميين الجنوبيين بـ 50.000 قتيل. وبالتالي فإن إجمالي عدد المدنيين الفيتناميين الجنوبيين الذين قتلوا بين عام 1954 و 1975 هو 89.000 قتيل. يرجح بنجامين آي فالنتينو أن عدد القتلى المدنيين بين 110.000 و 310.000 في المذابح التي ارتكبتهاالقوات الأمريكية والفيتنامية الجنوبية أثناء الحرب. كذلك قتل مابين 26.000 إلى 41.000 من المدنيين المواليين للفيت كونغ أثناء برنامج فينيكس التي قامت بتنفيذه أجهزة المخابرات والأمن للولايات المتحدة وجنوب فيتنام.
كثيرًا ما كان يتم تعذيب أسرى الحرب والسجناء المدنيين ومعاملتهم بشكل سيئ من قبل الفيتناميين الجنوبيين. وأثناء زيارة عضو الكونغرس الأمريكي أوغستوس إف هوكينز ووليام أر. أندرسون إلى سجن كون سون في عام 1970 ، رأو المعتقلين إما محبوسين في أقفاص للحيوانات أو مقيدون في زنزاناتهم، وكان يقدم لهم طعامًا سيئًا. وجد مجموعة من الأطباء الأمريكيين الذين يقومون بالتفتيش على السجن في نفس العام أن العديد من النزلاء يعانون من أعراض ناجمة عن المعاملة السيئة والتعذيب. وأثناء زيارة اللجنة الدولية للصليب الأحمر لمراكز الاعتقال المؤقتة التي تديرها الولايات المتحدة في 1968 و 1969 ، سجلت اللجنة الدولية للصليب الأحمر العديد من حالات التعذيب والمعاملة اللاإنسانية للمحتجزين قبل تسليمهم للسلطات الفيتنامية الجنوبية. وهناك العديد من الادلة على تورط حكومة جنوب فيتنام بالتعذيب بالتواطؤ مع وكالة المخابرات المركزية.
كما تم توجيه العديد من الاتهامات بارتكاب جرائم حرب للقوات الكورية الجنوبية. وأحد المجازر الموثقة والتي تم التأكد منها هي مجزرة فونغ نو وفونغ نهات حيث ورد أن لواء المارينز الثاني لجيش كوريا الجنوبية قتلوا ما بين 69 و 79 مدنياً في 12 فبراير 1968 في قرية فونغ نو وفونغ نيت، بمنطقة شين باين بمقاطعة كوانغ نام في جنوب فيتنام. كما اتُهمت القوات الكورية الجنوبية بارتكاب مجازر أخرى ، مثل: مجزرة بانه هوا ، ومجزرة بينه تاي ، ومجزرة ها ماي، ومجزرة بينه آن تايني فينه.

### جرائم هانوي وحلفائها

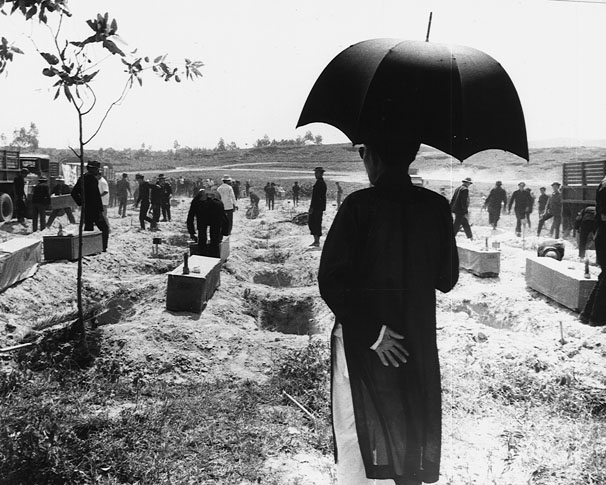
دفن ضحايا مجزرة هوى

وزارة الدفاع الأمريكية قدرت عدد ضحايا المذابح التي ارتكبتها قوات جيش فيتنام الشمالي والفيت كونغ بـ 36.000 قتيل، وقدرت عمليات الخطف بـ 58.000 عملية خطف بين عامي 1967 و 1972. وتشير الإحصائيات الخاصة بالفترة ما بين عامي 1968 و 1972 إلى أن «حوالي 80٪ من ضحايا المذابح كانوا مدنيين عاديين وأن حوالي 20٪ فقط كانوا مسؤولين حكوميين ، أو رجال شرطة ، أو أعضاء في قوات الدفاع الذاتي ، أو كوادر السلام.» ويرى بنجامين آي فالنتينو أن المتسبب بقتل مابين 45.000 و 80.000 مدني هم الفيت كونغ. تضمنت تكتيكات الفيت كونج القصف المدفعي المتكرر للمدنيين في مخيمات اللاجئين، ووضع الألغام على الطرق السريعة التي يرتادها القرويون وهم ينقلون بضائعهم إلى الأسواق في المدن. كما وضعت ألغام في الطرق مخصوصة للمركبات الثقيلة أي انها لا تتفعل وتنفجر إلا بمرور المركبات الثقيلة، مما تسبب في مذابح كبيرة بسبب انفجار الحافلات المدنية مكتظة بالركاب.
من بين الأعمال الوحشية البارزة التي ارتكبتها الفيت كونغ هي مجزرة هوي التي راح ضحيتها أكثر من 3.000 مدني غير مسلح أثناء هجوم تيت، وأيضا مجزرة أوك سان التي راح ضحيتها 252 مدنيا. وأفادت التقارير أن 155.000 لاجئ الذين فروا من الهجوم الأخير لفيتنام الشمالية والذي يعرف بـ «هجوم الربيع» قد تعرضوا للقتل والخطف على الطريق المؤدية إلى توي هوا في عام 1975. وفقا لرودولف رومل، قتل الفيتناميون الشماليون والفيت كونغ 164.000 من المدنيين في مجازر مختلفة بين عامي 1954 و 1975 في جنوب فيتنام، وقيل أن 50.000 منهم قتلوا جراء القصف المدفعي على قوات جيش فيتنام الجنوبي خلال التراجع إلى توي هوا. وعرفت فيتنام الشمالية أيضًا بالمعاملة السيئة واللاإنسانية لأسرى الحرب الأمريكيين ، وعلى الأخص في سجن هاز المعروف أيضًا باسم هانوي هيلتون، حيث تم استخدام التعذيب للحصول على الاعترافات.

## المرأة في حرب فيتنام

### الممرضات الأمريكيات

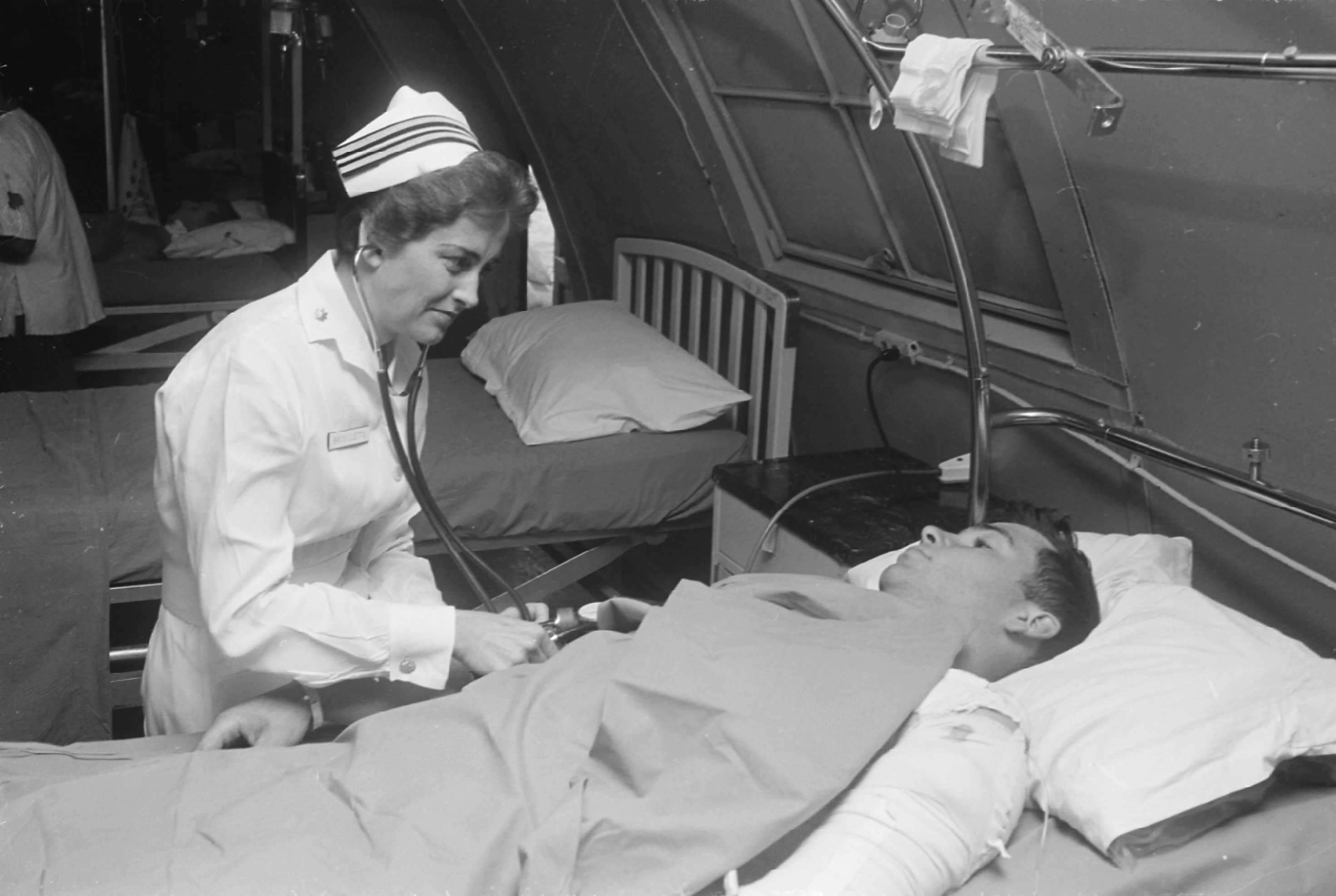
دا نانغ، فيتنام الجنوبية عام 1968

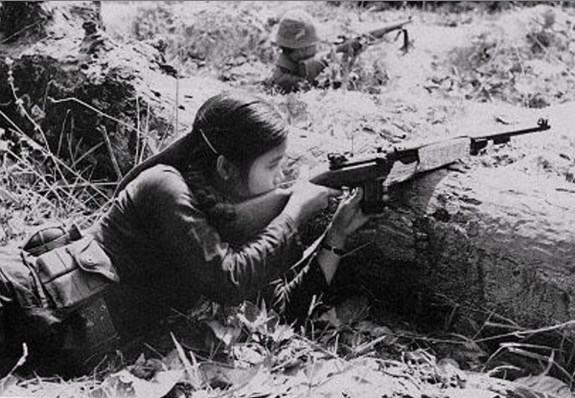
جندية تابعة للفيت كونع

خلال حرب فيتنام ، شاركن النساء الأميركيات في الخدمة بالقيام بمجموعة متنوعة من الوظائف. في عام 1963، أطلق فيلق التمريض بالجيش الأمريكي «عملية العندليب»، وهو جهد مكثف لتجنيد الممرضات للعمل في فيتنام. يعتبر الملازم أول شارون لين الممرضة العسكرية الوحيدة التي قتلت بنيران الفيت كونغ أثناء الحرب في 8 يونيو 1969. وإليانور أرديل فيتي أحد الأطباء المدنيين تم اختطافها من قبل الفيت كونغ في 30 مايو 1962، في بون ما ثووت، ولا تزال إليانور أرديل فيتي الأمريكي الوحيد الذي لم يعرف مصيره حتى يومنا هذا.

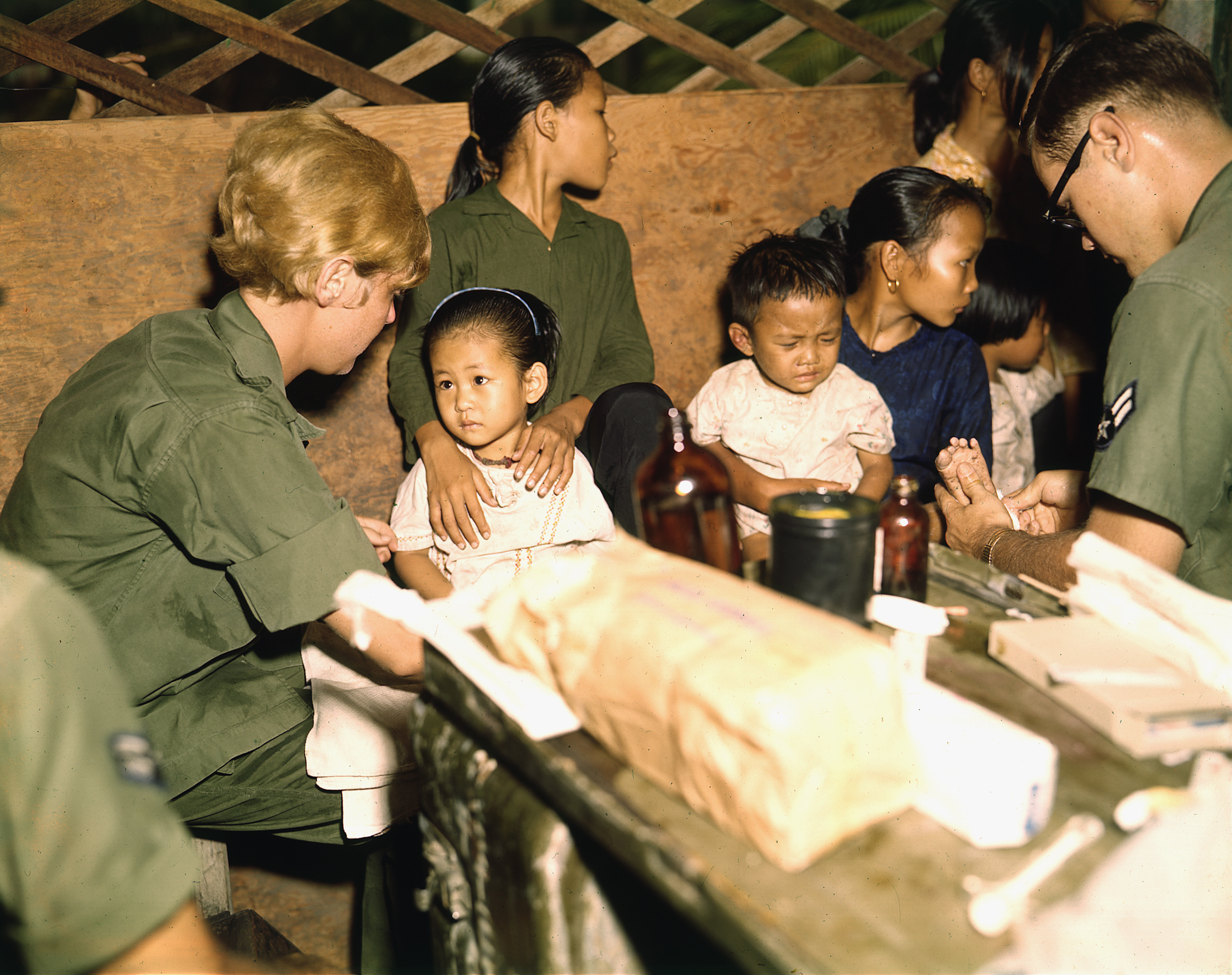
ممرضة تعالج طفلاً فيتناميًا عام 1967

على الرغم من أنه تم تعيين عدد صغير من النساء في مناطق القتال، إلا أنه لم يُسمح لهن بالاتصال مباشرة مع العدو. وجميع النساء اللواتي خدمن في الجيش كانوا متطوعات فقط. بحلول عام 1973، خدم ما يقرب من 7.500 امرأة في فيتنام. على الرغم من أن الممرضات العسكريات كن يعشن في بيئة شديدة الذكورية، إلا أنه لم يتم الإبلاغ إلا عن عدد قليل جدا عن حالات التحرش الجنسي.

### المرأة الفيتنامية
على عكس النساء الأميركيات اللواتي ذهبن إلى فيتنام ، تم تجنيد كل من نساء جنوب وشمال فيتنام وحاربن في مناطق القتال. تم تجنيد النساء في كل من الجيش الفيتنامي الشمالي وقوات الفيت كونغ في جنوب فيتنام ، وكان انضمام الكثير منهن في الصراع بسبب الوعود التي قدمت لهن مثل المساواة ودور اجتماعي أكبر داخل المجتمع. كما عملت بعض النساء في أجهزة الاستخبارات التابعة لفيتنام الشمالية والفيت كونغ. وكان نائب القائد العسكري للجيش الفيتنامي الشمالي امرأة وهي الجنرال نغوين ثي دنه. وشاركت جميع الوحدات النسائية طوال فترة الحرب، بدءاً من القوات القتالية المتواجدة في الخطوط الأمامية مرورًا بوحدات الدفاع الجوي وحتى وحدات الاستطلاع وغيرها من الوحدات التي توفر المعلومات الاستخبارية. كما كان هناك فرق قتالية نسائية موجودة في منطقة سو اتشي. كما شاركت القوات النسائية في معركة هيو. وتطوع أعداد كبيرة من النساء من جميع أنحاء فيتنام الشمالية للعمل على تزويد وحدات الدفاع الجوي ببطاريات مضادة للطائرات ، وتوفير الأمن في القرى ، فضلاً عن تقديم الخدمات اللوجيستية على طريق هو تشي منه. وأيضًا تم دمج العديد من النساء مع فرق الذكور العسكرية على خط المواجهة، حيث كان يعملن كأطباء وممرضين. كما ذاع صيت أنغ ثاي ترام بعد نشر يومياتها بعد أن قتلت على يد القوات الأمريكية. كما كانت نغوين ثون بونه وزيرة خارجية الفيت كونغ ثم أصبحت وزيرة خارجية الحكومة الثورية المؤقتة لجمهورية جنوب فيتنام فيما بعد.

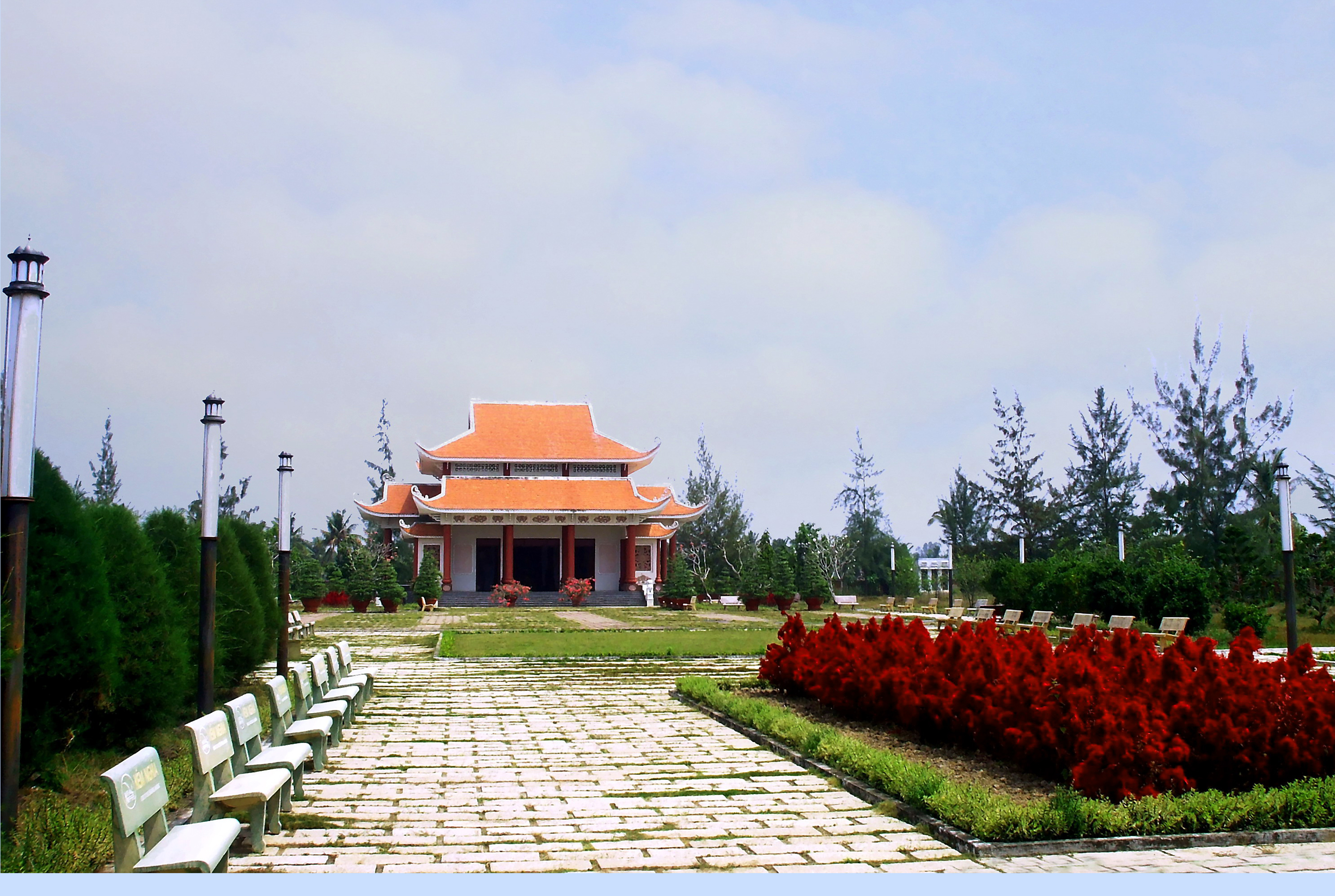
معبد تذكاري لـ نغوين ثو آنه التي قادت فرقة «جيش طويل الشعر» التابعة للفيت كونغ.

في جنوب فيتنام ، خدم العديد من النساء طواعية في فيلق القوات المسلحة النسائية بالجيش الفيتنامي الجنوبي بالإضافة إلى الفرق النسائية الأخرى المختلفة في الجيش. البعض ، مثل فيلق القوات المسلحة النسائية قاتل في مناطق الصراع الملتهبة. وخدم بعضهن كممرضات وأطباء في ساحة المعركة وفي المستشفيات العسكرية ، أو خدموا في جهاز الاستخبارات لجنوب فيتنام أو وكالة المخابرات المركزية. خلال رئاسة نغو دينه ديم، كانت مدام نهو قائدة فيلق القوات المسلحة النسائية. كما انضم العديد من النساء إلى ميليشيات قوات الدفاع الذاتي الشعبية بشكل طوعي.
وشهدت الحرب هروب أكثر من مليون شخص من المناطق الريفية أو من مناطق القتال إلى المدن ، ولا سيما سايغون. ومن بين اللاجئين الداخليين العديد من النساء الشابات اللواتي أصبحن يعملن في مجال الدعارة في كل مكان في فيتنام الجنوبية ويقدمن أنفسهن للجنود الأمريكيين أو لجنود الحلفاء. وكان يحيط بالقواعد الأمريكية الحانات وبيوت الدعارة.
جاءت 8.040 امرأة فيتنامية إلى الولايات المتحدة كعروس حرب بين عامي 1964 و 1975. وقد ترك العديد من الجنود الامريكين أطفالهم في فيتنام عندما عادوا إلى الولايات المتحدة بعد قيامهم بواجبهم في جنوب فيتنام. وقد سمح لـ 26.000 منهم بالهجرة إلى الولايات المتحدة في الثمانينات والتسعينات.

### الصحافيات
كما شهدت حرب فيتنام نساء يلعبن دورًا بارزًا كمراسلين في خط المواجهة في النزاع، ويبلغون بشكل مباشر عن النزاعات فور حدوثها. وتطوع عدد من النساء في الجانب الفيتنامي الشمالي كصحفيين مثل الكاتبة لي مينه خوي التي تطوعت مع جيش فيتنام الشمالي بما في ذلك على طريق هو تشي منه وكذلك على جبهات القتال. كما شارك عدد من الصحافيين الغربيين البارزين في تغطية الحرب ، وكانت ديكي تشابيل من بين أوائل الصحفيات الأمريكيات اللواتي قُتلن في الحرب. تم القبض على الصحافية الأسترالية الناطقة بالفرنسية كيت ويب من قبل الفيت كونغ في كمبوديا وسافرت إلى لاوس معهم وأطلق سراحها مرة أخرى إلى كمبوديا بعد 23 يومًا من الأسر. وهي أول صحافية غربية يتم القبض عليها ويطلق سراحها ، كذلك أول صحافية تقوم بتغطية وجهة نظر الفيت كونغ في مذكراتها. كذلك تم إلقاء القبض على صحفية أخرى ناطقة باللغة الفرنسية كاثرين ليروي وأطلق سراحها بعد فترة وجيزة من قبل القوات الفيتنامية الشمالية خلال معركة هوي ، حيث التقطت بعض الصور الشهيرة من المعارك والتي ظهرت على غلاف مجلة لايف.

## إحياء ذكرى الحرب
في 25 مايو 2012 ، أصدر الرئيس باراك أوباما إعلانا للاحتفال بالذكرى الخمسين لحرب فيتنام. في 10 نوفمبر 2017 ، أصدر الرئيس دونالد ترامب إعلانًا إضافيًا للاحتفال بالذكرى السنوية الخامسة و الخمسين لحرب فيتنام.

## الثقافة الشعبية
حرب فيتنام قد برزت بشكل كبير في التلفزيون والأفلام وألعاب الفيديو والموسيقى والأدب في البلدان المشاركة في الحرب. في فيتنام ظهر فلم فتاة من هانوي (1975) والتي تدور أحداث الفلم حول حياة الحرب في هانوي أثناء عملية لاينباكير 2. ومن الأعمال البارزة الأخرى مذكرات أنغ ثاي ترام وهي طبيبة فيتنامية تطوعت في مناطق الصراع الجنوبية، وقُتلت وهي في سن السابعة والعشرين على يد القوات الأمريكية بالقرب من محافظة كوانغ ناي. ونشرت يومياتها في وقت لاحق في فيتنام باسم مذكرات أنغ ثاي ترام: الليلة الماضية حلمت بالسلام، حيث أصبحت مذكراتها من أكثر الكتب مبيعاً ، وتم تحويلها لاحقاً إلى فيلم لا تحترق (Đừng Đốt). في فيتنام غالبًا ما تتم مقارنة مذكرات أنغ ثاي ترام بمذكرات آن فرانك وتستخدم كلاهما في التعليم الأدبي. آخر فيلم فيتنامي تم إنتاجه هو الحقل المهجور: منطقة النارة الحرة (Cánh đồng hoang) في عام 1979 الذي يتحدث عن الحياة في «منطقة النارة الحرة» الأمريكية بالإضافة إلى وجهات نظر حول المروحيات الأمريكية.
كان فلم القبعات الخضراء (1968) لجون واين المؤيد للحرب واحد من أول الأفلام الكبرى التي تحدثت عن حرب فيتنام. وتم إصدار المزيد من الأفلام حول الحرب في فترة السبعينيات والثمانينيات منها فلم المخرج مايكل تشيمينو صائد الغزلان (1978)، وفلم المخرج فرانسيس فورد كوبولا القيامة الآن (1979)، وفلم المخرج أوليفر ستون فصيلة (1986)، وفلم المخرج ستانلي كوبريك فل ميتال جاكيت (1987)، وفلم همبرغر هيل (1987)، وفلم ولد في الرابع من يوليو (1989)، وفلم ضحايا الحرب (1989)، وفلم كنا جنودا (2002)، وفلم فجر الإنقاذ (2007).
كما أثرت الحرب على جيل من الموسيقيين والمغنين وكتاب الأغاني في فيتنام والولايات المتحدة. فرقة كانتري جو و فيش سجلت "I feel like I'm fixin' to die rag" في عام 1965 ، التي أصبحت واحدة من أناشيد الاحتجاجات المضادة للحرب الأكثر نفوذا. موسيقية ميس سايغون ركزت على نهاية الحرب وتداعياتها. ودعم العديد من كاتبي الأغاني والموسيقيين الحركة المناهضة للحرب، مثل: بيت سيغر وجوان بيز وبيجي سيغر وإيوان ماك كول وباربرا دين وفيل أوكس وجون لينون ونينا سيمون ونيل يونغ وتوم باكستون وجيمي كليف وآرو غوثري.
وقد تم تطوير العديد من ألعاب الفيديو التي تدور أحداثها حول الحرب، بعض هذه الالعاب كانت من نوع تصويب من منظور الشخص الأول، مثل: خط البصر : فيتنام (2003)، والفيت كونغ (2003)، وباتلفيلد فيتنام (2004)، وفيتكونغ: فيست الفا (2004)، ومقاتلي النخبة: فيتنام (2005)، والجحيم في فيتنام (2008)، وباتلفيلد: باد كامباني 2 (2010)، وكول أوف ديوتي: بلاك أوبس (2010)، وكول أوف ديوتي بلاك أوبس ديكلاسفايد (2010)، ورايزنج ستورم 2: فيتنام (2017)، وكمحتوى إضافي للعبة فار كراي 5 (2018). وظهرت أيضا في بعض الالعاب من نوع تصويب من منظور الشخص الثالث، والاستراتيجية، والإم إم أو أر بي جي، والأر بي جي مثل: رامبو: الدم الأول 2 (1985)، وكليبر.50 (1989)، والفيت كونغ 2 (2005)، وميد مان (2006)، وقن بوت (1990)، وسترايك فايترس 2: فيتنام (2009).

## اقرأ أيضاً
- فون نغوين
- الحرب الأهلية الكمبودية
- نازع ورق الشجر
- غزو شمال فيتنام للاوس

## تعليق
1. 1 2  بسبب الوجود المبكر للقوات الأمريكية في فيتنام ، فإن تاريخ بدء حرب فيتنام هو موضع نقاش. في عام 1998 ، بعد مراجعة رفيعة المستوى من قبل وزارة الدفاع الأمريكية تم تغيير تاريخ بدء حرب فيتنام رسميًا إلى 1 نوفمبر 1955.[1] وتشير تقارير الحكومة الأمريكية إلى 1 نوفمبر 1955 إلى تاريخ بدء "الصراع الفيتنامي" ، لأن في هذا التاريخ تم إعادة تنظيم المجموعة الأمريكية للمساعدة العسكرية (MAAG) في الهند الصينية (التي تم نشرها في جنوب شرق آسيا تحت حكم الرئيس ترومان) وتشكيل مجموعة خاصة بدولة فيتنام.[2]
تواريخ البدء الأخرى تتضمن عندما أذنت هانوي لقوات الفيت كونغ في جنوب فيتنام بالبدء بتمرد منخفض المستوى في ديسمبر 1956.[3] بينما يرأى البعض أن 26 سبتمبر 1959، وهو اليوم الذي وقعت به المعركة الأولى بين فيت كونغ والجيش الفيتنامي الجنوبي تاريخ بدأ الحرب.[4]
2. ↑  تأتي أرقام 58.220 و 303.644 من الوفيات والجرحى من قسم تحليل المعلومات الإحصائية بوزارة الدفاع (SIAD) ، ومركز بيانات القوى العاملة بالدفاع ، وكذلك من صحيفة وقائع دائرة المحاربين القدامى المؤرخة في مايو 2010. الإجمالي هو 153.303 جندي أصيب في المعركة باستثناء 150.341 شخصًا لا يحتاجون إلى الرعاية في المستشفى[39] تقرير (خدمة أبحاث الكونغرس) ، وكتاب الحرب الأمريكية وضحايا العمليات العسكرية: قوائم وإحصائيات ، مؤرخة 26 فبراير 2010 ،[40] وكتاب بوتقة فيتنام : مذكرات ملازم المشاة.[41] وبعض المصادر الأخرى تعطي أرقامًا مختلفة (على سبيل المثال فيلم وثائقي بعنوان "قلب الظلام: وقائع حرب فيتنام 1945-1975" لعام 2005/2006  تعطي رقمًا للوفاة في الولايات المتحدة بلغ 58.159 حالة وفاة،[35] وفي كتاب أبناء فيتنام الصادر في عام 2007 يعطي رقم 58.226)[42]
3. ↑  في 8 مارس 1965 أول قوة عسكرية أمريكية تدخل فيتنام هي فوج البحرية الثالث ، من فرقة البحرية الثالثة ، وكانت مهمتها حماية مطار دا نانغ.]].[259][260]